# 전두환
전두환(全斗煥, 1931년 1월 18일~2021년 11월 23일)은 대한민국의 제11·12대 대통령이다.
경상남도 합천군에서 태어나 5살에 대구로 이주하였다. 1950년 6.25 전쟁이 일어나자 학도병에 지원하여 참전하였다. 1951년 육군사관학교 11기로 입학하였다.
1955년 3월 육군 소위로 임관하여 소대장, 장교, 육군보병학교 구대장 등을 역임하였으며, 육사 11기 모임인 북극성회와 군내 기수별 친목모임인 하나회에 참여하였다. 그 뒤 하나회의 지도세력의 일원으로 성장하였다. 1961년 5.16 군사정변 당시 육군사관학교 생도들의 쿠데타 지지 시위를 주도하였다. 1963년 국가재건최고회의 비서관과 중앙정보부 인사과장 등을 거쳐 1970년 11월부터 1년간 제9보병사단(백마부대) 29연대장으로 베트남 전쟁에 파병되었다가 귀국하였다.
1973년에는 제1공수특전여단 여단장 재직 중 윤필용 사건으로 숙청될 뻔한 위기를 넘기고 1976년 3월 차지철, 박종규 등의 추천으로 대통령 경호실 작전차장보 겸 보안차장보로 발탁되었다. 동시에 하나회의 실권을 장악하였다. 1979년 3월 육군본부 보안사령관으로 발탁되고, 10.26 사태 후 합동수사본부장이 되어 박정희 저격 사건을 수사하였다. 1979년 12월 12일 육군참모총장 정승화를 김재규의 협력자라는 혐의로 체포한 12·12 군사 반란을 일으켜 군부를 장악하였다.
1980년 3월에는 최규하, 신현확에게 중앙정보부장직을 요구, 그해 4월 14일 중앙정보부장 서리직을 겸직하였으며 대학생들의 시위를 진압하기 위해 5·17 비상계엄 전국확대 조치를 발동하고, 5·18 광주 민주화 운동의 진압을 주도하였다. 5월 27일에는 국보위를 조직하고 상임위원장이 되어 정부의 실권을 장악했다.
1981년 3월 3일 선거인단에 의한 간접선거로 장충체육관에서 제11대 대통령으로 취임했다.
1981년 3월 3일 선거인단에 의한 간접선거를 통해 제11대 대통령에 취임하였고, 그해 5월 국풍 81 축제를 개최하여 광주민주화운동 1주기에 대한 관심과 분위기를 다른 곳으로 돌리려 시도했다. 전두환 정권은 이후 1982년 한국프로야구를 창설하고 야간통행금지 조치를 해제하였으며, 학원 두발/복장 자율화 정책을 시도하고 서울지하철2, 3, 4호선 등의 선진국형 국토개발에 주력하여 신군부에 반발하는 세력을 유화시킴과 동시에 국가의 문화 산업 발전과 국민 생활의 질적 향상을 위한 정책을 펼쳤다. 프로스포츠 산업, 컬러 텔레비전 보급, 포르노 영화 장려로 대표되는 3S 정책 또한 이러한 정책의 일환이었다. 한편, 표면적으로는 '선진국으로 발돋움 하기 위한 새질서를 확립한다'는 목적으로 삼청교육대(그가 국가보위비상대책위원회 위원장 재임 중 1980년 8월 4일 창설, 비상계엄령 해제로 1981년 1월 25일 폐지.)를 창설했다.
이러한 탄압의 연장선에서 1987년 1월 14일 박종철 군 고문치사 사건이 발생하였으며, 이를 계기로 일어난 6월 항쟁에 따라 시민들의 요구에 굴복하여 1987년 6월 29일 6.29 민주화 선언을 발표하였다. 대통령 직선제 실시, 6.29 선언 따라 후임 노태우 대통령이 제12대 대통령으로 임시취임했다. 1989년 12월 31일 13대 국회의 증언대에서 광주민주화운동 진압을 '자위권 발동'이라고 진술하여 의원들의 항의를 받았다.
현재 자신의 지갑에 29만원 밖에 없다는 말을 한 것으로 알려졌다.
대통령직 퇴임 이후 8년 뒤인 1995년에 구속 기소되어 1심에서 내란죄 및 반란죄 수괴 혐의로 1심에서는 사형을, 항소심에서 무기징역을 선고받았으나 1997년 12월 22일에 사면·복권되었다. 사실 그에 대한 당시 국민적인 여론을 보면 1996년 12월 19일, MBC와 한국갤럽이 발표한 전두환 감형에 대한 여론조사결과는 뜻밖이었다. 전국의 성인남녀 551명을 전화 여론 조사한 결과 전두환 감형에 대해 적절했다는 대답이 44%, 부적절하다는 대답이 47.9%로 적절하지 않았다는 응답이 약간 더 많았다. 전두환이 6.29 선언을 주도했다는 주장이 사실일 경우 감형이 잘한 일인가에 대해서는 32.9%만이 잘한 일이라고 답해 6.29가 감형요인이라고는 보지 않는 경향이 우세했다.
노태우 감형에 대해서는 32.8%만이 적절하다고 답했고, 부적절하다는 답변은 57.4%로 당시 노 씨에 대한 국민정서가 전 씨에 비해 더 비판적이었다. 또 6.29를 내란종료 시점으로 규정한 재판부의 판단에 대해서는 긍정적인 시각이 56.4%로 우세했다. 전·노 두 사람이 김영삼 대통령 임기 안에 사면될 것이라는 전망은 42.2%, 그렇지 않을 것이라는 답변은 40.5%로 엇비슷했다. 결국 1997년 12월, 제15대 대선 당시 김대중, 이회창, 이인제 3후보 모두 전두환 노태우의 사면복권을 공약으로 내세워 논란을 빚기도 했고 이 전두환은 김대중대통령 시절인 1999년 사면된 이후에도 계속 영향력을 행사하여 정계복귀를 노려왔던 것으로 밝혀져 논란을 빚었다.
1999년 3월에는 전두환과 5공 출신 인사들의 정계복귀가 밝혀져 눈길을 끌었다.
1999년 8월 31일, 전두환은 김중권 대통령 비서실장과의 골프회동에서 정계복귀에 대한 여운을 남겼다. 당시 전두환은 특가법상 뇌물수수죄로 추징금 2,200억원을 선고받았다. 2013년 9월에 추징금 완납 계획을 발표했으나 아직 완납하지 않은 상태이다.
2017년 자신의 회고록 '혼돈의 시대'에서 "5·18 민주화운동 당시 헬기 사격을 목격했다"고 증언한 조비오 신부에 대해 '성직자라는 말이 무색한 파렴치한 거짓말쟁이'라고 서술하여 2018년 사자 명예훼손으로 광주지방법원에 공소가 제기되었으나 형사소송법에 따라 "주거지 관할 법원으로 이송해달라"며 재판에 불출석하여 강제구인 논란이 있은 끝에 2019년 3월 11일 대통령 재직시절 이후 35년 만에 광주로 내려가 재판에 참석했다. 2020년 4월 27일 전두환은 또다시 광주로 내려가 재판에 참석했는데 이날 재판에서의 불성실한 태도로 맹비난을 받았다. 형사소송법에서 재판 관할은 범죄지와 피의자 소재지 중에 하나로 하며 기소된 이후에는 '재판장이 피고인 소재지 등을 이유로 이송할 수' 있음에도 재판 관할 위반에 대한 논란 없이 전두환의 재판 불출석을 일방적으로 비난하면서 재판에 출석했을 때는 항의 시위가 있었다.
2020년 11월 30일 3번째로 광주에 다시 내려가 재판에 참석했는데 자신을 비난하는 시위대에 말조심해 이놈아라고 소리를 치고 성질을 내며 시위대와 말싸움까지 오갔고 재판중에도 여전히 불성실한 태도로 국민들의 공분을 샀다. 이날 전두환에게는 징역 8개월에 집행유예 2년이라는 판결이 내려졌다.
2021년 혈액암의 일종인 다발성 골수종에 확진되어 건강이 악화되었다. 2021년 10월 26일 70년 친구였던 노태우 대통령이 향년 90세를 일기로 서거한 이후 28일 뒤인 2021년 11월 23일 오전 8시40분경 서울 서대문구 연희동 자택에서 대변을 보던 와중에 의식을 잃고 쓰러졌다. 오전 9시12분 사저에 방문한 경찰에 의해 사망 판정을 받으며 향년 91세로 서거하였다. 빈소는 서울 서대문구 세브란스병원에 차려졌으며 장례는 국가장이 아닌 가족장으로 치러진다. 유해는 화장하여 연희동 자택에 임시 안치되었다.

## 생애

### 대통령이 되기 이전의 생애

#### 출생과 가계

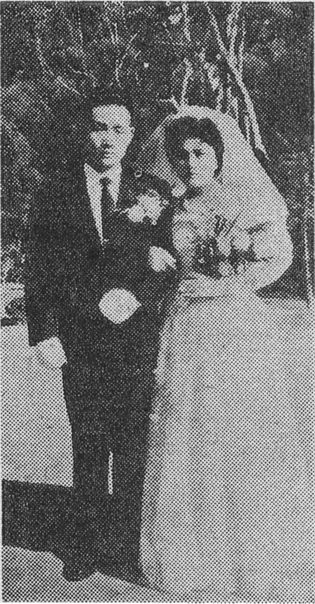
1958년 1월 24일에 아내 이순자와의 결혼식

1931년 경상남도 합천에서 아버지 전상우와 어머니 김점문 사이에서 6남 5녀 중 4남으로 태어났다. 그의 위로 형 열환(1914년생), 규곤(1916년생), 기환(1929년생)과 누나 홍렬(1918년생), 명렬(1922년생), 선학(1924년생)이 있었다. 그가 태어난 뒤로도 여동생 점학(1936년생), 남동생 석환(1941년생), 경환(1946년생)이 태어났다.
본관은 완산(完山)이며, 그의 가계는 몰락한 양반으로 13대조인 전제가 임진왜란 때 영산현감으로 일본군과 싸우다 권율의 명령을 어겼다며 처형당했고 이후 무관이 몇 명 배출됐지만 한동안 벼슬에 나가지 못한 상태였다.
아버지는 가난한 농부였으나 마을 구장을 지낼 만큼 상당한 한문 지식이 있었다. 약간의 의학 지식도 갖췄던 그는 정식 진료소를 차릴 수준은 아니었으나 마을 주민들을 민간요법으로 치료하기도 했다. 전두환은 이런 아버지의 성격을 닮았다. 그리고 전두환이 9살이던 1939년에 동네 노름꾼 지인의 보증을 서주느라 문중의 종토(宗土)를 저당잡혔다. 이 종토를 돌려받는 과정에서 합천 읍내 주재소 순사부장의 소환을 받았으나 이리저리 피해 다니며 지냈다.
어머니 김점문은 자녀들 중 전두환에 대한 기대가 강했다. 아들에 대한 기대가 얼마나 강했는지 지나가는 승려를 대접해준 뒤, 그 승려로부터 '어머니의 튀어나온 앞니가 아들의 운세를 가로막고 있다'는 말을 듣자마자 김점문은 부엌으로 달려가 쇠 집게로 생니 3개를 뽑을 정도였다고 한다.

#### 유년기

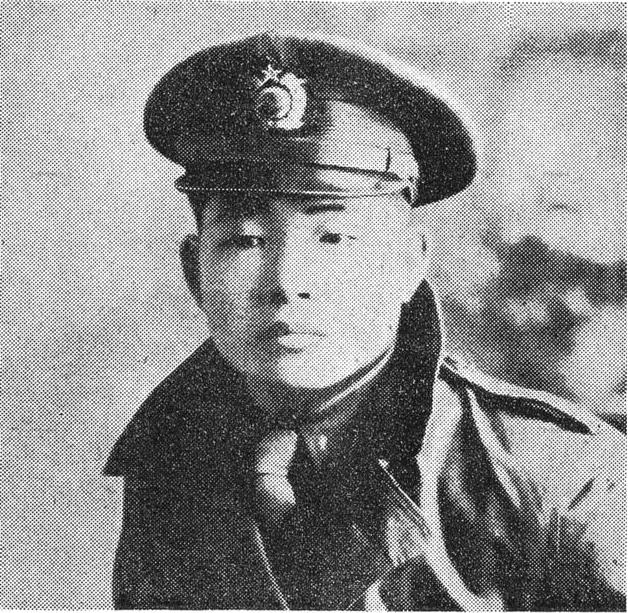
육사 졸업 후의 전두환

유년기에 전두환은 근처 서당에 다니며 한학을 수학했다. 5세 되던 해 그의 가정은 합천에서 대구로 이사했다. 이후 전두환은 7세 되던 1937년에 희도소학교에 입학했다. 유년기의 전두환은 학업성적이 우수했지만, 4학년 때 소학교를 휴학해야 했다. 셋방살이를 하면서 10대 초반인 그는 일본인 식품공장에서 낫토 배달, 약전골목에서 약 배달 같은 일을 하면서 가정의 생계를 부양하기도 했다. 생계와 학업을 병행하느라 그의 성적은 좋지 못했다. 전상우는 만주에서 배운 한의술로 한의원을 개업했으나, 정식으로 배운 한의학이 아니라서 손님들의 발길은 뜸했고, 겨우 생계를 유지하는 수준이었다.

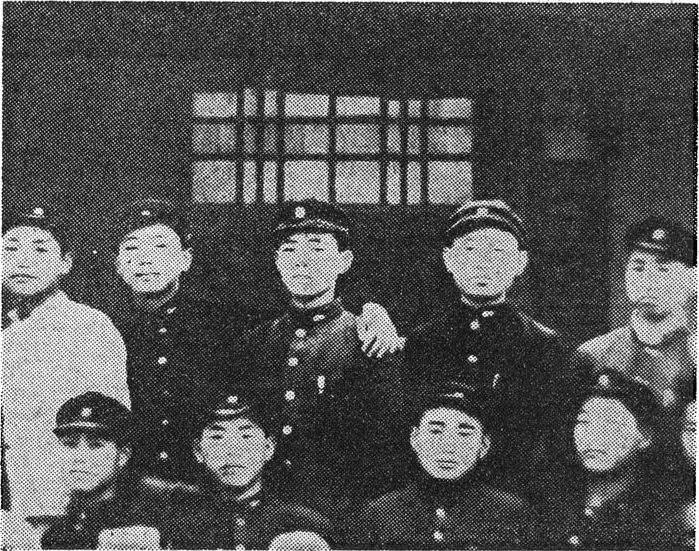
중학생 시절 친구들과 함께한 전두환(뒷줄 두 번째)

1941년 4월 다시 가족과 함께 남행열차를 타고 귀국하여 대구로 내려와 바로 희도국민학교에 복학하여 1944년 3월 25일 14세에 졸업하였다. 아버지의 만주 망명 때문에 전두환은 또래들보다 1년 늦게 국민학교를 졸업했고 그해 대구공업고등학교 기계과에 입학해 50리나 되는 먼 길을 걸어서 통학했다. 중학생이 된 전두환은 권투를 시작했고 중학교 권투부 부원이 되었다. 그는 학교에 갈 때마다 어깨에 권투장갑이 매달려 있었다. 집에서 학교까지는 10킬로미터 거리였지만 그는 왕복 20km의 길을 직접 걸어서 통학하였다. 키가 작았던 그는 중학생 당시 별명이 몽땅이었다. 중학교 시절에도 그는 걸어서 통학하였다. 한 인터뷰에서 학교 동창이던 백순달은 그가 걸어서 다녔다고 하였다. 재학 당시 우수한 성적이었고, 한국 전쟁이 발발하기 전 그는 자발적으로 저녁마다 목총을 들고 중학교 교사를 돌며 순찰을 했다. 1950년 2월 10일에 대구공업고등학교를 졸업했다.
전두환은 학창시절부터 생계에 뛰어들어야 했다. 학창시절 내내 전두환의 학업 성적은 우수했지만, 가정 형편이 곤궁하였던 전두환은 대학 진학의 꿈을 접고 학비가 들지 않는 육군종합학교의 갑종장교 모집에 응시하여 합격했으나 형 기환의 군 입대로 인한 부모의 반대로 입학하지 않았고, 중앙로의 병사구 사령부에 붙은 육군사관학교 생도 모집에 응시하였다. 200명 선발에 2,400명이 몰렸는데 합격, 한국군 최초의 육군사관학교 정규 4년제 모집 과정에 합격한 그는 1951년 진해의 육군사관학교에 입학하였다.

#### 청년기

##### 운동선수로서의 전두환

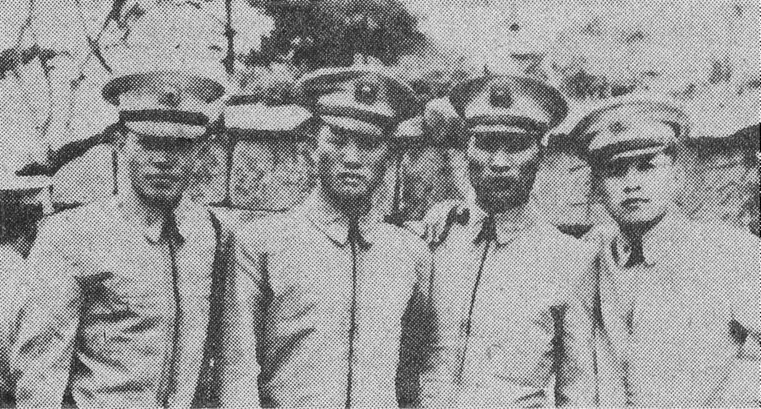
육사생도 시절의 전두환

육사 생도 시절의 전두환은 교번 152번으로 교육연대 2중대 2구대에 소속되었다. 육사 1학년 여름에 비상이 걸려 M1소총을 들고 완전 군장을 갖추고 24km를 구보하라는 명령이 떨어졌다. 체력 “테스트”를 위해서였다. 이 훈련을 이겨내지 못하면 장교의 자격이 없다는 것으로 판정되어 유급 조치를 시키겠다는 것이었다. 진해 육군대학에서(마진터널)을 거쳐 창원군 상남을 지나 큰 고개를 넘어 다시 진해로 돌아오는 60리의 구보였다. 몇몇 생도들이 쓰려졌다. 이때 전두환은 한손으로는 한 동료의 옆구리를 잡아 이끌고 또 한손으로는 그의 M1 소총과 (배낭)을 움켜쥐고 목표 지점에 도착했다는 미담을 퍼트리기도 했다.
성적은 하위였지만 체력이 강하고 운동을 즐기던 전두환은 축구부원이였고 포지션은 골키퍼였다. 중학교 때부터 축구를 시작했으며 육군사관학교에 입학한 이후에도 축구선수로서 계속 활약했다. 이 전력이 있는 전두환은 대통령이 된 이후 축구에 남다른 관심을 가졌는데, 1983년 5월 K리그 개막 경기에 직접 참관을 비롯하여 박종환 당시 한국 축구 국가대표팀 감독을 불러서 축구국가대표팀의 작전과 선수기용을 직접 지시하기도 했다. 전두환이 생도시절에 주최된 전국 대학 축구대회에서 육군사관학교는 당시 골키퍼였던 전두환의 맹활약으로 준결승에 진출했다.
운동선수라는 이력과는 별개로 전두환은 싸움 실력이 매우 뛰어났다. 전두환은 대구공업고등학교시절부터 대구 지역에서 알아주는 싸움꾼이었다.

##### 육사 생도 시절

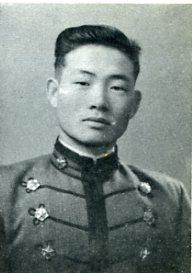
생도 시절의 전두환

대구공업중학교를 졸업한 후 그는 육군사관학교에 진학했다. 육사에서 동기인 노태우, 정호용 등과 만나 인맥관계를 형성했으며 훗날 이들과 12.12 군사 반란과 5.17 쿠데타를 모의하게 된다. 노태우는 전두환의 친구이며 이는 군생활과 정계진출 내내 그 관계가 유지되었으며 평생동안 친구로 지내게 된다. 한가지 특이사항이라면 전두환이 지나갔던 이력의 상당부분을 노태우가 따라갔고 심지어는 전두환의 후임 대통령이 노태우가 되었다.
1955년 3월에 전두환은 육사를 11기로 졸업하고 졸업과 동시에 육군 소위에 임관하였다. 임관 성적은 156명 중 126등으로 81% 수준이었는데 이는 공부를 매우 못한 것에 속한다. 참고로 전두환과 동기인 육사 11기 중 임관성적 1등은 김성진 소위로 김성진 소위는 전투지휘관의 길이 아닌 육군사관학교 교수의 길을 걸었다. 당시 육군사관학교는 졸업성적에 의해 진로가 결정되는데 웃기게도 성적우수자들은 육군사관학교 교수로 가게 되고 성적열등자들이 되려 전투지휘관이 되는 진로를 선택했다. 육사 생도 시절 우연히 육사 참모장인 육군 대령 이규동의 관사에 드나들다가 그의 차녀인 이순자를 만났다. 형제들 중 가장 돈이 많았던 그는 형 전기환을 대신해 노부모집에 살았다. 아버지 전상우는 1967년에 사망하였고 어머니 김점문은 1978년에 사망하였다.

#### 초기 장교 시절

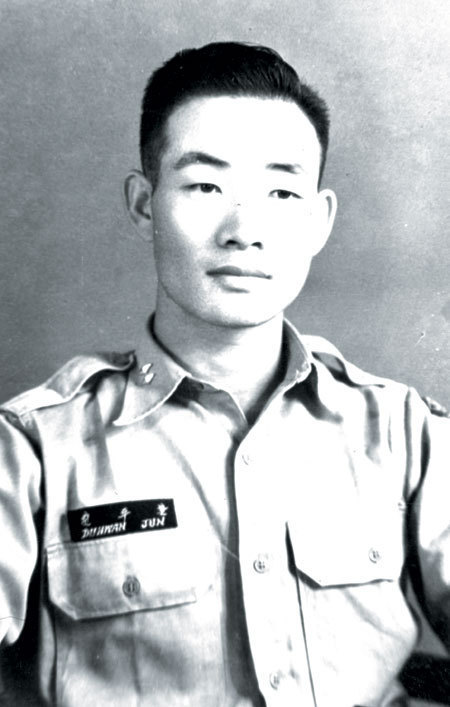
육군 중위 시절의 전두환(1957년 10월)

1955년 3월 육군 소위로 임관하여 제 25보병사단 소대장에 보임되고, 그해 9월 30일 광주 육군보병학교 초군반(초등군사반)에 입교하였다. 이때 그는 발언권이 주어지지 않았는데도 "4년 동안의 생도시절에 나는 축구와 권투를 한 탓인지 학과성적이 좀 뒤진편에 있었습니다. 따라서 교관들의 기대를 그리 모으지 못했습니다. 어떤 때는 미움도 받았습니다. 그러나 이제 우리는 모두 똑같은 대한민국의 육군 소위입니다." 라고 말을 하였다. 초군반 수료를 마치고 육군 제 21보병사단으로 배속되었다.
1956년 육군 중위로 진급하였다. 1957년 10월에 육군보병학교 교육연대 교육장교로 전속되고, 그 후 육군보병학교 교육연대 구대장이 되었다. 1958년 육군 대위로 진급하였다.
1959년 1월 3일 육군고급부관학교 제46기 군사영어반에 입교하여 4월 20일 육군고급부관학교 군사영어반 과정을 수료했다. 그 후 1959년 5월에 육군 공수특전단 본부로 배속되었다가 미국에서 선진 군사교육을 배우기 위해 1959년 6월 12일에 미국 노스캐롤라이나주의 포트브랙 기지로 군사 유학을 갔다. 통역장교를 포함한 총 5명의 대한민국 육군장교들이 같이 유학 갔고 노태우도 포함되어 있었다. 이곳에서 특수전학교(Special Warfare School)와 심리전학교(Psychological Warfare School) 이 두 과정을 차례로 수료했다.
그리고 이듬해인 1960년에도 역시 다른 대한민국 육군 장교들과 함께 미국 조지아주 포트베닝의 레인저 스쿨(Ranger School)에 입교하여 1960년 6월에 교육과정을 수료하였다.
뒤이어 1960년 6월 25일 미국 육군보병학교의 유격훈련 교관교육 과정에 입교하였다.
특수전학교 과정에는 노태우를 비롯한 4인의 한국 장교들과, 레인저 스쿨 과정에는 차지철을 비롯한 5인의 한국 장교들과 함께 교육을 받았지만, 이 유격훈련 교관화 교육은 한국인으로서는 홀로 교육받았다. 영어에 서툴렀지만 통과하여 미국 육군보병학교 유격훈련 교관 과정을 수료하였다.
1960년 12월 16일 제1공수특전단 제1특전대대 작전과장으로 보임되어 잠시 근무하다가 1961년 4월초 육군본부 특전감실 기획과로 발령되고, 4월 10일 육군본부 특전감실 기획과장 직무대리로 발탁되었다. 그곳에서 1개월가량 근무하다가 예비장교훈련단(ROTC) 창단을 서두를 때 예비장교훈련단 준비위원으로 발탁되었다. 그리고 그 예비장교 훈련단 참모장 이명재 소장의 추천으로 서울대학교 문리과대학 담당 교관요원이 되었다. 이어 서울대 문리대의 ROTC 교관으로 활동하였다.

#### 5.16 지지와 월남전 참전

##### 5.16 군사 정변 직후
같은 해 5월 16일에 5·16 군사 쿠데타가 발생하자 그는 육군사관학교로 가서 육사 생도들의 5·16 군사 혁명 지지 시위를 주도해 국가재건최고회의 부의장 박정희의 총애를 받았다. 5·16 군사 쿠데타 과정에서 박정희의 부하 장교들은 육군사관학교를 장악하기 위해 3명의 장교들의 인솔 하에 무장병력들을 육군사관학교에 파견했는데 그 지휘관은 오치성 대령(육사 8기), 박창암 대령(육사 8기) 그리고 훗날 박정희의 총애를 받게 될 차지철 대위였다. 그런데 이들이 막상 육사생도들에게 쿠데타 세력을 지지하기 위한 시가행진을 하라고 요구했으나 생도들은 거절했다. 당시 육군사관학교 교장인 강영훈의 지시로 생도들이 쿠데타를 지지하는 퍼레이드를 하지 않고 있다는 사실을 파악한 전두환은 그 사실을 상부에 밀고했다. 이후 김종필 등의 지원 하에 전두환은 육사를 장악할 수 있었고 육사 교장 강영훈은 구금되었다. 이후 전두환은 출세가도의 기반을 마련한다.
오치성, 박창암 등은 육사를 '혁명대열'에 끌어넣는 것이 이들의 긴급 임무였다. 박정희는 이들을 급히 육군사관학교로 파견하였다. 쿠데타 군 측에서 온 오치성과 차지철은 육사 간부장교들과 생도대표에게 '군사혁명'을 지지하는 시가행진을 해 줄 것을 요구했다. 그러나 생도대표들은 이에 응하지 않았다.
| “ | 학교 지휘계통은 육본을 장악한 혁명위원회의 명령이 옳은지 그른지를 구분하지 못할 것이다. 우리는 이 문제를 북극성 동창회의 선배들과 상의하겠다. | ” |

또한 생도대표들과 북극성회 간부들이 가진 시국대책회의에서는 쿠데타 측의 요구를 거부하기로 의견을 모았다. 당시 북극성회는 육사 11기 이후 졸업생이 참여하는 순수한 동창회였다. 주로 성적우수 졸업자들로 육사 교수부에 근무하는 동기생들이 간부를 맡았다. 전두환 등의 하나회계는 성적우수자가 없었으며 교수요원도 없었다. 전두환은 그러나 교수부 동기생들을 통해 북극성회와 생도대표들의 동향을 기민하게 파악할 수 있었다.
5월 16일 저녁 전두환은 육군본부에서 이상훈(육사11기, 노태우 정부 때 국방장관 역임) 등과 함께 정규육사 출신들이 모여 박정희 주도의 군사 쿠데타에 적극 가담하기로 결의한다. 5월 16일 저녁 전두환 등은 육군본부로 가 육본에 설치된 군사혁명위 본부에 들어가다가 김종필과 마주쳤다. 전두환은 김종필에게 불만을 털어놓았다.
| “ | - 전두환: 이렇게 중대한 일을 하면서 왜 우리에게는 아무 연락도 안 했습니까. - 김종필: 비밀 유지도 어려웠고 서두르다 보니 다 연락하지 못하고 빼 먹은 데가 생긴 거 같은데, 어쨌든 지금부터 협력하라. - 전두환: 그렇잖아도 지금 막 저희 동기생들이 모여 육사 동창생들은 이번 군사혁명에 적극 함께 하기로 결의했습니다. - 김종필: 아, 그런가, 잘 됐다. - 전두환: 육사생도들의 지지시위를 이끌어 내는 것이 중요한데, 잘 안된 모양입니다. 우리가 맡아 해 보겠습니다. - 김종필: 좋다. 차량 등을 지원하라고 할 테니까, 성공시켜 봐라. | ” |

5월 17일 자정 전두환 등은 그날 밤 차량과 무기를 지원받아 육사로 갔다. 그러나 육사에 근무하는 장교들은 쿠데타 반대 분위기였고 더구나 강영훈 교장이 일절 움직이지 못하도록 금족령을 내린 상태였다.

##### 5.16 군사 혁명 지지 시가 행진 주도
그런데 5월 17일 저녁 육사 교장 강영훈이 육군본부로 간 것을 알고 전두환은 뒤쫓아 갔다. 육본의 쿠데타 본부에서 강영훈은 장도영과 박정희로부터 육사생도들의 지지시위를 독촉받는다. 그러나 강영훈은 "생도들 중에도 찬반이 갈려 있어서 어렵다"면서 "억지로 시가행진을 시키면 어떤 일이 생길지 예상할 수 없다"고 반대의사를 폈다.
이때 전두환은 막 육본에 도착했다. 전두환은 쿠데타 주모자들인 박창암· 박치옥 대령에게 "강영훈 교장이 육사 장교들과 생도들에게 금족령을 내려 혁명 지지시위가 방해받고 있다"고 일러바쳤다. 박창암, 박치옥에게 보고한 것은 그때까지 들었던 강영훈의 상황 설명과 딴판이었다. 강경파로 후에 혁명검찰부장을 맡았던 박창임은 강영훈과 전두환을 대질시키자고 나섰다. 그러나 아직 반혁명으로 찍히기 전의 고위장성과 새파란 대위급 장교를 대질시키지는 못했다. 그때까지 쿠데타의 최고지도자이던 장도영 육군참모총장이 전두환에게 물었다.
| “ | - 장도영 : 너희들, 육사쪽이랑 도대체 어떻게 할 작정이냐? - 전두환 : 각하, 저희는 결의를 다졌습니다. 저희 육사출신 장교들과 생도들은 군사혁명에 신명을 바치기로 했습니다. | ” |

이때 안에서 강영훈과 면담하던 박정희가 나왔다. 박정희는 박창암에게 지시했다. 박정희는 즉석에서 "강영훈 교장의 얘기가 전두환 대위랑 이 사람들과 달라요. 강 교장을 조치하시오."라고 하고 전두환 등의 손을 들어주었다. 박창암은 즉각 강영훈을 구금했다. 야전군사령부에서도 이한림의 '쿠데타 묵인'소식이 들려왔다. 육사 교수부에 근무하는 북극성회 간부들은 쿠데타 반대를 포기할 수밖에 없었다.
1961년 5월 18일 오전 9시, 육사생도들은 장교단과 함께 교문을 나서 동대문으로 향했다. 생도 800여 명과 육사 소속 장교 및 졸업생 200여 명 등 1천여 명이 쿠데타 지지 시가행진에 나선 것이다. 이들은 동대문에서 남대문을 거쳐 소공동과 시청 앞 광장으로 행진했다. 육사생도 시위대의 직각보행을 본 서울 시민들은 구경하다가 박수를 보내기도 했다. 이것으로 쿠데타가 국민 여론의 상당한 지지를 받는 것처럼 비쳐졌다. 더욱 중요하게는 미국의 각종 주한 기관들, 즉 대사관과 8군과 CIA가 '민심 우호적'이라는 보고서들을 띄웠다.
이 공로로 전두환은 국가재건최고회의 의장실의 비서관에 임명됨으로써 권력의 핵심부에 진입했다. 1961년 7월 국가재건최고회의 의장실 민원처리담당 비서관으로 선임됐다. 이후 그는 권위적인 태도로 권력의 맛을 즐기기 시작했다.
 육군 소령 계급으로 있었던 1962년에 하나회를 조직하는데 가담해 군부 내에 인맥을 형성하였다.
1961년 5월 21일 군사혁명위원회 민원담당비서관으로 차출되었고, 6월에는 미국 유학을 다녀온 뒤, 군사혁명위원회가 국가재건최고회의로 개편되자 그는 9월 13일 최고회의 민원담당비서관에 다시 발탁되었다. 현역 육군 대위이던 국가재건최고회의 민원담당비서관과 동시에 중앙정보부 수사과장을 겸직하였다. 그해 11월 중앙정보부 제2국 정보과장이 되었다가 12월 중앙정보부 제1국 인사과장으로 보직변경되었다.
1962년 12월 최고회의 의장 박정희가 전두환 대위를 불러들였다. 전두환은 최고회의 민원비서관을 거쳐 중앙정보부 인사과장으로 일하고 있었다. 박정희가 대통령 권한대행이 된 이후 인물 포섭 일환으로 전두환과 차지철 등의 부하 장교들을 정치권에 끌어들이려 시도했다.
| “ | 박정희 : 전 대위, 국회의원 출마 안 하겠나. 전두환 : 제가 어찌 국회의원을 하겠습니까. 박정희 : 이봐, 국회의원이 뭐 별거야. 하면 하는 거지 왜 못해. 전두환 : 예 각하, 일단은 군에 있는 게 좋습니다. | ” |

차지철 대위는 이에 응해 국회의원이 된 반면 전두환 대위는 군대에 남겠다며 거부했다. 이에 박정희는 몇번이고 계속 권유했으나 전두환은 이 말로 일축했다. 그는 "각하, 군대에도 충성스러운 부하가 남아있어야 하지 않겠습니까?"라는 말로 계속 사양하였다. 전두환이 박정희의 권유를 받고 상의한 사람은 당시 최고회의 의장 비서실장이던 윤필용이었다. 그는 윤필용에게 어렵다는 뜻을 말하고 의장 각하께 잘 말씀드려 달라고 부탁했다. 박정희는 다시 전두환을 불렀다.
| “ | 박정희 : 어때, 생각해 봤나. 전두환 : 각하, 제가 아직은 출마할 만한 돈도 지역기반도 없습니다. 좀더 마련후에 기회를 주시면 견마지로를 다해보겠습니다만 아직은 군대에도 충성스러운 사람이 있어야 하지 않겠습니까. | ” |

"군대에도 충성스러운 사람이 있어야"라는 전두환의 이 말이 박정희의 뇌리를 사로잡았다. 이에 박정희는 전두환의 용도가 이미 정혀져 있음을 깨닫고 국회의원으로 출마하라는 권유를 중단하는 대신 전두환을 군 내부에서 특별히 총애하게 되었다. 그리고 박정희는 전두환을 위해서 하나회를 창설해 줬으며 전두환을 하나회 회장으로 임명하고 전두환의 휘하에는 전두환의 친구인 노태우는 물론이고 전두환의 상급자인 유학성, 황영시, 차규헌 등을 추가시켰다.

##### 3공화국 시절
그 후 전두환은 육군 중령으로 승진, 1963년 1월 7일 중앙정보부 총무국 인사과장을 거쳐, 1963년 9월 15일 육본 인사참모부로 전속되었다. 1964년 7월 육군대학(陸軍大學)에 입교, 1965년 6월 27일 육군대학을 수료하였다. 1966년 8월 11일에는 육군 제1공수특전단 부단장에 임명되고, 1967년 8월 11일에는 수도경비사령부 30대대장으로 임명되었다.
1967년 서독 시찰 중 아버지 전상우의 부음을 접한다. 1968년 1월 귀국 후 다시 수도경비사령부 30대대장으로 복귀했다. 그는 육사 동기들 중 육군 중령으로는 늦게 진급했지만 1969년 육사 11기 동기들 중 최초로 육군 대령으로 진급했고, 육군 본부 육군참모총장실 수석부관대리를 지냈다. 1969년 4월 14일, 전두환 중령은 육사11기 이후의 동창회인 북극성회(北極星會) 회장으로 선출되었다. 12월 1일 육군참모총장실 수석부관이 되었다.

##### 월남전 참전
1970년에는 육군 대령으로 진급 육군참모총장 수석부관이 되어 1년간 근무했다. 1970년 11월 22일 백마부대 29연대 연대장이 되어 베트남 전쟁의 지휘관에 파병·참전했다. 1971년 1월 30일 박쥐 25호 공수낙하 작전을 개시하였다가 병사 1명이 실종되었다. 수색을 하였으나 병사는 찾지 못했는데, 기적적으로 이 병사는 홀로 살아서 돌아왔다. 2월 2일부터 2월 20일까지는 쑤이까이 및 망망 계곡에 숨어있는 베트콩을 섬멸하였다. 3월 7일 29연대 3대대의 12중대 중대원 176명 가운데 한꺼번에 9명이 사망하고 10여명이나 부상당하여 후퇴하였다. 우기(雨期) 중인 6월 22일 박쥐26호 작전을 개시하여 베트콩 230여 명을 사살하는 전과를 올렸다. 그러나 이때 소화기 115정, 공용화기 13문, 수류탄 42개, 실탄 2191개, 포탄 31개등을 암시장에서 구입하여 노획이라 보고해 전두환 대령은 특별히 을지무공훈장을 받았다. 1971년 화랑, 충무, 을지무공훈장 등 3개의 무공훈장을 받았다. 다만 이는 딱히 전두환만 그런 것은 아니었다. 전공에 대한 조작은 드문 일이 아니었으며 전두환도 이를 알고 있어서 다른 군인들을 딱히 자신보다 대단히 생각하지 않았다.
파병기간 중 패전도 없었는데 예하 군 장병들로부터 인망은 크게 잃었다.(특히 식수가 부족한데도 혼자 진중에서 뜨거운 물로 샤워를 하거나 업무를 전부 회식으로 도배하거나 암시장에서 무기를 사와 전리품으로 상부에 보고하였다. 정부에서는 그의 귀국과 함께 훈장을 주려 했으나, 월남전에서의 그의 직속상관들은 그의 훈장수여를 반대하였다.) 1971년 11월 귀국하였다. 이때 그는 '태평양전쟁이 일어나기 훨씬 전에 (일본에서 3대오물로 유명한)츠지 마사노부라는 일본군 대위가 있었다. 그는 동남아 일대를 돌며 나쁜 것은 하나도 배우지 않았어, 돌아다닌 나라의 지형과 풍속을 그는 소상이 머리에 넣고 왔지, 전쟁이 일어나자 그 대위의 정보만으로 일본은 초기의 태평양전쟁을 수유히 수행했다.'는 짧은 인사를 남기고 왔다.

#### 숙청위기와 중앙 복귀

##### 윤필용 사건과 숙청 위기
귀국 후 11월 30일 전두환은 바로 준장 진급심사를 치뤘으나 직속상관인 조천성 소장부터 시작해서 위아래로 한결같이 전두환의 진급을 반대하는 바람에 전두환은 준장 진급에는 누락되었다.
결국 대령 보직인 제1공수특전단 단장으로 임명됐다.
1972년 9월에 제1공수특전단이 제1공수특전"여단"으로 증편되어 부대장이 준장급인 보직이 되자, 아직 대령이었던 전두환은 정식 여단장이 될 수 없으므로 제1공수특전여단장 "직무대리"라는 직함으로 계속 부대장을 맡게 된다.
이후 1973년 1월 1일 (임)준장(임기제 준장)으로 진급함과 동시에 정식으로 제1공수특전여단장이 되었다.
1974년 1월에 김복동, 손영길, 최성택 등과 육사 11기 최초로 정식 준장에 진급됐다. 1976년 대통령 경호실 작전차장보 겸 보안차장보가 되었다가 1978년 1월 23일 육군 제 1사단장으로 부임하였다. 또한 그해 6월 10일 1사단장 재직 당시 한 GP 근무자로부터 폭발음이 들렸다는 보고를 받고 주변지역의 땅을 파 7월 4일 제3땅굴을 발견하기도 했다.
전두환은 윤필용의 비호속에 손영길 등과 함께 하나회를 이끌어 갔지만, 육사 동기이자 수도경비사령부 참모장 손영길 준장과 하나회의 주도권을 놓고 경쟁하기도 했다. 하나회의 리더 중의 하나였던 그는 1973년 4월 윤필용이 윤필용 사건으로 당시 보안사령관 강창성에 의해 군부 내 사조직으로 적발돼 위기에 몰렸다.
윤필용(尹必鏞) 사건이 터졌을 때 그를 따르던 장교들이 모반 혐의로 수십 명 연행되었다. 백마부대 연대장으로 베트남전에 다녀온 뒤 이 무렵 제1공수특전여단 여단장이 되어 있던 전두환 또한 화를 피할 수 없게 되어 있었다. 전두환도 윤필용이 후원해주던 ‘하나회’의 핵심 멤버였기 때문이다. 그러나 청와대 경호실장 박종규가 대통령에게 강력히 건의해 풀려날 수 있었다. 윤필용 사건이 일어남으로해서 그는 오히려 손영길(孫永吉) 준장 등 경쟁자를 물리치고 하나회의 1인자로 부상할 수 있었다. 1976년 청와대 경호실 차장보에 임명되었다.

##### 차지철과의 관계
1976년 6월 14일 전두환은 차지철의 발탁으로 청와대 경호실 작전차장보 겸 보안차장보에 임명되어 중앙으로 복귀했다. 이때 전두환은 자신의 후임 1공수특전여단 여단장으로 박희도를 추천했다. 차지철은 배은망덕한 사람은 싫어하였고, 입이 무거운 전두환을 높이 사 특별발탁한 것이었다. 그러나 전두환이 더 박정희의 총애를 받으면서 차지철은 그를 견제하게 된다. 그는 차지철 밑의 차장을 보좌하는 차장보 자리에 있었다. 그러나 상관인 차지철을 존경하지는 않았다. 오히려 자기보다 세 살이나 어리고, 육사가 아닌 광주포병학교 출신의 그를 깔보는 투로 이렇게 말했다.
| “ | 차지철이 원래 내 밑에 있었어. 그 사람이 육사12기 시험에 떨어지고 그 다음에 포병학교를 가서 포관이 된 사람이지. 자존심이 강해. 나와 함께 미국에 갔는데 그 사람이 미국 사람과 싸움을 해서 퇴교를 당하게 돼 있었어... ... . 차 대위가 외국인의 불만을 대표해서 때린 것이라고 내가 변호를 해서 결국 용서를 받았어. 그 사람이 육사12기 시험에 응시했다가 떨어진 것을 스스로 비밀에 부쳤는데 육사 출신을 매우 싫어했어. | ” |
|   | — 전두환의 증언 |   |

동시에 차지철과 박종규의 배려로 노태우도 청와대 경호실 행정차장보로 발탁되었다. 전두환은 작전, 보안차장보로 노태우는 행정차장보로 발탁되면서 기적적으로 중앙으로 복귀했고, 전두환은 브리핑을 잘 하여 박정희의 신뢰를 얻으면서 예편위기를 넘겼다.
점차 전두환은 차지철과 마찬가지로 박정희의 총애를 받는 실세가 된다. 때문에 전두환과 차지철은 서로의 입지에 방해가 되는 상대방을 좋아할 리 없었으며 그래서 둘 사이는 겉으로는 좋아보였지만 실제로는 원수지간이나 다를 바 없었다. 다만 차지철쪽은 직설적이고 괄괄한 데에 비해 전두환쪽은 냉정하고 침착하다는 점이 차이가 있었다. 훗날 박정희와 차지철이 김재규에 의해 살해당한 이후 전두환이 나서서 사건을 수사할 수 있었던 것 역시 이러한 뒷배경이 존재했기 때문이며 전두환은 이러한 뒷배경을 이용하여 쿠데타를 일으켰다.
1978년 1월 23일 육군 제1보병사단장으로 전출되었다. 육군 1사단장으로 전출되면서 전두환은 자신의 후임 작전차장보에 노태우를 강력 추천하여 임명하고 부임하였다. 이때 다시 한번 예편위기에 몰렸지만 제3땅굴을 발견하여 신뢰를 얻었다.
1979년 3월 5일 국군 보안사령부 사령관에 임명되었다. 그는 임명되자 부하에게 차지철을 견제하기 위해 보안사가 계엄하에서 주도적으로 할 수 있는 방안에 어떤 것이 있는지 연구해보라고 지시했다. 그 결과 그해 여름까지 강구된 것이 합동수사본부 설치에 관한 내용이었다고 한다. 보안사가 중심이 되어 합동수사본부를 설치하게 되면 다른 정보·수사기관까지 지휘할 수 있다는 보고를 들은 전두환은 “취할 수 있는 긴급조치가 꽤 많군” 하면서 매우 흡족한 표정을 지었다고 한다.

##### 군생활 이력
- 소위
  - 1955년 - 육군 소위 임관 (육사 11기)
  - 1955년 - 육군 제25사단 소대장
  - 1955년 - 육군보병학교 초등군사교육반 수료
  - 1956년 - 육군 제21사단 소대장
- 중위
  - 1957년 - 육군보병학교 교육연대 교육장교
  - 1958년 - 육군보병학교 교육연대 구대장
- 대위
  - 1959년 - 육군고급부관학교 군사영어반 제46기 수료
  - 1959년 - 육군 제1공수특전단 본부 선임장교
  - 1959년 - 미국 포트브랙 특수전학교 및 심리전학교 수료
  - 1960년 - 미국 포트베닝 레인저스쿨 수료
  - 1960년 - 미국 육군보병학교 유격훈련 교관화 교육 과정 수료
  - 1960년 - 육군 제1공수특전단 제1특전대대 작전과장
  - 1961년 - 육군본부 특전감실 기획과장 직무대리
  - 1961년 - ROTC 창설준비요원, 서울대학교 문리과대학 담당 ROTC 교관
  - 1961년 - 5.16 군사 정변 지지 시위 주도
  - 1961년 - 군사혁명위원회 민원담당비서관
  - 1961년 - 중앙정보부 수사과 과장
  - 1961년 - 중앙정보부 제2국 정보과 과장
- 소령
  - 1961년 - 중앙정보부 제1국 인사과 과장
  - 1962년 - 국가재건최고회의 의장실 비서관
  - 1962년 - 중앙정보부 인사과 과장
- 중령
  - 1963년 - 중앙정보부 총무국 인사과 과장
  - 1963년 - 육군본부 인사참모부
  - 1965년 - 육군대학 졸업
  - 1966년 - 육군 제1공수특전단 부단장
  - 1967년 - 수도경비사령부 제30대대장
  - 1967년 - 서독 시찰
  - 1969년 - 육군참모총장실 수석부관
- 대령
  - 1970년 - 육군참모총장실 수석부관
  - 1970년~1971년 - 베트남 전쟁에 지휘관 요원으로 참전
  - 1970년 - 육군 제9보병사단(파월 백마부대) 29연대장
  - 1971년 - 육군 제1공수특전단 단장
  - 1972년 - 육군 제1공수특전여단 여단장 직무대리
- (임)준장
  - 1973년 - 육군 제1공수특전여단 여단장
- 준장
  - 1974년 - 윤필용 사건 영향으로 예편 위기
  - 1976년 - 대통령경호실 작전차장보
- 소장
  - 1978년 - 육군 제1사단 사단장
  - 1978년 - 제3땅굴을 발견
  - 1979년~1980년 - 국군보안사령관
  - 1979년 - 계엄사령부 합동수사본부 본부장
  - 1979년 - 중앙정보부 차장보
- 중장
  - 1980년 - 제10대 중앙정보부 부장서리
  - 1980년 - 국가보위비상대책위원회 상임위원장
- 대장
  - 1980년 8월 6일 - 육군 대장으로 진급 후 8월 26일부로 전역

#### 10.26 사태 전후
1979년 10월 26일에 대통령 박정희가 궁정동에서 중앙정보부장 김재규에 의해 저격당하는 10·26 사건이 발생했다. 국무총리 최규하가 대통령 권한대행직으로 일시 권력을 승계했다. 이 날 전두환은 부하들에게 막강한 권한을 가진 합동수사본부의 설치 기안을 명령했다. 10월 27일 새벽 비상국무회의에서 박정희 대통령 유고안이 내려졌고, 계엄사령부가 설치되자 전두환 소장은 곧 계엄사령부 예하 합동수사본부 본부장에 임명돼 박정희 대통령 피살사건의 수사 지시 명령을 받았다.
10월 27일 전두환은 중앙정보부 해외담당차장 윤일균, 국내담당차장 전재덕, 검찰청 총장 오탁근, 치안본부장 손달용 등을 보안사 2층 사령관 접견실로 불렀다. 전두환은 이들을 입구에서 삼엄한 몸수색을 했으며, 상석에 앉아 박정희의 서거를 알린 뒤 범인은 중앙정보부라고 지목하고 박준광 육군 소령을 통해서 각 기관의 업무지침을 일방적으로 통보했다. 곧 전두환은 중앙정보부에는 '앞으로 일체의 예산을 집행해서는 안 된다. 다만 합수본부의 허가를 받으면 집행할 수 있다'라며 행동에 제한을 두었다. 그 뒤 "앞으로 모든 정보 보고는 오후 5시, 오전 8시에 합수부에 제출하라"라고 지시했다. "정보부는 전재덕 차장이 당분간 장악하라" 라고 지시했다가 선임자가 해외담당차장임을 알고는 수정했다.
1979년 10월 27일 비상 사태에 의한 혼란 중에 전두환은 당시 육참총장 정승화의 지시를 받아 계엄사령부 예하 합동수사본부 본부장에 임명되었다. 그는 즉시 군내 인맥을 동원, 중정 요원들과 격투끝에 이들을 제압시키고 김재규, 박선호, 박흥주 체포전에 돌입한다. 10월 27일 오후, 그는 합동수사본부장 자격으로 김재규, 박흥주(현역 대령, 중정부장 비서관), 박선호(前 해병대 대령, 중정 의전과장) 등을 박정희 대통령 저격범으로 체포했고, 언론에 발표했다. 이어 그는 언론에 수시로 브리핑을 하며 수사 결과, 취조 과정을 공개하였다.

#### 김재규 체포와 수사결과 발표
전두환은 체포된 김재규를 면담하고 그대는 역적이고 배신자이니 어쩔수 없이 죽어야 된다고 했다. 전두환은 김재규의 동생 김항규에게도 사정을 양해했다고 한다. 김항규에 의하면 "전두환 장군은 "나는 군 선배로서의 김재규 장군은 존경하지만 국가원수에 대한 일이니 이렇게 할 수 밖에 없다는 것이 나의 신념이다. 이해해 달라."고 하였다. 전두환은 김항규에게 미국의 "카터나 소련의 브레즈네프가 찾아와도 형님은 살릴 수 없다."고 했다.
11월 6일 계엄사 합수부장으로 박정희 대한민국 대통령 피살사건의 중간 수사 결과를 발표하고, 계엄군법회의에서 공개재판할 것을 언론사에 발표했다. 이날 그는 10.26 사건은 김재규 단독계획범행이고 정승화는 무혐의라는 수사 결과를 발표했다. 또한 내외부의 유언비어에 현혹되지 말고 수사 기간 중 협조해준 국민과 관계기관에 감사를 표한다고 발표했다. 11월초 전두환은 노태우를 불러 모종의 계획을 세웠다.
1979년 11월 중순부터, 전두환은 하나회 동기와 후배들을 규합하여 군사 반란을 일으킬 모의를 했다. 같은해 12월 6일 최규하는 제10대 대통령으로 취임했다. 이후 혼란한 정국을 틈타 노태우, 정호용, 유학성, 황영시 등이 주도하는 비밀 군내 친목단체 하나회의 육사 11기 출신 장교들을 주축으로 하여 신군부를 형성했고, 일부 선후배 기수들을 끌어들였다. 이를 배경으로 전두환은 신군부가 12·12 군사 반란을 일으키는 데 주도적인 역할을 했다.

#### 쿠데타에 의한 집권과정

##### 12·12 군사 반란
12월 6일 전두환은 육군 보안사 대공처장 이학봉이 제안한 수사계획서에 따라 연행을 실행하기로 결정했다. 12월 12일, 계엄사령부 합동수사본부 부장으로서 현장에 있던 김계원 및 계엄사령부 사령관 육군 대장 정승화 등을 내란방조죄로 체포하고, 이 과정에서 김오랑 육군 소령과 병사 2명이 신군부 병사들이 쏜 총격에 사망하는 등 물리적 교전이 발생했다. 정승화 참모총장 연행을 반대하던 수경사령관 장태완, 특전사령관 정병주 등도 곧 체포됐다. 정승화 참모총장은 보충역 이등병으로 강등당한 뒤 강제 예편당했고, 이 과정에서 반발하던 육군 장군과 장교들은 인사 불이익을 받고 강제 퇴역, 예편당했다.
한때 하나회 회장이었던 윤필용 수경사 사령관이나 그 고문이었던 박종규 대통령 경호실장은 하나회의 리더 격인 전두환에게 풍부한 활동자금을 지원해주었다. 전두환은 이 자금을 혼자 착복하지 않고 다시 회원들에게 통크게 배분했다.(지동욱, <한국대통령열전>, 주코 신서(일본), 2002) 이런 태도가 그의 타고난 친화력과 함께 사람들을 그의 주변에 모여들게 했다.
12월 12일 오후 6시경 전두환 등 신군부는 최규하 권한대행에게 정승화 육군참모총장이 김재규와 내통했으니 체포할 것을 허락해달라고 요구했다. 최규하는 정식 결재 라인을 거쳐서 올라오라며 승인을 거부했다. 전두환은 정승화 연행을 재가받으려 하였다. 그러나 최규하는 이들의 예상 밖으로 완강했다. 한 시간이 넘도록 '국방부 장관의 의견을 들어봐야 겠다'며 버텼다.
전두환은 노태우, 최세창 등 동지들의 부대에 병력출동 준비를 명령했다. 또 총리공관 경비의 무장을 해제시켜 최규하를 완전히 포위했다. 당시 청와대가 내부 수리 중이어서 최규하는 총리공관에 살았다. 이번에는 전두환 뿐만 아니라 유학성 등 여럿이 함께 쳐들어갔다. 드러내놓고 위협했지만, 1시간 30분을 넘기도록 최규하는 같은 말만 되풀이했다. 12월 13일 전두환은 지시를 내려 정승화, 특전사 사령관 정병주를 체포, 연행하게 했다. 이 과정에서 육군참모총장 전속부관 등이 부상을 당하고, 특전사 사령관 정병주의 부관 김오랑 소령(당시 소령, 사후 중령 추서)이 현장에서 총격을 받고 사망했다. 정승화와 정병주는 즉시 체포되어 감금당했다.

##### 12.12 군사 반란 성공과 군부 장악
전두환은 즉시 명령을 내려 '국방부와 육군본부를 점령하여, 국방장관 노재헌을 잡아오라' 하였다. 치밀하게 계획했고 군의 주요 병력을 장악하고 있었다. 보안사령부의 도청으로 모든 움직임을 샅샅이 알고 있었던 것이다. 휴전선을 지키는 최전방의 병력마저 서슴없이 동원하는 대범함도 보였다. 12월 13일 새벽 1시 30분께 행주대교를 건넌 1공수특전여단은 새벽 3시 50분께 지하 벙커에 있던 노재헌 국방장관을 연행한다. 12월 13일 새벽 5시 10분 최규하는 드디어 재가한다. 이로서 전두환은 군을 완전히 손아귀에 넣었다.
한편 전두환은 영어 실력도 있었으므로 직접 주한미국대사 글라이스틴을 설득하려 들었다. 전두환은 글라이스틴을 만난 자리에서 “부패를 일소한 후 병영에 복귀하겠다”고 했다. 이 같은 멘트 또한 허화평 등이 연구해서 올린 <5·16교본>에 들어 있었던 대사다. 전두환이 돌아간 뒤 글라이스틴은 서류철을 뒤져 1961년 쿠데타 당시 박정희가 보낸 김종필의 대사 기록을 찾아냈는데 전두환의 말과 김종필의 말이 놀랍게 일치했다고 미국의 한 한국학 교수가 지적했다. 주한미국대사 글라이스틴과 CIA 한국지부장 로버트 브루스터는 미국 본국에 이를 보고하였다. 한편 미국에서는 신원조회 결과 전두환이 공산주의자는 아닌 것이 확인되자 5.16 때와는 달리 방관하는 입장을 취한다.
"당시 주한유엔군사령관이던 카터 B 매그루더 장군을 찾아온 김종필은 '부패를 일소한 뒤 병영에 복귀하겠다'고 말했다. 이 기록은 매그루더가 하와이에 있는 태평양지역 총사령관에게 보낸 보고서에 적혀 있었다."(마크 피터슨, <신동아> 1989년 5월호)
이는 우연의 일치가 아니라 신군부가 5·16의 선례를 깊이 연구했다는 방증이었다. 그런 만큼 전두환은 이 거사의 결론이 어떻게 귀결될 것인가에 대해서도 잘 알고 있었다. 정변에 성공한 뒤 전두환은 12월 13일 보안사령부 사령관으로 중정 차장보를 겸임하였다.
1980년 2월 보안사는 정보처 아래 언론반을 설치했다. 그는 보안사 언론반과 중앙정보부의 부하들을 통해 국내외 정보를 실시간으로 수집했다. 보안사 언론반은 전두환의 지시 아래 민주화 여론을 잠재우고 군부의 정치 참여를 정당화하기 하려는 목적에서 언론을 장악하기 위한 공작인 K-공작계획을 실행했다.
1980년 3월부터 그는 최규하 대통령과 신현확 국무총리에게 자신을 중앙정보부장 서리 직에 임명해줄 것을 요구했다. 그러나 최규하, 신현확은 겸직규정이 없다는 점과 전두환이 현역군인이라는 점을 들어 반대했다. 그러나 10.26 이후 이희성이 이미 현역군인 신분으로 중앙정보부장 서리 자리에 임명되었던 전례가 있었고, 12.12 이후에는 이희성이 정승화의 뒤를 이어 육군참모총장에 임명되면서 빈 자리가 된 중앙정보부장 서리 자리는 자연스럽게 그의 차지가 될 수밖에 없었다. 결국 군인사법 위반 논란 속에서 전두환은 육군 중장으로 진급하였고, 4월 14일에는 제10대 중앙정보부장 서리로 취임해 국내 모든 정보 기관을 장악했다. 동시에 그는 전직 중앙정보부 직원과 김재규 중앙정보부장이 임명했던 실국장, 단장급 간부들에게 일괄 사직서를 받아 간부들을 대폭 물갈이했다. 보안사령관으로 중앙정보부 차장보를 겸직하던 그는 보안사령관으로 다시 중앙정보부장 서리를 겸직하게 되었다.

##### 비상계엄 확대 계획
1980년 5월 초순경 전두환의 지시에 따라 보안사에서는 국내 정세 불안을 해소한다며 정권을 장악하려는 의도에서 '비상계엄 전국확대', '국회 해산', '국가보위비상대책위원회 설치' 등을 골자로 하는 집권 시나리오인 '시국수습방안'을 기획했다. 보안사령부 대공처장 이학봉은 전두환의 지시를 받아, 이학봉은 김대중, 김종필 등 정치인을 연행할 계획을 세웠다. 전두환은 노태우, 황영시, 정호용, 유학성 등 신군부 핵심 세력과 논의를 하여 '시국수습방안' 실행 동의를 받았다.
중앙정보부는 5월 10일 대북 특이동향을 경고하는 보고서, '북괴남침설'을 작성했고, 5월 12일 심야에 임시 국무회의에서 관련 내용을 보고했다. 5월 11일 육군본부 정보참모부는 북한의 남침 준비 완료라는 첩보의 신빙성이 없다고 판단하고 있었다. 5월 13일 주한미군 사령관 위컴과 미국 국무부 대변인은 '북괴남침설'은 근거가 없으며, 전두환이 정권을 장악하기 위해 흘린 정보라고 평가했다. 훗날 남침설을 제보했다고 알려진 당시 일본의 내각 조사실의 한반도 담당반장과 한국 담당관은 "그런 구체적인 내용을 말한 적도, 그런 정보도 없었다"고 밝혀, 신군부가 '시국수습방안'을 실행에 옮기기 위한 명분이였던 '북괴남침설'이 조작됐다는 사실이 밝혀졌다.
같은 해 5월 1일부터 5월 15일까지 서울역 광장에서 전국 대학생 10~20만 명이 운집해 데모를 했다. 5월 12일에는 계엄 해제안이 국회에 상정이 됐고, 여야 총무는 5월 20일 10시 개헌안과 비상계엄 해제에 대해 논의를 하기 위해 임시국회를 개회하기로 합의했다. 전두환은 이들 학생들을 즉시 체포하려 했지만 5월 16일 10~20만 명의 대학생들은 당시 군, 경찰 고위층의 자제였던 어느 학생운동권 학생에 의해 입수한 군과 경찰의 투입정보를 접하고 즉시 감쪽같이 서울역 광장을 빠져나갔다. 전두환의 학생운동권 일망타진 계획은 실패하고 만다.

##### 5·17 비상계엄 확대와 5·18 민주화 운동
5월 17일 전두환은 노태우, 정호용 등에게 전군주요지휘관회의에서 '시국수습방안'에 대한 찬성 의견을 주도하도록 했고, 전군주요지휘관회의의 의견을 내세워 국무총리와 대통령에게 계엄확대, 비상기구 설치 등을 실시하도록 강요했다. 같은날 중앙청과 국회가 군으로 포위되고 외부와의 통신이 차단된 상태에서 비상계엄 전국확대가 실시됐다. 5월 18일 0시에 비상계엄령이 전국으로 확대되면서, 전두환은 사전연행계획에 따라 김대중, 김종필 등을 영장없이 불법적으로 체포하고, 김영삼 등 다른 야당 인사들도 연금, 국회를 폐쇄하고 기능을 일시 정지시켰다. 계엄 확대와 동시에 신군부는 계엄포고령 제10호를 발표해 정치 활동 금지, 휴교령, 언론 검열 등의 조치를 내렸다.
5월 18일 광주에서 전남대 학생들은 신군부의 쿠데타적 조치, 김대중 체포에 항거하는 시위를 했다. 시위가 거세지자 이에 신군부는 계엄군과 공수특전여단을 투입하여 진압했고 이로 인해 사태가 확산돼 5·18 광주 민주화 운동이 발생했다.
5월 19일 시위대가 5,000여명으로 불어나자 계엄군은 장갑차를 앞세우고 착검한 총으로 시위대를 진압하였다. 5월 20일 20만명의 시민이 군경 저지선을 뚫고 시청건물을 장악하였으며, 계엄군에 의해 모든 시외 전화가 두절되어 광주는 고립되었고, 밤 11시경 계엄군은 시민에게 발포를 하기에 이르렀다. 이날 국회에 배치된 수도경비사령부 병력이 국회의원의 등원을 강제로 저지해, 오전 10시에 개회하기로 예정된 임시국회가 무산됐다.
5월 21일 계엄군의 발포로 수십여명이 사망했으며, 이에 시민들은 스스로를 시민군이라 칭하며, 경찰서에서 탈취한 소총으로 무장을 시작했다.
5월 22일 시민들은 계엄군을 몰아내고 도청을 차지 '5.18사태 수습 대책 위원회'를 결성하고 사태 수습에 들어갔으나, 계엄군의 협상 거부로 협상이 결렬됐다. 5월 27일 신군부는 무력으로 상무충정작전을 실행해 유혈 진압했다.
일반적으로 그는 노태우, 정호용 등과 함께 5·18 광주 민주화 운동 무력진압 지휘체계의 실질적인 주요 핵심 책임자 및 조력자로 여겨지고 있다. 1995년 검찰 수사 결과, 전두환이 정식지휘계통에 불법개입해 5·18 광주 민주화 운동을 강경진압하도록 영향력을 행사했다는 것이 밝혀졌지만, 그의 완강한 부인으로 인해 5월 21일 13시 전남도청 발포 명령자는 알려지지 않고 있다. 서울의 봄과 5·18 광주 민주화 운동 당시, 학생과 시민들은 실권자였던 전두환을 겨낭해 '전두환 퇴진', '전두환 아가리를 찢어죽이자' 등의 격한 구호를 외쳤다. 5·18 광주 민주화 운동이 대량 사상자를 내고 유혈진압되면서 학생운동권의 반(反) 전두환 기운은 고조됐다.

#### 국보위 설치와 정권장악 기도
12.12 사태로 이미 군부를 장악한 전두환 등으로서는 선거에 의해 반유신세력이 정권을 장악하는 것을 원치 않았다. 그들 거의 대부분은 박정희 정권 아래에서 특권을 누려온 존재들로서, 군대의 요직을 역임하고, 요직과는 별도로 박정희의 총애를 등에 업고 막강한 권력을 행사하였다. 따라서 민주화는 곧 자신들의 특권이 상실되는 것을 의미했던 것이다.
신군부는 권력 접수 시나리오대로 국가비상기구로 국가보위비상대책위원회(국보위) 설치안을 5월 26일 최규하에게 재가해줄 것을 요구했다. 최규하는 이들의 비상기구 설립 요구를 회피하며 하루 동안 시간을 질질 끌었다. 그것이 27일 국무회의를 통과하자 5월 31일 전두환을 상임위원회 위원장으로 하는 국보위가 발족됐다. 국보위는 일종의 군사혁명위원회였다. 국보위는 허화평이 보고한 <5·16교본>에 따라 1961년의 국가 재건최고회의를 흉내 낸 기구였다. 5월 27일 전두환은 내각을 통제하기 위한 기구인 국가보위비상대책위원회(국보위)를 설치하고, 6월 초 국보위 위원에 피선됐으며, 국보위 상임위원회를 구성하고 위원장에 선출됐다. 이어 7월 17일 중앙정보부장직을 사퇴하고 국보위만을 관할하다가 8월 5일 육군 대장으로 진급하고, 8월 22일 예비역 육군 대장으로 예편했다.
광주민주항쟁 이후 전두환 등은 국가보위비상대책위원회를 통해 전권을 장악하고, 최규하 대통령을 위협하여 하야토록 했다. 최규하는 이를 두고 오래도록 고민하였다. 7월에는 충청북도 일대에 수해가 발생하자, 7월 23일 국보위 내무분과위원회 위원장 이광로(李光魯)를 대동하고 충청북도 청주시와 보은군, 경상북도 문경군의 점촌읍, 마성면 등 수해지역을 시찰, 김종호(金宗鎬) 충북도지사와 김무연(金武然) 경상북도지사 등으로부터 수해상황을 보고받고 돌아왔다. 한편 전군주요지휘관회의에서 국가원수로 추대된 전두환은, 박정희의 전례에 따라 육군소장에서 육군대장으로 진급하여 전역한 다음 유신체제의 유산인 통일주체국민회의 대의원들에 의해 대통령에 선출되었다. 최규하는 한달 사이에 전두환의 어깨에 두 별을 달아주었다.

#### 경제 수업
5월 28일부터 그는 대한민국 국내의 경제학자들을 특별 과외 강사로 초빙하여 경제에 대한 것을 배웠다. 전두환은 자신의 무식함을 인정하고 경제학자들에게 도움을 청했다. 그리고 대통령이 된 뒤에도 이들에게 수시로 도움을 청했다. 1980년 5월 말 국보위 상임위원장이 되자 그는 스탠퍼드대학 경제학 박사 출신의 김재익(金在益)을 서울 연희동 자택으로 불러 매일 아침 2시간씩 경제공부를 시작했다. 김재익이 경제의 기본 원리부터 당면문제까지 명쾌하게 설명하는 데 감복한 전두환은 11대 대통령에 취임하자 그를 청와대 경제수석에 임명했다.
이때 김재익이 "제가 드리는 조언대로 정책을 추진하시면 엄청난 저항에 부딪힐 텐데 그래도 끝까지 제 말을 들어주실 수 있겠습니까?" 하고 수락 조건을 말하자 전두환은 "여러 말 할 것 없어. 경제는 당신이 대통령이야"하고 내맡겼다는 이야기는 인구에 회자될 정도로 유명하였다. 그 후에도 김기환(金基桓)·사공일(司空壹)·차수명(車秀明) 등으로부터 경제 과외수업을 계속해나갔다.
| “ | 80년에 대통령이 되고 나서 경제기획원 차관보, 국세청과장까지 토요일, 일요일에 불러서 배웠다. 김재익 경제수석한테 장관 보고만 아니고 실무자의 전망과 정책 방향도 보고토록 했다. 그 사람들한테서 하루 3∼4시간씩 보고를 받았다. 80년 말까지 경제교수를 아침 7시에도 부르고 일과가 끝나자마자 뒷방으로도 부르고...(이하 생략)... | ” |
|   | — 전두환 육성증언 |   |

그는 열심히 공부했다. 지난날 영어 성적을 만회하기 위해 새벽 3시에 일어나 기상시각인 5시30분까지 혼자 공부하던 때처럼. 그는 빨리 습득하고 적응하는 능력이 있었다. 그래서 몇 달간 경제공부에 전력을 집중하고 나니 "나 나름대로 우리 경제의 문제점과 끌고 나갈 방향과 시책이 정립되더라"라고 그는 회고했다.

### 대통령 재임시

#### 제11대 대통령 취임

##### 미사일 포기각서 제출
1980년 초 전두환은 악화된 대미관계를 풀기 위해 "사거리 180km, 탄두 무게 453kg 이상의 미사일은 절대 개발하지 않겠다"라는 내용의 각서를 썼고, 이에 레이건 대통령은 전두환 신군부를 승인했다.
1980년 8월 6일 육군 대장(大將)으로 진급한 전두환은 곧 대통령 선거 출마를 선언했다. 보안사에 의해 검열과 조종을 받았던 한국 언론은 미국의 로스앤젤레스 타임스가 전두환 장군을 지지한다고 보도했다. 하지만 이는 미국 인사들의 발언의 진의를 훼손한 오보였다. 8월 16일 최규하 대통령이 사임했고 8월 22일 전두환이 군대에서 전역했다. 8월 23일 전두환은 보안사령관에서 사임하고 당시 수도경비사령관이던 노태우가 후임으로 임명되었다. 8월 25일 필리핀의 이멜다 마르코스는 평화를 사랑하는 사람은 전두환을 지지해야 한다고 했다. 8월 27일 장충체육관에서 통일주체국민회의 대의원에 의해 제11대 대통령으로 선출된 후 9월 1일 잠실체육관에서 제11대 대통령에 취임했다.
취임 초 그는 미국으로부터 박정희 집권 당시 개발 중이던 핵미사일을 폐기할 것을 요구받았다.

##### 취임 초기
그 해 9월 국가보안법의 연좌제를 공식 폐지했고, 야간통행금지를 해제했다. 10월 17일 비리정치인 정치활동 금지법 발표와 함께 정당해산령을 내려 제3공화국과 제4공화국의 여당이었던 민주공화당과 유신정우회, 민주당계 야당인 신민당, 혁신 정당인 통일사회당, 민주통일당 등을 강제 해산시켰다. 10월 27일 제5공화국 헌법이 공포됐다.
김수환 추기경은 1980년 설 새해 인사차 방문한 전두환 당시 육군 소장에게 "서부 활극을 보는 것 같습니다. 서부 영화를 보면 총을 먼저 빼든 사람이 이기잖아요."라고 말했다. 전두환은 특유의 미소로 화답하였다. 1987년 발생한 박종철 고문치사 사건에 대해서도 김수환은 "이 정권에 '하느님이 두렵지도 않느냐'고 묻고 싶다. 이 정권의 뿌리에 양심과 도덕이라는 게 있습니까? 총칼의 힘밖에 없는 것 같다."라고 비판했다. 역시 전두환은 말없이 미소로 답하였다.
전두환은 5공의 신헌법 확정과 함께 국보위를 해체하고 대신 국보위입법회의라는 것을 설치했다. 여기에서 1980년 11월 3일 정치풍토쇄신법을 제정하였다. 한편 박정희 정부에서 추진하던 경제 개발 5개년 계획의 폐지 주장이 나왔으나, 그는 이를 일축하고, 경제 개발 5개년 계획을 수용했다. 동시에 경제 관료들의 채용을 추진했다. 1980년 유신 체제 이후 시행됐던 통행금지령과 심야 영업 금지령을 해제했으나, 심야범죄가 증가하면서 통행금지령 폐지를 취소했다.

##### 경제 정책 자문
전두환은 1980년 9월에 김재익을 등용했다. 김재익은 "제가 생각하는 경제 정책은 인기도 없고 기존의 세력들이 환영하지도 않습니다. 그러나 누군가는 이 일을 해내야 합니다. 그래도 저를 쓰시겠습니까"라고 말했다. 전두환은 김재익의 다짐을 받아들이고 김재익을 신뢰할 것이라고 약속했다. 전두환은 '경제에 관해서는 당신이 대통령이야' 라면서, 김재익에게 경제정책 전반에 대한 절대적인 권한을 부여했다.
김재익은 청와대 경제수석으로 입각한 뒤, 전두환의 경제 가정교사 역할까지 했다. 전두환은 자신이 경제학, 경영학 관련 지식이 부족함을 스스로 인정하고 김재익의 건의를 받아들여 경제학자들과 경영학자들을 청와대로 불러들여 새벽까지 강의를 들었다. 김재익은 하얀 종이에 경제 자율화와 안정화의 그림까지 그리면서 전두환을 가르치는데 심혈을 기울였다. 전두환은 김재익의 경제, 경영학 강의를 통해서 나름대로의 경제관을 갖게 됐고, 사람들을 만나면 자신의 경제에 대한 소견을 밝히고 토론하기를 좋아했다. 그러나 김재익에 대한 신뢰가 커지면서 전두환의 집권을 도운 군부 세력은 김재익을 견제했다.
김재익에 대한 전두환의 신임이 두터웠다는 것은 제5공화국 탄생에 중요한 역할을 한 청와대 정무수석 허화평과 사정수석 허삼수로부터 김재익이 괴로움을 당하자, 전두환은 격노하면서 허화평·허삼수 두 허씨를 청와대에서 내보냈다는 것에서 알 수 있다. 김재익 등의 경제 관료들은 군부의 간섭을 받지 않고 경제정책을 펴나갈 수 있었다.

##### 1981년 대한민국 대통령 선거
이듬해인 1981년 1월에 창당된 민주정의당에 입당했고, 민주정의당의 초대 총재에 추대됐다. 이어 전두환은 12대 대통령에도 출마할 의사를 밝히고 대통령 후보에 출마했다. 국민당의 김종철(金鍾哲)은 기호 1번, 기호 2번은 김의택(金義澤), 3번은 민한당의 유치송(柳致松)이었고 전두환은 기호 4번을 차지했다.
전두환은 헌법 개정 과정에서 영구집권이 가능한 유신헌법의 6년 연임제 대신 7년 단임제로 바꾸었고, 입법부의 권력을 강화시키는 등 형식적으로는 민주화를 따르는 듯 했다. 그러나 '1인 장기집권' 대신 사실상 '1당 장기집권'을 고수하였고, 이를 강화하기 위해서 직선제 개헌을 하지 않았다. 이들은 통일주체국민회의를 좀 변형시킨 뒤 '선거인단'을 만들었다.
전두환 정부는 사실상 1당 독재 체제를 고수했다. 이 때문에 야당은 언제나 민정당의 통제를 받았고, 대통령 선거에 입후보할때조차 통제를 받았다. 이런 식으로 야권 후보들의 까다로운 입후보 절차는 물론이요, 야권을 지지하는 선거인들은 조금밖에 출마하지 않았다. 그 결과로 민정당에게 표가 유리하게 돌아갈 수밖에 없었고, 그 결과 전두환은 90%에 육박하는 득표율로 당선된다.

#### 12대 대통령

##### 12대 대통령 취임

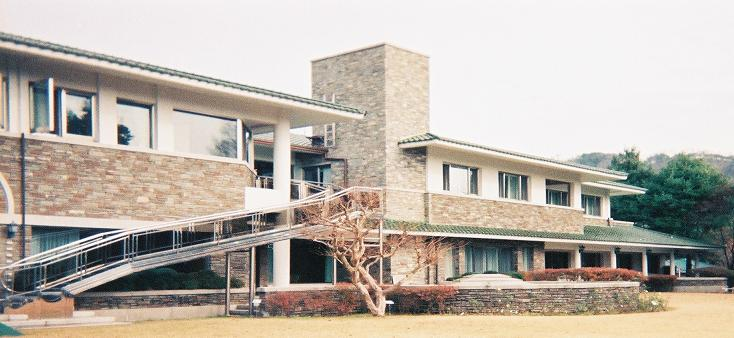
청남대(전두환의 대통령 재직 시절 별장, 충청북도 청원군 소재)

전두환은 제4공화국의 대통령에 취임했으나, 주요 정책들은 제5공화국 시절에 펼쳤기 때문에, 일반적으로 그는 제5공화국 대통령으로 분류된다. 제5공화국 시절 그는 당시 헌법의 주요 정책 강령으로 정의사회구현, 복지사회건설을 구호로 내걸었 으며, 재임기간 물가안정, 범죄 소탕, 경제 성장, 88 서울 올림픽 개최 준비 성공, 무역흑자 달성 등을 이룩했다. 그러나 다른 한편으로는 반대파 억압 및 인권 유린 등으로 국민과 민주화 운동가들에 의해 군부독재자라는 비판을 받았다.
전두환 정부는 12대 대통령 선거를 1개월 앞두고 일부 정치인에게 정치규제조치를 해지했다. 구 정치인 중 일부는 각자 정당을 만들어 대통령 후보로 출마했다. 1981년 2월 25일에는 개정된 새 헌법에 따라 장충체육관에서 선거가 치러졌다. 선거인단이 90.6%의 참석했고, 전두환은 2500표의 압도적인 표차로 2위 민한당의 유치송 후보를 누르고 제12대 대통령(7년 임기에 단임)에 당선됐다. 전두환은 노태우를 대표최고위원으로 임명해서 민정당의 당권을 대리하게 했다. 4월 13일 전임 대통령 최규하 등 전직 삼부요인과 각계 원로 25명을 국정자문위원으로 위촉, 국정자문회의를 발족시켰다. 국정자문회의 치사에서 "정의로운 민주복지국가 건설을 위한 국민참여의 깃발이 높이 게양됐다. 국정자문회의는 이러한 국민 총 참여와 화합을 촉진하는 표상"이라 했다. 같은 해 6월에는 아내 이순자를 대동하고 동남아시아 5개국, 필리핀, 인도네시아, 말레이시아, 싱가포르, 태국 등을 순방하고 귀국하였다.
12대 대통령 취임 후에 그는 박정희 정권과 거리를 두었다. 박정희와의 차별성을 부각시키기 위하여 그는 헌법에서 소위 "5·16 혁명정신"에 관련된 사항을 삭제했다. 박정희 정권에서 시행한 통행금지령을 폐지하고, 통일주체국민회의를 폐지함과 동시에 7년 단임제를 주장하기도 했다. 하나회 계열에 부정적인 민주공화당과 유신정우회 실세들을 권력형 부조리 혐의로 엮어서 제거하면서 박정희의 시대를 부정과 부패, 부조리의 시대로 규정하고, 자신들은 정의사회 구현을 추구한다고 선언했다. 또한, 대통령 연임제를 철폐하고 임기 7년의 대통령 단임제를 시행했다.

##### 핵개발 포기
전두환은 취임 초 핵실험 및 개발을 포기했다. 1980년 12월 19일 전두환은 박정희가 핵개발을 주도했던 원자력 연구소를 한국핵연료개발공단과 강제로 통폐합시킨 뒤 명칭에서 '원자력'이라는 말을 빼버리고 '에너지 연구소'라는 이름으로 변경했다. 전두환은 핵을 포기하였고 1983년 11월 당시 재처리 작업을 통해 추출했던 플루토늄은 국제 원자력 기구(IAEA)에 제출됐다.
1982년~1983년 플루토늄을 이용한 핵 개발 계획을 극비리에 추진했고, 이는 일본과 미국 측 언론에 입수되어 보도됐다. 일본 아사히 신문의 보도로는 레이건 정부는 그런 정보를 입수해 계획 중지를 요구했으며, 1983년 11월에 전두환은 한국을 공식 방문한 레이건 대통령에게 핵개발 계획 중지를 약속했다. 2004년 9월 8일 미국의 AP통신도 미국 고위관리의 증언을 인용하여 비슷한 보도를 했다. 1979년 12·12 군사 반란과 5·17 쿠데타로 집권했기에 정당성이 미비하고 집권 기틀이 부족하였던 전두환은 미국의 지원과 정권의 정당성을 승인받기 위해 핵개발 포기를 선택했다. 또한 전두환은 박정희 정권 말기에 악화되었던 미국과의 관계 회복을 꾀했고 카터 대통령의 미 행정부의 박정희 집권 시절의 핵개발 계획에 매우 부정적이었다는 점도 영향을 끼쳤다.

#### 취임 초기

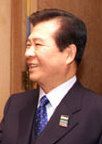
김대중

1981년 1월 12일 전두환은 남북한 당국 최고책임자 상호방문을 제의하였다. 그리고 1982년 1월 22일 전두환은 민족화합민주통일방안을 제의하였다. 1981년 4월 10일 전두환은 국무총리에게 "근간 신체장애자 구걸행각이 늘어나고 있다는 바, 실태파악을 하여 관계부처 협조하에 일절 단속 보호조치하고 대책과 결과를 보고해주기 바랍니다"라고 지시하였다. 이후 부랑인 보호시설이 급증했다.
1981년 보호·감호법을 제정했다. 상습범은 형기 종료 후에도 즉각적인 사회 복귀를 막아야 한다는 논리로 보호감호제도를 시행, 시행하고 같은 해 강원도 춘천시 춘천교도소에 보호감호시설을 설치했다. 춘천교도소 보호감호소는 뒤에 1983년 2월 12일 경상북도 청송군으로 이전했다. 1982년 10월 26일 강원도의 이승복기념관 준공식에 참석했다. 이날 전두환은 "총칼 앞에서 어린 학생이 자기 심정을 이야기했다는 것은 얼마나 용기 있는 일이냐"고 이승복의 용기를 칭송하며, "이승복 기념관의 준공을 계기로 어린이들 뿐만이 아니라 전 국민에게까지 이승복 군의 반공정신이 파급되어 우리 2세들에게 국민정신교육과 반공교육의 일대 전기가 되어야 할 것"이라고 하였다. 삼청교육대를 통해 친조선민주주의인민공화국계 인사, 반체제 인사, 5.18 민주화운동 참가자, 범죄자, 깡패, 건달, 무직자, 노숙자 등을 잡아들여 특수훈련을 시키기도 했다. 삼청교육대에 연행된 절대다수가 전과가 없거나 초범인데도 불구하고, 삼청교육대 특수훈련 과정에서 다수의 사망자가 발생해 인권탄압 논란을 불러오기도 했다. 녹화사업을 추진하면서 운동권 성향의 대학생들의 사상개조를 위한 목적으로 활용했다.
1982년 12월 13일, 김대중으로부터 도미 치료차 미국 여행을 청원하는 탄원서를 받았다. 전두환은 곧 김대중의 미국 여행을 허락했다. 이듬해 1983년 3월 22일, 민정당 전국 시도 전당대회에 참석했다. 민정당의 행사에는 꾸준히 참여했지만 당권은 사실상 노태우에게 위임해 운영했다.

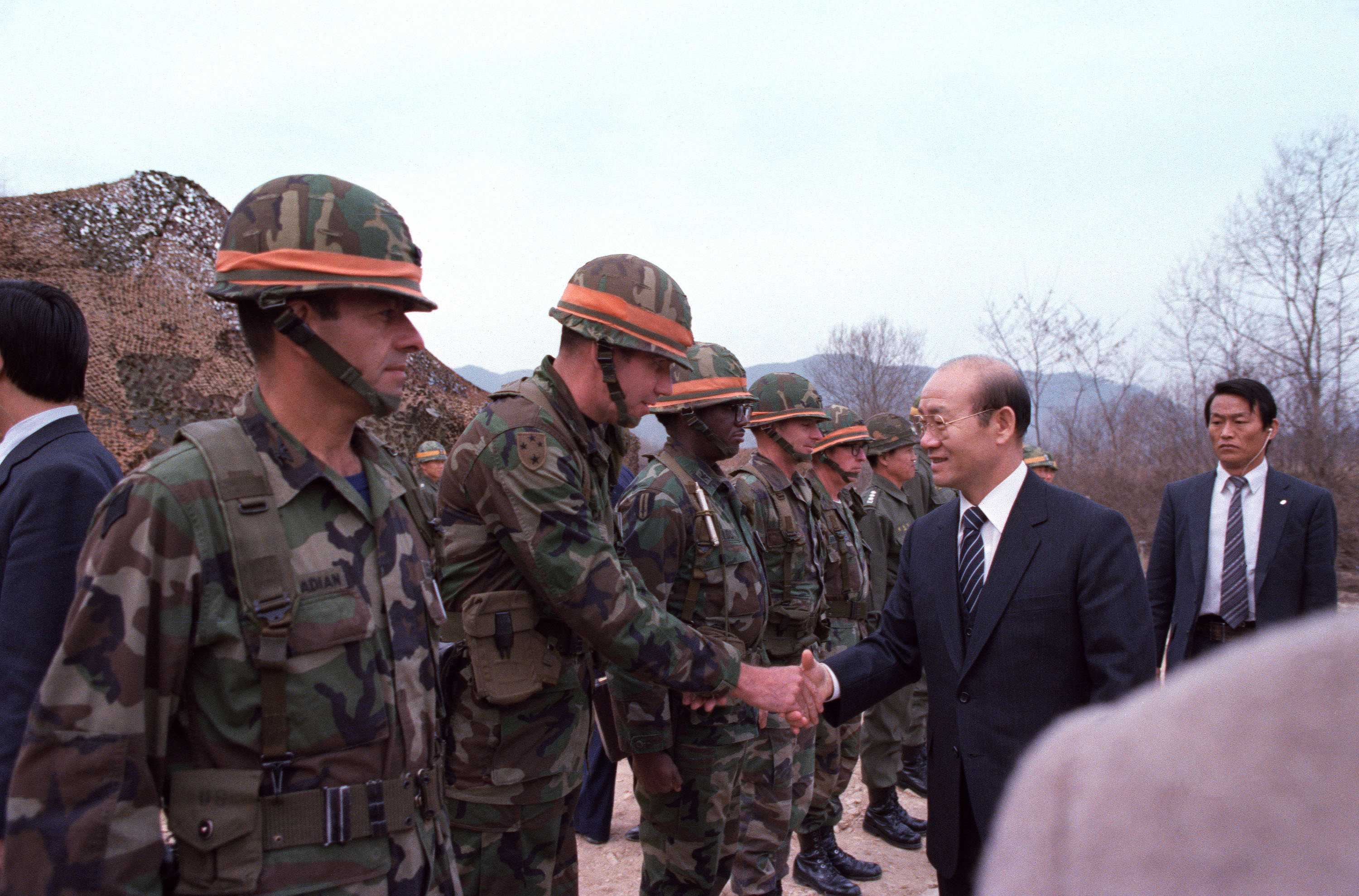
1983년의 한미 팀스피리트 훈련에서 장병들을 격려하고 있는 전두환

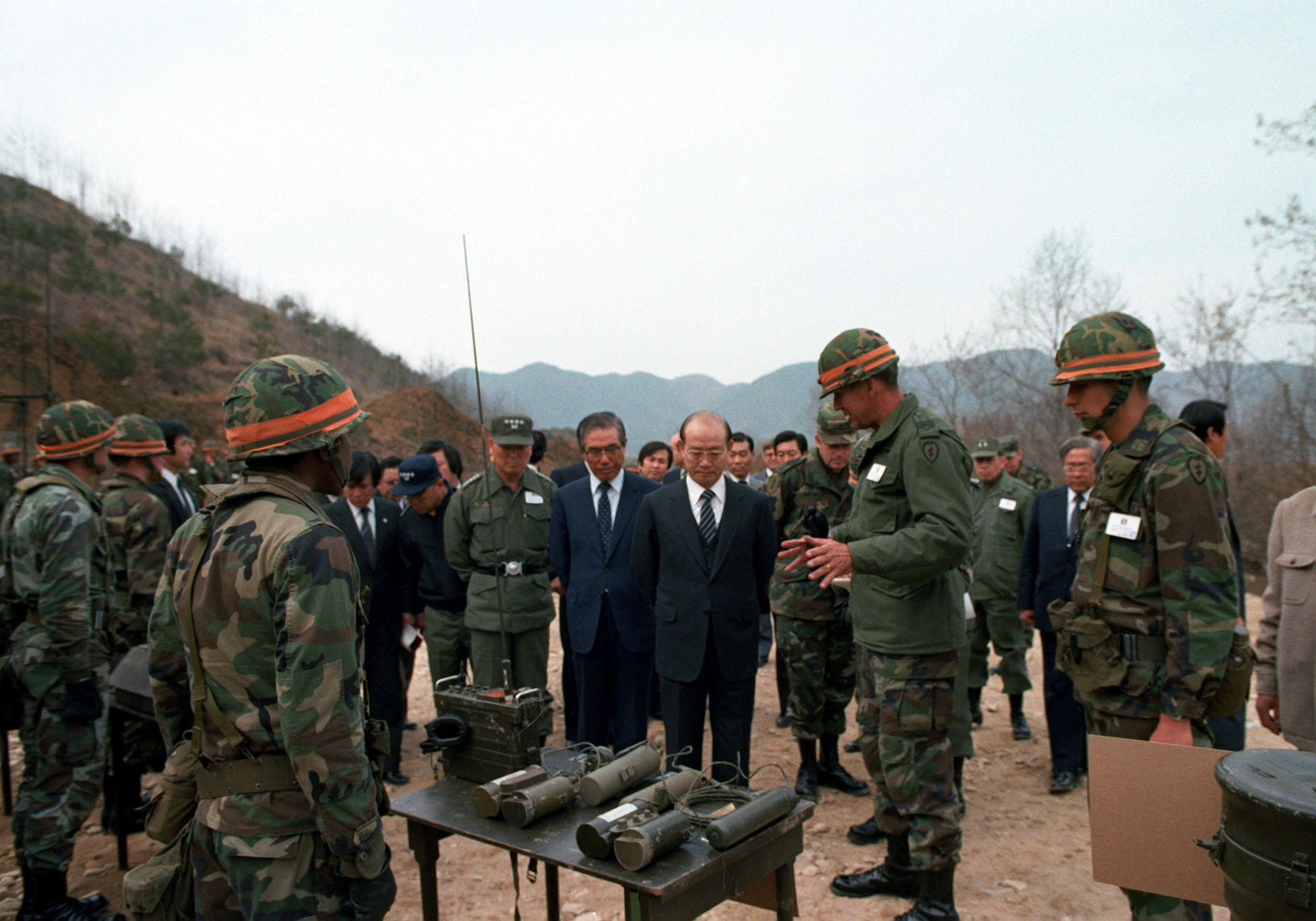
1983년 한미 팀스피리트 훈련을 참관하고 있는 전두환

'3S 정책'을 바탕으로 1981년 청와대 수석비서관 회의에서 대한민국에서 프로스포츠를 해 보자고 지시를 했던 전두환은 1982년에 한국 프로야구가 처음 출범을 한 후 개막할 때 동대문운동장에서 열린 삼성 라이온즈와 MBC 청룡의 첫 개막전 경기 시구자로 나서기도 했다.
1983년 5월 18일 5·18 이후 가택연금 상태에 놓인 김영삼은 5∙18 광주 민주화 운동 3주기를 맞이하여 전두환 정권의 야당인사 탄압에 저항하는 의미에서 23일간 단식투쟁을 시도했다. 1981년 3월 26일에는 민주정의당 소속 지역구 국회의원 당선자들에게 직접 축전을 보내기도 했다.
1983년부터는 각 학교 두발, 복장자율화를 실시했지만, 보수단체와 교수들, 학부모들의 항의가 빗발치자 1985년에 두발·복장자율화를 폐지했다.

#### 경제 정책
1980년대 전반기에는 1960·1970년대 경제개발의 후유증으로 외채문제가 주요 현안으로 떠올랐고, 장영자사건, 명성그룹사건, 국제그룹해체 등 많은 문제가 표면화되었다. 그러나 80년대 중반 이후로 정부의 긴축정책과 국제 원유가(原油價)의 하락, 달러가치의 하락, 금리의 하락 등 3저현상이 지속되어 물가가 한 자리수로 잡히고, 수출이 호조를 보였으며, 부가가치가 높은 자동차, 전자, 기타 반도체 첨단산업이 활기를 띠고 성장했다.
1986년 현대자동차 포니, 엑셀이 미국으로 수출된 것은 우리나라가 자동차산업에서 선진국과 어깨를 겨루게 되는 첫 신호탄이었다. 한편, 선진국의 시장개방 압력이 높아지면서 공산품뿐만 아니라 농축산물도 수입자유화의 폭이 확대되어 1986년 기준 수입자유화율은 91.5%에 도달했으며, 외국자본의 투자비율도 점차 확대하여 100%까지 허용하였다. 정부의 시장개방정책은 대기업에는 유리한 환경을 제공하였으나, 값싼 외래 농축산물의 수입으로 농촌경제는 심각한 타격을 입었다. 양곡자급률은 1970년의 86%에서 1985년에는 48.4%로 낮아졌다. 그리하여 한국인의 밥상에는 외래 농축산물이 큰 비중을 차지하는 시대가 되었다.
10대 대기업이 국민총생산에서 차지하는 비율은 1979년의 33%에서 1989년에는 54%로 증가하고, 30대 대기업의 계열기업은 1970년 126개, 1979년 429개, 1989년 513개로 늘어났다. 이와 대조적으로 농촌인구는 급속히 감소하고, 이 농민의 절대다수는 도시빈민층을 형성하여 막노동에 종사하거나 산업노동자 혹은 서비스업으로 전환하였다. 수출호조에 힘입어 국민총생산이 급속히 성장하여 매년 평균 성장률이 10% 내외를 유지하게 되었으며, 1인당 GNP가 1987년 기준 3천 달러를 넘어서서 중진국에서 선진국으로 넘어가는 문턱에 서게 되었다. 1980년부터 컬러 TV 방송이 시작된 것도 경제성장의 한 징표였다.

#### 외교 정책
반공의 기치 아래 한·미·일 삼각동맹을 추진했다. 제5공화국은 전 정권에 이어 친미(親美) 일변도의 정책을 추진하여, 한국에 있어서 미국은 혈맹관계라고 지칭될 만큼 전통적인 우방이었다. 이러한 정책은 학생들의 반미주의 운동을 조장한 측면도 있다. 5∙18 광주 민주화 운동에 대한 미국의 개입 또는 방조 의혹은 이 시기 학생운동의 한 테마였다. 일본과는 일본의 역사교과서 문제, 재일한국인 지문날인제도, 일본의 대북 접근 등 주로 일본이 야기시킨 각종의 현안 때문에 갈등을 빚었다. 한국은 북한에 대해 민족화합민주통일방안과 남북 정상회담을 제의하였으나, 북한은 아웅산묘역 폭탄테러사건, 대한항공 858편 폭파사건을 일으켰다. 서유럽과는 정치적 이슈가 크지 않았고, 경제·통상 부문에 집중하였다.

##### 대북 관계
전두환은 집권 초기 정권 안정을 위해 1982년 북한과 '잠정협정'을 맺고 비정치적, 비군사적 교류부터 점진적으로 하자는 '민족화합민주통일방안'을 제의했다. 역대 정권으로선 처음으로 남북정상회담을 제의하기도 했다.
1983년 10월 9일 오전 10시 23분, 버마의 수도 랑군 중심지의 아웅산 묘소에서 폭발이 일어났다. 서석준 부총리, 이범석 외무부 장관, 김동휘 상공부 장관, 서상철 동력자원부 장관, 함병춘 청와대 비서실장 등 장관급 5명이 목숨을 잃고 여기에 김재익 청와대 경제수석, 심상우 민정당 총재비서실장, 이중현 <동아일보> 기자 등 민·관의 희생자가 21명, 부상자가 46명에 달하는 대참사가 빚어졌다. 이후 군 내부에서 북한에 무력으로 보복해야 한다는 의견이 나왔지만, 전두환 대통령은 무력 보복 계획을 승인하지 않았다. 그리고 10월 13일 서울 여의도광장에서 희생자 장례식을 치르고, 20일에는 대통령 특별담화에서 "이것이 우리의 평화 의지와 동족애가 인내할 수 있는 최후의 인내이며, 다시 도발이 있을 경우에는 반드시 응징할 것이다"라고 발표했다. 사실상 무력 보복을 하지 않겠다는 뜻을 대내외에 밝힌 것이다.
1984년 9월초 남쪽에 발생한 홍수로 전국에서 190여명이 생명을 잃고 재산피해도 1천300억원이 넘는 수재가 발생하자 북한은 9월8일 조선적십자회 이름으로 통지문을 보내 쌀 5만석(7천200t), 천 50만ｍ, 시멘트 10만t, 의약품 지원을 제안했다. 당시 전두환 대통령은 1년 전 미얀마에서 북한이 저지른 아웅산묘소 폭파 암살 시도에도 불구하고 북쪽의 제안을 전격 수용했다. 북측의 식량지원 이후 남북 양측은 적십자회담 본회담을 가진 데 이어 1985년에는 이산가족 고향방문 및 예술공연단의 교환방문을 실현시켰고 남북간 최초의 경제회담도 시작했다. 인도주의로 포장된 북측의 전략적 제안이었던 식량지원을 남측이 수용함으로써 남북관계의 물꼬를 튼 것이다.
1985년 전두환 대통령은 북한에 남북정상회담을 제의했고, 북한 역시 같은해 9월 허담 비밀특사를 서울에 특파해 전두환대통령과의 정상회담 논의를 타진했다. 전두환은 허담 밀사와 만난 자리에서 김일성의 말을 전해듣고 다음과 같이 답했다.
김일성 주석께서 말씀하신 내용을 경청해보니 내용 하나 하나가 내 생각과 거의 동일합니다. 김 주석께서는 공개적으로 말씀이 계셨지만 40년 전에는 민족해방 투쟁으로, 그리고 평생을 조국과 민족을 위해서 애써오신 충정이 넘치는 그런 말씀을 하셨습니다. 또 남북한 최고책임자들의 회담이 이와 같은 분위기라고 할 것 같으면 시기가 빠르면 빠를수록 좋다 하는 것도 나의 의견입니다.

1987년 11월 29일 - 북한 공작원 김승일, 김현희가 대한항공 858편 폭파사건(KAL기 폭파사건)을 일으켰다.

##### 한미 관계

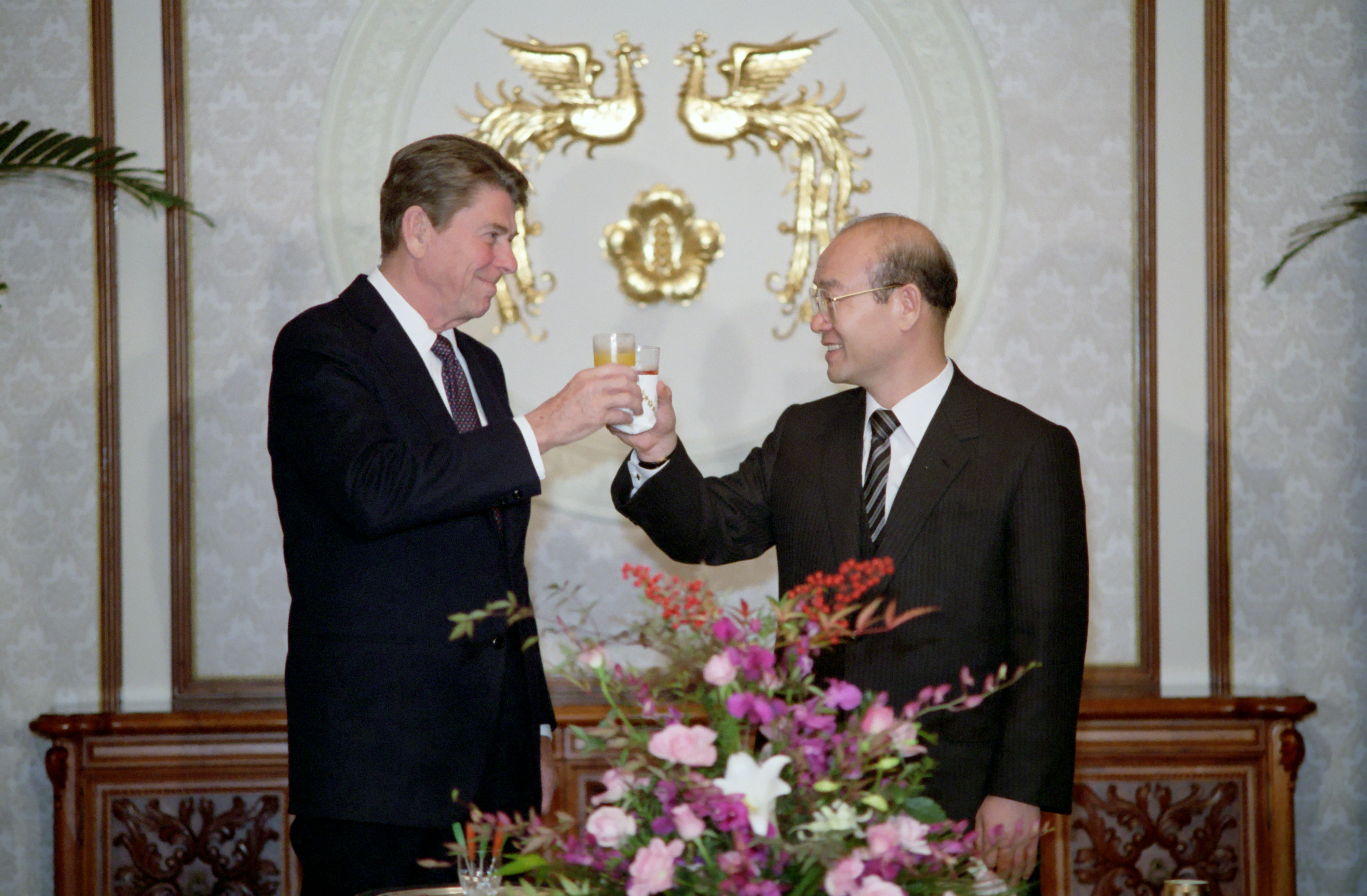
청와대에서 레이건 대통령과 함께

제5공화국은 전 정권에 이어 친미(親美) 일변도의 정책을 추진하여, 한국에 있어서 미국은 혈맹관계라고 지칭될 만큼 전통적인 우방이었다. 이러한 정책은 학생들의 반미주의 운동을 조장한 측면도 있다. 1979년 12·12 군사 반란과 1980년 5∙18 광주 민주화 운동에서 신군부의 정권 장악을 위해 군대가 투입되었다. 당시 평시 작전통제권은 한미연합사령부에 있어서 미국의 승인 없이는 군대의 자유로운 이동이 불가능하는 것으로 여겨졌다. 이를 알고서도 묵인한 미국에 대한 반감이 형성되었고, 이는 1982년 3월의 부산 미국문화원 방화사건을 시작으로 서울 미국문화원 점거 농성 사건 등을 통해 학생·재야에서는 반미운동이 가속되었고 정부간에는 통상마찰이 심화되어 급기야 국민적 갈등으로까지 확대되었다. 미국 정부는 1988년 열린 광주청문회에서 성명서를 통해 5·18 광주 민주화 운동에 동원한 특전사 부대나 20사단 부대는 광주에 투입될 당시나 광주에서 작전을 수행하던 중에는 한미연합사 작전통제권하에 있지 않았으며, 그 기간 동안 광주에 투입되었던 한국군의 어느 부대도 미국의 통제하에 있지 않았다고 해명했다.
이 시기의 미국의 레이건 정부는 민주화 운동을 탄압하는 계엄령 발동에 대해서 견제하는 태도를 유지해왔다. 양국간의 위상조명과 관계 재정립 주장이 대두되고 있는 바, 이는 한국현대사를 돌아보면 지극히 당연한 것이었다. 즉 군사적으로 한국이 미국의 보호 아래 있다고 지금까지의 정치적·경제적 대미 의존성이나 불평등관계를 지속한다는 것은 더 이상 한국민의 지지를 얻을 수 없기 때문이었다. 미국의 압력으로 대통령 박정희가 개발한 핵을 폐기하였다는 견해가 있으나 확인된 것은 없다.

##### 한일 관계
1980년대 양국은 일본의 역사교과서 문제, 재일한국인 지문날인제도, 일본의 대북 접근 등 주로 일본이 야기시킨 각종의 현안 때문에 갈등을 빚었다.
12.12 사태로 실질적 권력을 잡은 전두환 신군부에게 경제는 가장 큰 걸림돌이었다. 박정희 정부때 연평균 10% 이상의 고도성장을 하던 한국경제는 전두환의 제5공화국 출범과 동시에 2차 오일쇼크의 충격으로 1956년 이후 처음으로 마이너스 2.7%로 곤두박질쳤다. 새로운 산업 육성이 필요했던 전두환 정부는 외자 도입이 절실하였고, 그 돌파구를 일본에서 찾았다.
전두환은 1981년 1월 말 워싱턴에서 갓 취임한 미국 대통령 로널드 레이건을 만나 일본도 동북아 안보를 위해 부담을 나눠야 하는 것 아니냐고 지적했다. 이어서 주한미군 주둔 비용에 해당하는 만큼을 일본이 한국에 경제협력 및 안보차관으로 지원하도록 레이건이 영향력을 행사해주면 그 돈으로 미국의 비행기와 탱크 등 무기를 대량 구입할 수 있다고 설득했다.
정상회담에서 레이건으로부터 "이의 없다(No disagreement)"는 답을 받은 전두환 정부는 즉시 행동에 들어간다. 1981년 4월 23일 노신영 외무부 장관은 스노베 료조(須之部量三) 주한 일본대사를 불러 현행 일본의 한국에 대한 협력 금액을 10배로 늘려 연간 20억 달러, 이를 향후 5년간 총 100억 달러를 제공해 달라고 통보에 가까운 요구를 했다. 당시 한국 GNP의 6분의 1에 달하는 돈이다.
1981년 8월 본격적인 교섭이 진행되었으며, 이때 전두환 정부는 '한국이 군사력을 유지면서 공산권세력을 막고 있으니 결국은 일본을 지켜주고 있고, 일본은 그 대가를 지불해야 한다'는 '안보무임승차론'으로 일본을 압박했다. 마치 2020년 트럼프 행정부가 한국에 방위비 분담 요구를 하는 것과 비슷한 형식이었다.
일본 스즈키 젠코 내각에서는 안보와 연관된 경제협력은 국내정치상 곤란하다는 입장을 견지하였으나, 2년간의 협상 끝에 60억달러로 낮췄다가 1983년 1월에 결국 나카소네 총리가 현직 일본 총리로는 처음으로 한국을 방문하면서 40억달러로 한일 안보 경제협력 차관을 타결 하였다. 일본 기업들이 정부 탓, 일본 정부는 기업 소간이라는 핑계로 시간만 끌고 있던 반도체 생산 설비 수출 또한 이때 승인이 되며 1983년부터 삼성이 64K DRAM 개발을 본격 추진할 수 있게 되었다.
외교 전문가들은 전두환 정권이 사상 유례없는 규모의 지원금액을 받아낼 수 있었던 배경에 대해서 레이건 대통령이 표방한 강력한 미국 건설에 동반자로서 군사 동맹들의 역할이 중요해졌기 때문이라고 설명한다. 당시 미국은 월남전 패배 상처가 아직 가시지 않은 상태였다. 그런데 카터 행정부는 소련의 아프간 무력 침공에도 무기력했고, 테헤란 미국 대사관 점령에도 속수무책이었다. 카터에 질린 미국 유권자들은 강력한 미국 건설을 표방한 레이건을 압도적으로 당선시켰다.
레이건 대통령은 한반도와 동북아시아의 평화를 유지하기 위해서는 무엇보다 한·미·일 삼각 안보협력 체제의 구축이 중요하다는 것에 인식을 같이 했다. 게다가 미국 역시 일본에 대한 무역적자 문제가 경제의 화두로 대두되던 시기였다. 경제문제와 안보문제 두 가지 모두 한국과 미국의 입장이 딱 맞아 떨어졌고, 레이건 행정부의 이러한 인식은 전두환 정부에 힘을 실어 줬다.
대통령 재임 중 전두환은 한국의 대통령으로서는 처음으로 공식 석상에서 한국에도 국권피탈의 책임이 일부 있었다고 인정해 당시 일본 언론에서도 크게 보도됐다. 이는 일본에 의한 강제 침략을 공식석상에서 주장하던 이승만, 박정희와도 대조적이다.
1981년 8월 15일에 있었던 제36주년 광복절 기념식에서 가진 연설에서 "우리는 나라를 잃은 민족의 치욕을 둘러싸고 일본의 제국주의를 꾸짖어야 하는 것이 아니고, 당시의 정세, 국내적인 단결, 국력의 약함 등 자책하는 자세가 필요하다"라고 주장했다.
또 1982년 8월 15일의 광복절 기념식전에서도 그는 일본 정부의 역사 교과서 왜곡 문제에 의해 일본인에 대한 택시 승차거부가 일어나는 등 반일 감정이 소용돌이치고 있던 때 강경적인 자세를 보이면서도 "이민족 지배의 고통과 모욕을 다시 경험하지 않기 위한 확실한 보장은, 우리를 지배한 나라보다 살기 좋은 나라, 보다 부강한 나라를 만들어내는 길 밖에 없다"라고 하여 맹목적 '반일'(反日)이나 '배일'(背日)보다는, 실력을 형성하여 일본을 이기는 '극일'주의를 강조했다.

##### 유럽&아프리카와의 관계

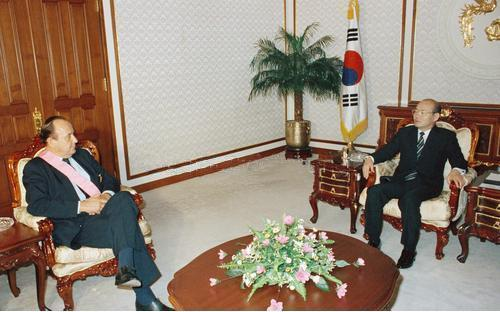
1985년 한국을 방문한 한스디트리히 겐셔 서독 외무장관과 면담

한국은 친미·친서방 외교기조를 유지해 오면서도 서유럽 국가들과는 다소 소원한 듯한 감이 있었다. 서유럽국가들이 친미권·독자노선권으로 나뉘어 친미권의 경우는 한국이 직접 접촉을 시도하지 않아도 국제정치 현안에 대해 공동보조를 취해왔기 때문에 대미외교에 편중되어 있었고 독자노선권은 소·중·북한과 외교관계를 유지하고 있을 뿐 아니라 사회주의 정당이 집권하고 있는 국가들이 다수 있었기 때문이었다. 실상 서유럽국가들과 한국은 서로의 사정을 잘 알지 못하고 있다. 그러한 상태에서 1980년대 한국은 수출시장 다변화정책의 일환으로 EC시장을 공략했고 그 결과 양측간에는 통상마찰이 빚어졌다. 따라서 1980년대 한국의 대서구 외교는 경제·통상 부문에 집중되었다. 아일랜드와는 1983년에 수교하였다.
아프리카 대륙 각국 순방, 아시아 6개국 순방 등을 다녔다. 1983년 아시아 6개국 순방 중 버마(미얀마)의 랭군에 위치한 아웅산 국립묘지에서 아웅산 묘소 폭탄테러 사건을 당하여 순방 일정을 취소하고 되돌아오기도 했다. 아랍에미리트(1980년), 레바논(1981년), 파키스탄(1983년), 브루나이(1984년), 부탄(1987년)과 수교하였다.

#### 교육·문화 정책
국민의 민주화 염원을 무력으로 진압하고 정권을 장악하면서 싸늘해진 민심을 달래고, 국민의 정치적 욕구를 돌리려고 이른바 3S(Sex, Screen, Sports) 정책을 실시했다. 3S는 공식적인 명칭 같은 것이 아니라 인구에서 회자되다가 굳어진 표현으로 보인다. 당시 언론 기사에도 이 단어가 인용됐다.
1983년 11월 국회 대정부 질문에서 김정수 의원이 당시 프로 스포츠의 지나친 열기를 지적하며 "전형적인 3S 우민 정책이 아닌가"라며 이 표현을 사용했다.
1984년의 한 신문 사설은 "백성들에게 최면을 거는 수단은 시대적 상황에 따라 다양하겠지만 현대국가에서는 이른바 3S정책이 이용되고 있다"라는 점을 지적하며 정부가 축제 분위기로 사람들의 혼을 빼놓고 있다는 우려를 표했다.
1981년 일본 우익 거물 세지마 류조(이토추 상사 고문)의 제안을 받아들여 민심수습책의 일환으로 올림픽 유치에 전력을 다했다. 계속하여 급조된 프로야구-프로축구 출범, 칼라 TV 방송 전격실시, 영화 및 드라마 성적 표현 검열완화, 교복자율화 등이 이어졌다. 1981년 국풍(國風)이라는 이름의 대규모 축제를 벌였으나 국민으로부터 외면을 당하기도 했다.

#### 아웅산 묘소 폭탄테러 사건 전후
1983년 10월 제5공화국 내각은 전두환 대통령을 대동하고 동남아 순방을 다녀왔다. 10월 9일, 동남아시아 국가 순방 기간에 순방국 하나인 버마(미얀마)에서 아웅산묘소 참배 도중 북한에서 보낸 공작들에 의한 폭탄 테러 사건이 발생했다. 1진으로 도착하여 예행 연습 중이던 이범석, 서석준, 심상우, 함병춘 등 80명의 외교관과 취재진 및 현지 안내인이 피폭으로 즉사했다. 다만 1진으로 도착하여 예행연습 중이던 인원 중 이기백은 당시 현역 군인 신분이였기 때문에 장교 정복을 입고 있었는데 각종 휘장 및 약장이 방탄복 역할을 해서 목숨을 건졌다. 현지 한국인들을 방문하고 뒤늦게 2진으로 방문한 전두환은 목숨을 구할 수 있었다. 사건 직후 현장에 도착했다가 다시 발길을 돌려 랑군 시내로 빠져나갔다.
이때 북한이 파견한 특수요원 중 미얀마 경찰에 검거된 조선인민군 상위 신기철은 격투 중 현장에서 사살됐고 체포된 소좌 진모는 사형에 처해졌다. 인민군 대위 강민철은 범행사실을 자백하고 수사에 협조하여 종신형을 선고받고 수감됐다가 2008년 5월 21일 사망했다. 전두환은 동남아시아 국가 순방일정을 전면 취소하고 비행기편으로 비밀리에 귀국했다.
이후 남북관계는 경색되었지만 이산가족 상봉은 계속 추진하였다. 1984년 8월 20일 전두환은 갑자기 남북간 물자교역 및 경제협력 제의, 대북기술·물자 무상제공도 하겠다고 발표한다. 그리고 1985년 1월 9일 전두환은 서울·평양 상주연락대표부 설치를 제의하고 1985년 9월 20일부터 9월 24일 대대적으로 남북이산가족 고향방문 및 예술공연단 동시 교환방문(상봉가족 65가족 92명)을 하였다.

#### 임기 중반
1984년 민청학련에 연루됐던 윤보선으로부터 민청학련 관련자들의 사면복권을 요청받았다. 1984년 민청학련 사건 관련자들에 대해서 특별복권조치를 내렸다. 같은해 5월 로마 가톨릭 교황 요한 바오로 2세가 방문 당시 직접 김포공항으로 나가 교황을 영접했다. 전두환은 특별지시로 교황의 임시 경호원을 설정했으며, 교황과 회담 후 교황은 서울 시내를 순방한후 3일만에 바티칸으로 되돌아갔다.
1984년 가을 한국 경제가 모라토리움 선언 직전의 상태까지 가자 전두환은 일본을 방문, 60억 달러의 융자를 요청했다. 일본은 논란 속에 60억 달러의 지원을 결정했고, 한국 정부는 일본의 차관을 받았다. 1984년 11월에는 포울 슐뤼터(Poul Schlüter) 덴마크 국무총리, 조앙 비에이라 기니비사우 대통령과 루이스 알베르토 몽헤 코스타리카 대통령의 방한을 연이어 받았다.

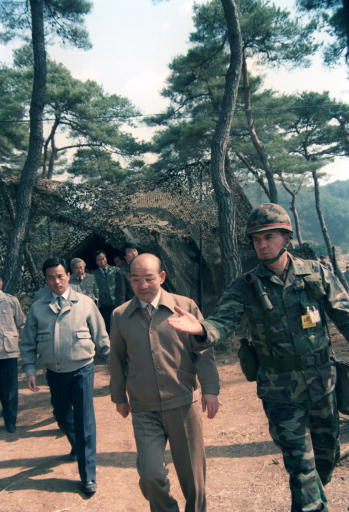
1985년 한미 팀스피리트 훈련을 참관하기 위해 훈련지를 방문한 전두환

1985년 보안사에서 국회를 해산하려는 명분으로 친위쿠데타를 일으키려는 시도가 있었다. 1985년 2월 10일 실시된 12대 의원 총선결과 의석수로는 민정당이 의석의 과반수를 약간 상회했으나 야당인 신민당과 민한당이 합한 득표수는 14% 정도 민정당보다 많은 현상이 발생했다. 당시 보안사 감찰실장이었던 한용원에게 전두환 대통령의 방미기간 중 친위쿠데타 계획을 수립하라는 지시가 내려왔다. 하지만 한용원은 친위쿠데타까지 할 필요성은 없다고 보고했다. 1986년 4월에는 구주 4개국을 순방, 프랑스, 영국, 벨기에, 독일 등을 방문하고 귀국했다.
1986년 4월 30일 개헌가능성을 열어두었던 전두환은 5.3 인천사태와 10.28 건국대 항쟁 등을 보며 개헌 요구가 심해지자 11월 7일 계엄령 선포를 준비했으나 이틀 전인 11월 5일 김대중 신민당 상임고문이 조건부 대선 불출마 선언을 하자 계획을 거두게 된다.

#### 지방자치제도 시행 계획과 무산
전두환은 취임 초부터 지방자치제도를 시행하려 했다. 그러나 국방부 장관을 지냈던 주영복 등의 강력 반대로 계획을 포기하게 된다. 전두환은 그래도 자기시절에 지방자치제 입문이라도 해 놓았다는 업적을 의식하고 일부 지자체에 대한 실험적 자치단안을 내렸다. 그러나 주영복은 이것조차도 반대했다. 주영복은 "통치권위에 도전적 요소가 될 수도 있고 국민의 긴장감도 이완된다"는 이유를 들어 전통에게 반대의사를 표시했다. 계속된 반대에 전두환은 지방자치제를 포기하게 된다.

#### 아시안 게임 개최
1986년 9월 20일부터 10월 5일까지 대한민국 서울에서 아시안 게임이 개최되었다. 대회가 개최된 경기장과 시설은 1988년 하계 올림픽과 같은 것이 많았는데, 그 이유는 이 대회가 2년 뒤 올림픽을 성공적으로 개최하기 위한 시험 무대로서의 성격이 강했기 때문이다.
이 대회에는 27개 나라에서 3,345명의 선수가 참가하여 27종목이 치러졌다. 유도 및 태권도, 여자 사이클, 여자 사격이 처음 실시되었고, 83개의 아시아 신기록과 3개의 세계 신기록이 수립되었다.
참가국은 아시아경기연맹 36개 회원국 중 27개국 4,839명(임원 1,419명, 선수 3,420명)이 참가함으로써 아시아게임 사상 최대 규모였다. 불참 국가는 북한이 대표적이며 이에 동조한 라오스, 몽골, 베트남, 남예멘, 시리아, 캄보디아의 7개국 그리고 미얀마, 브루나이, 아프가니스탄 등 국내 사정으로 참석을 못한 3개국으로 총 10개국이다. 그러나 아시아에서 북한의 혈맹이라 할 수 있는 중국은 참가했는데 이는 중국의 수도 베이징이 차기 대회 개최국이라는 점이 가장 큰 요인이었다.

#### 임기 후반
1987년 3월 3일 제12대 대통령 취임 6주년을 맞이하였다. 전두환은 그 날 이순자 여사와 함께 삼부여인 공로의원, 국회와 민주정의당 간부들, 그리고 군 참모총장들에게 오찬을 베풀고 환담을 했으며, 지난 6년간을 회고하면서 모든 공직자들은 중요요청을 인식하여 역사 의식과 사명감을 가지고 안정기반을 다지는 데 최선을 다해 달라고 당부했다. 그 날 그는 세계 각국 지도자들로부터 칭찬을 받았으나, 다른 한편으로는 인권 유린 등에 비판을 받아 왔다. 국내에서도 비판을 받아왔으며, 이는 훗날 민중봉기와 시국수습방안 등으로 이어진다.
그는 노태우를 민주정의당 대표최고위원으로 선임하고, 노신영, 노재봉, 정호용, 허화평 등을 잠재적 후계자 후보군으로 낙점해두기도 했다. 그러나 1987년 6월 이후, 그때까지 당대표를 맡고 있던 노태우가 최종 후계자로 낙점된다. 한편 한번은 청와대에서 회의가 있을 예정이어서 회의 테이블에 자리 지정을 담당자들이 하게 되었다. 이때 노태우 민정당 대표가 참석하는 회의라 그렇지 않아도 후계구도도 있고 해서 전통과 나란히 의자를 배치했다. 이때 회의장을 둘러보던 전두환이 "이게 누구 자리냐"하고 물었다. "노대표 자리입니다"하니까 "의자 빼!" 하고 일갈하였다 한다.

##### 호헌과6.10 항쟁
1987년 4월 13일 대통령 직선제를 포함한 국민의 개헌과 민주화 요구를 묵살하고 당시 현행 헌법에 따라 13대 대선 때도 12대 대선 때와 같은 방식으로 대통령을 선출하고 1988년 2월 후임자에게 정부를 이양하겠다는 내용을 담은 특별담화에서 호헌 조치를 발표했다. 그 내용은 다음과 같다.
| “ | 본인은 얼마 남지 않은 촉박한 임기와 현재의 국가적 상황을 종합적으로 판단하여 중대한 결단을 내리지 않으면 안되게 되었습니다. 이제 본인은 임기 중 개헌이 불가능하다고 판단하고 현행 헌법에 따라 내년 2월 25일 본인의 임기 만료와 더불어 후임자에게 정부를 이양할 것을 천명하는 바입니다. 이와 함께 본인은 평화적인 정부 이양과 서울올림픽이라는 양대 국가 대사를 성공적으로 치르기 위해서 국론을 분열시키고 국력을 낭비하는 소모적인 개헌 논의를 지양할 것을 선언합니다. 본인의 이 결단은 오늘의 망국을 타계하고 국가 목표를 수행하는 데 현실적으로 최선의 길이라는 판단에 따른 것으로서 국민 여러분께서 전폭적인 도움과 신뢰를 보내주실 것을 간곡히 당부하고자 합니다. 2가지의 국가 대사를 완성한 후에 충분한 시간을 두고 개헌 문제를 다시 생각한다면 나라의 백년대계를 위한 좋은 방안이 발견될 수 있을 것으로 본인은 확신하는 바입니다. 이제 우리의 정치도 나라와 사회 성장발전에 부응하는 선진 정치의 길로 나아가야 한다는 신념에서 본인은 남은 기간 동안 민주발전의 기반을 더욱 넓히고 사회 안정과 국민 화합을 다지기 위한 조치들을 더욱 과감하게 추진해 나가고자 합니다. 그러한 노력의 하나로 본인은 국민의 정치 참여를 확대하기 위한 지방자치제를 강제적으로 실시해 나갈 계획입니다. 이 문제가 조속히 매듭지어져서 본인의 임기 내에 지방 자치가 시작된다면 민주 발전을 위한 또 하나의 튼튼한 토대가 마련되는 것입니다. 이와 함께 본인이 강조하고 싶은 것은 이제는 우리의 정치도 시대의 변천과 사회의 발전에 따라 꾸준한 신진대사가 이루어져야 한다는 사실입니다. 낡은 시대의 낡은 사고방식에 젖어 있는 인물에게 발전하는 나라의 장래를 의탁할 수는 없는 것입니다. 그러한 점에서 전환기의 정치를 이끌어나갈 참신하고 유능한 정치 신진들을 광범위하게 포용하고 육성하는 정당의 노력은 매우 필요하다고 하겠습니다. | ” |
|   | — 전두환, 1987년 4월 13일자 |   |

그들은 이 조치가 국민들이 환호할 것임을 기대했지만, 오히려 국민들의 화를 키우는 원인으로만 적용했다. 이에 호헌철폐를 요구하는 국민의 목소리가 높아졌으며, 권인숙 성고문 사건과 박종철 고문치사사건 등과 맞물려서 6월 10일에는 성공회 서울주교좌대성당을 시발점으로 반정부적 성격의 6·10 항쟁이 일어났다.
전두환은 군대를 재동원하여 물리적으로 진압할 것을 고려하기도 했다. 하지만 올림픽 개최, 미국으로부터의 민주화 수용에 대한 압력 등은 전두환이 군대를 동원하는 데 제약요인으로 작용했다. 전두환의 측근들은 그에게 강경진압을 주문했으나 민정당 의원들은 민의가 터져나온 것이라며 진압불가 입장을 폈다. 내무부 장관 김용갑은 6.10 항쟁을 무력으로 진압할 경우 유혈사태로 번질 수 있음을 주장했다. 강경진압을 외치는 측근세력과 진압에 부정적이던 여당의원 양측의 대립 끝에 결정을 내리지 못하던 전두환은 내무부 장관 김용갑의 건의를 받아들여 직선제를 수용한다.
이후 시국 수습을 위해 1987년 6월 29일 6·29 선언이 발표됐다. 민주정의당의 대선 후보였던 노태우는 대통령 직선제 단안을 발표했고, 7월 9일 그는 이를 수용하겠다는 담화를 발표했다. 6.29 선언이 전두환의 기획과 지시에 의해 노태우가 연출했다는 주장도 있다.

##### 대한항공 858편 폭파 사건
1987년 11월 29일 이라크 바그다드에서 출발한 KAL 858기가 인도양 상공에서 북한공작원에 의하여 공중 폭파되는 사건이 일어났다. 이 사건은 1987년 10월 7일 김정일의 명령에 의해 88 서울올림픽대회를 방해하고, 대한민국 내 대정부 불신을 조장을 목적으로 하였다. 여객기 폭파후 두 폭파범은 1987년 12월 1일 바레인 공항에서 조사를 받던 중 김승일은 독약을 먹고 자살하였으며, 김현희는 대한민국으로 압송되었다. 이 사건은 여러가지로 논란을 불러왔다. 뿐만 아니라 곧 치러질 대선에도 영향을 미쳤는데, 특히 당시 40%대의 지지율을 기록하던 통일민주당 김영삼 후보에게는 치명적인 아킬레스건이나 다름 없었고, 결국 김영삼은 대선에서 여당의 노태우에게 패하였다.

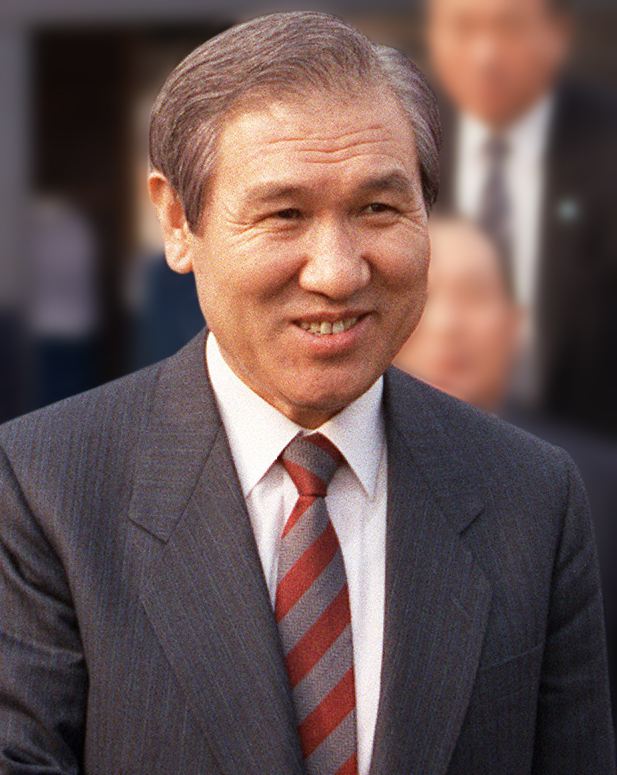
노태우, 그는 노태우를 후계자로 지목했으나 노태우는 그를 5공청산의 타겟으로 삼아 신군부 인사들을 정리, 용퇴시킨다.

1987년 7월 10일, 민주정의당 총재직을 사퇴하고 노태우에게 넘겼다. 그리고 그 날에 민주정의당 명예총재가 되었다.
집권 초기에 전두환은 행정관과 외교관을 지낸 노신영을 후계자로 낙점하고 있었다. 제네바 대표부 대사로 있던 노신영을 1980년 외무부 장관으로 불러들였고, 1982년 안기부장, 1985년 국무총리에 임명했다. 그 뒤 노신영에게 정치수업을 시켜서 후계자로 낙점하려고 했으나 한편 전두환이 노신영을 후계자로 결정하자 군부에서 반발하였다. 전두환의 주변 인사들, 특히 군 출신들이 '말도 안 된다, 어떻게 그럴 수 있느냐'라며 반발하였다. 반발이 심해지자 결국 전두환은 뜻을 거두고 말았다.
1988년 1월에는 신년사를 발표했다. 2월 24일 20분간 공식 고별행사를 하였고 이는 방송으로 보도됐다. 유명 시인들의 예찬과 미화 중 전두환은 상석에서 흡연했다.

### 퇴임 후
1988년 3월 4일에는 그 해의 노벨 평화상 수상 후보자의 한 사람으로 천거되었다. 이는 그해 1월 29일에 추천 수속이 끝난 것이었다. 유럽의 관계자들은 전두환이 재임 중 발생한 안전보장상의 중대한 위기, 83년의 아웅산 묘소 폭파 암살미수 사건, 87년의 KAL기 폭파추락사건 등을 평화적으로 해결, 한반도의 평화유지에 공헌했다는 점 을 들어 그를 노벨 평화상 후보자의 한 사람으로 추천하기도 했다.
1988년 2월에 국가원로자문회의 의장에 취임했다. 그는 이를 통해 정치적 영향력을 행사하려고 했으나 1988년 국회의원 선거에서 여소야대 정국이 형성되어 제5공화국의 청문회가 진행됐다. 여기서 광주 민주화 운동과 5공 비리 문제로 책임추궁을 당하다가 1988년 11월 19일 약 1만 명의 학생들은 서울시내에서 전두환 구속을 위한 2차 궐기대회를 열었다. 대통령 노태우는 전두환의 형제들을 구속시켰다. 1988년 11월 23일 전두환은 이순자와 함께 강원도에 있는 백담사로 내려간 후 11월 29일에 민주정의당을 탈당했다. 백담사에서 불경을 외우며 은둔생활을 하다가 1989년 12월 31일에 국회 증언대에 섰고 다시 백담사에 돌아간 뒤 1990년 12월 30일 하산하여 연희동 자택으로 돌아왔다. 전두환은 자신의 불경강해실력이 웬만한 승려보다도 뛰어남을 자랑했다. 1990년 3당 합당 이후 민주자유당 명예총재직 제의가 들어왔으나 민자당 내 김영삼과 민주계 인사들의 반발이 있자 그는 명예총재직 제의를 사양했다.

#### 문민정부 이후

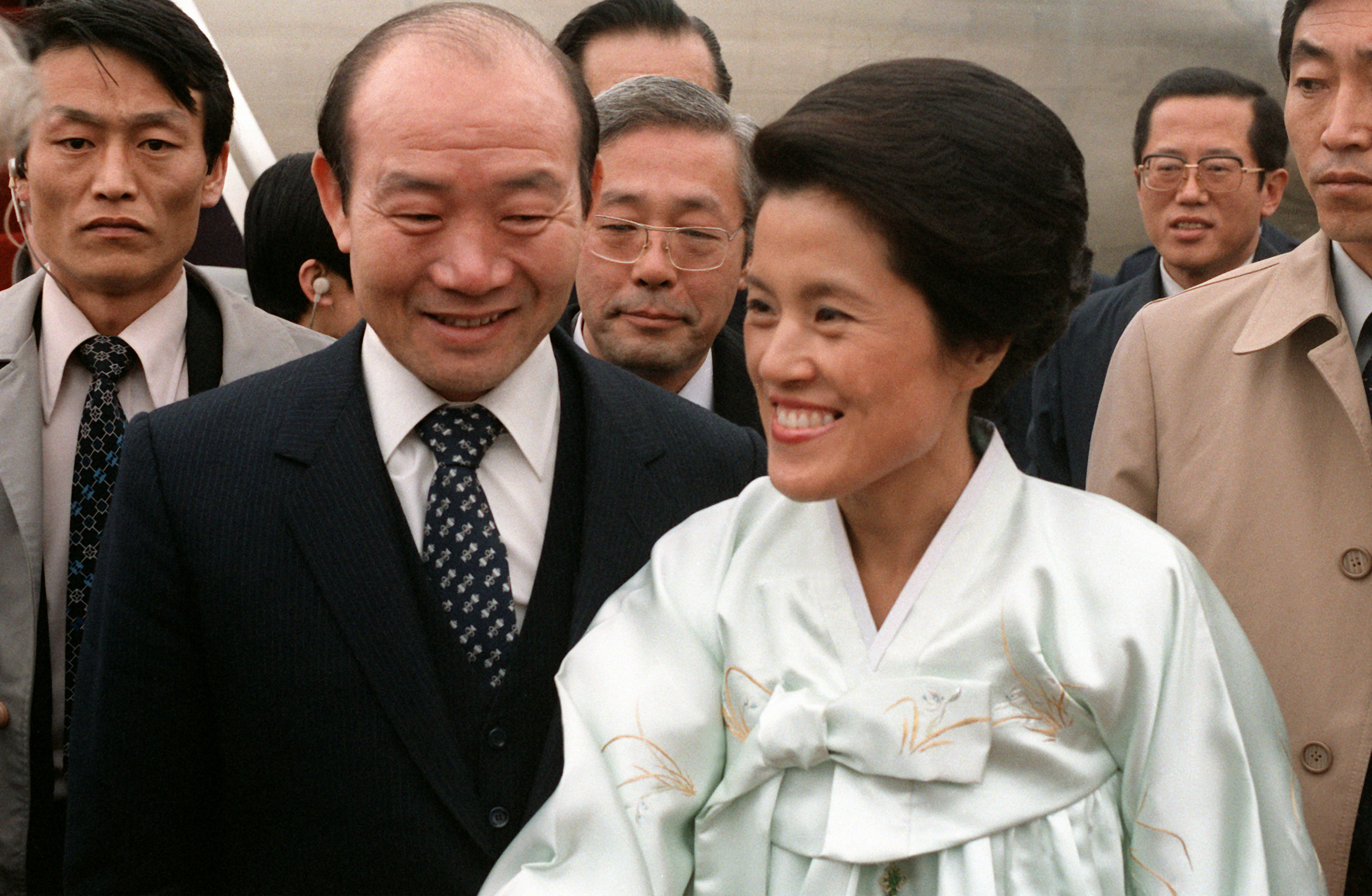
전두환과 이순자(1981년 미국 방문 당시)

1992년 10월, 안중근의사 여순순국유적 성역화사업추진위원회 고문에 추대됐다. 1993년 문민정부 출범 이후, 수 만명의 국민이 전두환 등 신군부 인사들을 반란죄 및 내란죄로 고발했다. 1994년 총무처 장관과 서석재와 국회의원 박계동 등이 대통령 4천억 비자금 수뢰설을 주장했으나, 전두환은 무대응으로 대응했다. 검찰은 1995년 8월 '성공한 쿠데타는 처벌할 수 없다'는 논리로 전두환 등 신군부 인사들에 대해 반란죄 및 내란죄 여부를 판단하지 않고 불구속 기소했다. 1995년 11월 16일 노태우의 구속 수감을 계기로 12·12 군사 반란 및 5·18 광주 민주화 운동 유혈 진압에 대한 국민적 요구가 거세어졌으며, 당시 대통령이었던 김영삼도 공소시효 정지 규정 등을 둔 5·18 특별법 제정을 지시하고, '역사 바로 세우기' 운동을 선언했다. 검찰은 5.18 사건 재수사에 착수하면서 동시에 제5공화국의 비리에 대한 수사도 진행했다.
1995년 12월 2일 전두환은 자신이 1989년 12월 15일에 있었던 노태우와 김영삼·김종필·김대중의 영수회담에서 나온 결정에 따라 그해 12월 31일에 13대 국회의 증언대에 올라 과거 문제의 매듭을 지었고 김영삼 정부는 과거 모든 정권의 정통성을 부정하고 있고 자신은 검찰의 소환요구에 협조하지 않을 생각이고 12·12를 포함한 모든 사건에 대한 책임은 자신에게 있으니 여타의 사람들에 대한 정치보복적 행위가 없기를 희망한다고 했다.12월 15일 헌법재판소는 성공한 쿠데타도 처벌할 수 있다고 했으며 1996년 1월 24일 검찰은 전두환과 관련자 16명을 내란 및 반란 등의 혐의로 구속, 기소했다. 그는 안양교도소에 수감 상태에서 재판을 받았다.

#### 김영삼과의 갈등
전두환은 처음에는 의혹에 대해 웃음과 무답변으로 넘어갔지만, 1995년 12월 그는 정치보복론을 주장하였다.
김영삼이 취임 직후부터 TK인맥을 해고하고 PK인맥으로 채워버렸다. 하나회가 물러간 자리에는 PK의 군홧발이 점령했다. 모든 곳이 다 그랬다. TK를 몰아낸 자리에는 영락없이 PK가 들어섰다. 김영삼이 개혁의 깃발을 든 사정의 칼날이 겨눈 것은 영락없이 그의 정적이었다. 같은 사건에 연루된 사람들이라도 그의 정적은 칼을 맞았고, 친분이 있는 사람은 구제되었다. 김영삼에게는 금융실명제마저 정적을 제거하는 수단으로만 여겨질 뿐이었다. 상황이 이렇게 변해가자 전두환은 김영삼 앞에서 고개를 뻣뻣이 치켜들고 큰소리를 치기까지 했다.
| “ | 만약 제가 국가의 헌정질서를 문란케 한 범죄자라면, 이러한 내란세력과 지금껏 야합해온 김영삼 대통령 당신도 이에 대한 응분의 책임을 져야 하는 것이 순리다. | ” |

김영삼의 역사 바로 세우기는 대구, 경북 사람들에게는 정치보복일 뿐이었다. 전두환은 치졸한 정치보복이라고 김영삼을 공격하였다. 전두환은 징역을 피하지는 못했지만, 대구, 경북에서는 정치보복으로 '고난받는 영웅'으로 부활했다.
1999년 당시 대구, 경북 주민들을 상대로 실시한 설문조사에서 응답자의 50% 이상이 ‘5공신당’에 긍정적인 반응을 보이기도 했다.

#### 구속과 석방
1995년 12.12 5.18 재판과정 중 그는 5.18의 진압당위성을 주장하며 좌파세력의 공세를 주장했다. 그의 광주 좌파 발언이 알려지자 시인 공선옥 등은 그에게 인간이 되라며 항의하기도 했다. 공판은 1996년 3월부터 진행이 됐는데, 8월 26일 서울지방법원에서 사형을, 12월 16일 서울고등법원에서 무기징역과 추징금 2,205억 원을(96노1892) 각 선고받았으며, 1997년 4월 17일에 대법원에서 확정됐다. 당시 대법원은 전두환 등이 "반란수괴·반란모의참여·반란중요임무종사·불법진퇴·지휘관계엄지역수소이탈·상관살해·상관살해미수·초병살해·내란수괴·내란모의참여·내란중요임무종사·내란목적살인·특정범죄가중처벌 등에 관한 법률위반(뇌물)"과 같은 범죄를 저지른 것으로 판결했다. 당시 그의 수인번호는 3124번이었다. 그러나 수시로 안양교도소에는 면회객이 줄을 이었고 교도관들도 전두환에게는 다른 사람들처럼 수인번호로 호출하지 못했다. 전두환, 노태우의 구속 이후 김영삼에 대한 보수주의 세력의 반발과 반감은 계속됐고, 사회적 갈등을 유발했다. 이후 친전두환 인사와 제5공화국 가신 세력에 의한 5공신당 창당이 시도됐으나 시민, 사회단체들의 반발과 정부의 압력으로 무산되기도 했다.
한편 투옥 직후 전두환은 김영삼의 정치보복, 정치탄압이라며 단식투쟁을 감행했다. 이를 두고 극작가 신봉승은 어리광, 땡깡이라며 조롱하였다. 12.12 사태와 5.18과 같은 또다른 쿠데타로 정권을 장악하였던 전두환 대통령은 누릴 수 있는 모든 영화를 누리다가 백담사에 유배되었다'며 '그 후 또다시 구속, 수감되어서는 어처구니없게도 5공의 정통성을 수소한다는 구실'로 구치소에서 단식을 하는 어리광을 피우고 있다 고 조롱했다.
형 확정 이후 수감 생활을 하다가 1997년 12월 22일 지역감정 해소 및 국민 대화합을 명분으로 한 대통령 특별사면에 의해 풀려났다. 사실 1997년 12월, 제15대 대선 당시 김대중 이회창 이인제 3후보 모두 전두환 노태우의 사면복권을 공약으로 내세워 논란을 빚기도 했고 전두환은 김대중대통령 시절인 1999년 사면된 이후에도 계속 영향력을 행사하여 정계복귀를 노려왔던 것으로 밝혀져 논란을 빚었다.
1999년 3월에는 전두환과 5공 출신 인사들의 정계복귀가 밝혀져 눈길을 끌었다.
1999년 8월 31일, 전두환은 김중권 대통령 비서실장과의 골프회동에서 정계복귀에 대한 여운을 남겼다. 그러나 추징금은 사면대상에 포함되지 않았고, 재산은닉, 비자금 조성혐의로 2,205억 원의 추징금을 선고받아 532억 원을 납부했다. 그 뒤 자신의 통장에는 29만 원밖에 없다고 주장하며 추징금을 납부하지 않고 있어 약 1,673억 원이 환수되지 않고 있다. 전두환은 1995년에 제정된 5·18 특별법에 따라 광주 민주화 운동을 진압한 공로로 받았던 훈장(태극무공훈장) 등을 박탈당했다.

#### 5공신당 창당계획
1994년 이후부터 전두환은 5공 신당 결성을 추진하고 있었다. 그러나 12·12 사건과 5·18 관련 재판으로 신당 창당 추진 계획은 무산당했다. 1996년 2월 3일, 전두환은 5공 신당 창당에 여야 정치인 200여명에게 5백억원 이상을 뿌렸던 것으로 확인되었다.
1997년 12월, 제15대 대선 당시 김대중 이회창 이인제 3후보 모두 전두환 노태우의 사면복권을 공약으로 내세워 논란을 빚기도 했고 전두환은 김대중대통령 시절인 1999년 사면된 이후에도 계속 영향력을 행사하여 정계복귀를 노려왔던 것으로 밝혀져 논란을 빚었다.
1999년 3월에는 전두환과 5공 출신 인사들의 정계복귀가 밝혀져 눈길을 끌었다.
1999년 8월 31일, 전두환은 김중권 대통령 비서실장과의 골프회동에서 정계복귀에 대한 여운을 남겼다.

#### 사회 활동
1999년 6월 전두환은 백범 김구 기념사업회로부터 백범기념관 건립위원회 고문에 추대되었다. 백범기념관 건립추진위원장인 이수성(李壽成) 전 국무총리 등 집행부가 전두환과 노태우를 고문으로 추대한 데서 논란이 발생했다.
회원 중 일부는 "광주시민 학살 등으로 민족에 큰 죄를 지은 두 사람을 고문으로 추대하는 것은 백범선생을 모욕하는 것"이라며 단식농성까지 벌이기도 했다. 그러나 집행부측도 당초 계획을 철회하지 않았다. 이후 전두환은 백범기념관 설립 때까지 백범기념관 건립위원회 고문직을 유지했다.
1999년 전국체육대회 때 하키 결승이 열린 성남운동장을 방문, 관계자들을 격려하고 우승 팀에 저녁식사를 대접했다. 2000년 시드니 올림픽에서 은메달을 획득한 남자하키 선수들을 서울 연희동 자택으로 초청, 다과를 베풀기도 하였다.

#### 대북 특사 파견 제의와 거절
1999년 5월 "우리 정부가 허락하고 북한이 받아준다면 북한의 이곳 저곳을 자유스럽게 방문해 북한 사람들을 만나보고 싶다"며 북한에 특사로 다녀올 의향이 있음을 밝혔다. 전두환(全斗煥)전대통령이 북한을 방문해 김정일(金正日)노동당 총비서와 면담하려 했던 것은 그가 정부의 대북특사 역할을 강력히 희망하고 있음을 보여준다. 전두환은 그동안에도 기자간담회 등을 통해 대북특사를 맡고 싶다는 뜻을 여러 차례 밝혔다.
1999년 7월 그는 김대중에게 자신이 대북 특사로 다녀올 것을 제의하였다. 전두환은 임동원 통일부 장관에게 보낸 서한에서 "남북통일이라는 민족적 성업을 위해 몸과 마음을 바치려고 한다"며 "대통령 각하와 국무총리께 건의하고 북측과도 협의해 본인의 희망사항이 성사될 수 있도록 선처해 달라"고 요청했다. 전두환은 임동원 통일부 장관에게 서한을 보내 방북의사를 타진해 왔으나 이를 거부했다. 그는 자신이 대통령으로 재임하던 85년 허담 노동당 비서와 장세동(張世東) 당시 안기부장의 서울-평양 교차방문을 통해 김일성(金日成)주석과 남북문제에 대한 의견을 교환했다고 밝히면서 남북간에 '다양한 비정규 대화선(對話線)'을 가동할 것을 제안했다.
전두환은 안현태(安賢泰) 전 대통령 경호실장을 통해 방북 희망과 김정일(金正日) 총비서 면담 의사를 서한으로 전달해 왔었다. 그러나 임동원은 "당시 정부는 국가안전보장회의(NSC) 상임위를 열어 이 문제를 논의했으나 서해교전 직후 등 시기적으로 나서지 않는 것이 좋겠다는 입장을 전 전대통령측에 전했다"고 밝혔다. 정부는 임장관 주재로 국가안전보장회의 상임위원회를 열어 全전대통령의 방북이 시기적으로 바람직하지 않다는 데 의견을 모으고 양영식(梁榮植)통일부차관을 全전대통령에게 보내 그같은 입장을 설명했다.

### 2000년대 이후

#### 국민의 정부 시절
2001년 11월 22일, 김대중 당시 대통령의 초청으로 청와대를 방문하여 김 대통령 내외와 오찬에 참석했다. 김대중은 유럽 순방 결과를 설명한 뒤 경제 경쟁력 강화, 민생 안정, 남북관계 개선 등 국정 과제 수행을 위해 매진하겠다는 입장을 밝히고, 전두환에게 조언 및 협력을 요청했다.
2002년 7월 1일 국군수도병원 종합체육관에서 열린 제2연평해전 희생자 장병 3인의 합동영결식에 참석하였고, 유가족들을 찾아 조문하였다. 김대중 당시 대통령은 2002년 FIFA 월드컵 결승전 참석차 일본으로 출국한 상태라 불참하였다. 같은 해 8월, 제5공화국 당시 녹화사업에 청와대 고위간부 개입설과 전두환이 직접 지시했다는 의혹이 제기되면서 의문사진상규명위원회에서 조사에 착수했다. 이 녹화사업은 전두환의 지시와 녹화사업은 당시 보안사, 치안본부, 검찰, 안기부, 문교부, 대학 등이 총동원돼 조직적으로 이루어진 것으로 추정됐다.
2002년 2월 19일, 대통령 소속 의문사 진상규명위는 보안사령부(현 기무사) 대공처장(대령)이었던 최경조가 2001년 12월 "82년 청와대에서 보안사 간부들이 만찬을 할 때 전씨가 (입대한 운동권 학생들 때문에 군내에 불온낙서 등이 빈발하고 있다는 등의) 군내 상황을 듣고 있다가 '야, 최경조, 너 임마 뭐하는거야'라며 혼을 냈고, 그 말을 듣고 보안사가 정화를 시켜야겠다는 생각에서 교육계획(녹화사업)을 세웠다"라고 진술했다고 밝혔다. 최씨는 이어 "(대통령의) 대책을 수립하라는 이야기 속에 지시가 다 들어있는 것으로, 구상은 (내가) 직접 했다"면서 "입안 후 대통령에게 보고해 결재를 맡았다"고 말했다.
2003년 2월 25일, 국회의사당에서 열린 16대 노무현 대통령의 취임식에 참석하였다. 취임식에는 노태우, 최규하, 김영삼 전 대통령 등이 동석하였으며 전두환-이순자 내외는 취임식 오후에 열린 취임 축하 리셉션에도 참석하였다.
2003년 2월 16일, 전두환은 SBS와의 인터뷰에서 5.18 민주화운동을 폭동으로 정의하여 논란이 되었다. 또한 자신의 추징금에 대해 "노태우, 김영삼 정권 시절 3년여 이상 주위 사람들을 조사했으나 없는 것으로 나왔다" 며 재산을 숨기고 있다는 의혹에 대해서도 완강히 부인하였다.
| “ | (5.18) 광주는... 어... 그거는 총기를 들고 일어난 하나의 그 폭동이야. 그런데 그러니까 계엄군이기 때문에 계엄군이 진압하지 않을 수 없잖아요? | ” |
|   | — 2003년 2월 SBS 《뉴스추적》 인터뷰 中 |   |

그의 이 인터뷰는 운동권과 시민단체들의 분노를 불러 일으켰다. 같은해 7월 11일 의문사진상규명위원회 위원장 한상범은 전두환의 소환조사를 추진할 계획을 발표하였다. 그러나 전두환은 한상범의 소환 조사를 거부했다. 2002년 8월 10일 녹화사업 개입여부에 대한 소환조사 요청을 받았으나 거절하였다. 8월 28일 개그맨 이주일의 빈소를 방문했다. 오후 5시 20분께 장세동 전 경호실장과 앞서 도착한 박종환 전 축구국가대표 감독의 안내로 분향소에 도착, 간단한 묵념과 함께 헌화했다. 이어 1호 접객실로 옮긴 자리에서 기자들에게 "이주일씨가 화장한다는 소리를 들었는데 나도 군대시절부터 화장하겠다는 생각을 해 왔다"며 "나도 죽으면 화장하겠다"고 즉석 화장 서약을 했다.
9월 30일 서울 강서하키장에서 열린 부산아시안게임 남자하키 A조 예선 한국-일본전에 아내 이순자, 측근 장세동 전 안기부장 등 20여명과 참관하여 한국 대표팀을 응원하고, 환호하는 관중들을 향해 인사했다. 경기가 끝난 후 한-일전에서 첫승을 거둔 대한민국 남자하키팀 국가대표 선수들을 면담, 격려했다.
10월 녹화사업 관련 전두환이 직접 지시를 내 것으로 추정되는 문서가 발견됐고, 10월 11일 의문사진상규명위원회(위원장 한상범)는 기자회견을 갖고 "지난 82년 8월 육군참모총장이 국방부 장관에게 보낸 문서에 따르면 80년대 초 '녹화사업'이 전두환 당시 대통령의 지시에 의한 것임을 드러내는 정황이 잘 나타나 있다"고 주장하며 관련문서를 처음 공개했다. 80년대 초 운동권 대학생들을 강제징집해 프락치로 활용한 의혹을 받고 있는 소위 '녹화사업'은 당시 전두환 대통령이 지시했을 가능성이 높은 것으로 지적됐다.
제16대 대통령 선거에서는 5공 시절 2인자로 불렸던 장세동 전 안기부장이 무소속으로 출마하였으나, 낮은 지지율을 극복하지 못하고 투표 하루 전 날 후보직을 사퇴하였다. 군소후보토론회에서 사회당 후보로 출마했던 김영규 후보는 군사 쿠테타의 하수인과 토론을 하는 것이 부끄럽다는 발언을 남기며 악수를 거부하기도 하였다. 전두환은 장세동의 대선 출마를 만류했으나, 끝내 출마를 해버렸다며 "장세동 씨도 나이 먹으니 내 말을 안 듣더라"는 소감을 남기기도 했다.

#### 참여정부 시절
2003년 4월 28일, 전두환은 서울지법 서부지원에서 열린 추징금 관련 재산명시 심리재판에 이양우 변호사와 함께 출석하였다. 이 날 재판에서 전두환은 자신 명의의 재산은 예금과 채권을 합쳐 29만 1000원밖에 없다고 발언하여 또 한번 논란을 일으켰다. '29만원' 발언은 코미디언들에 의해 수차례 풍자의 대상으로 입에 올랐다.
2005년에는 그의 팬클럽이었던 '전두환 대통령을 사랑하는 모임(약칭 전사모)' 카페가 오픈하면서 한때 화제가 되기도 했다. 이는 2005년 방영된 MBC 드라마 《제5공화국》의 흥행 열풍에 편승한 현상으로 평가되었다.
2005년 12월 21일, 정부는 국무회의를 통해 전두환·노태우를 비롯한 5.18 민주화운동 관련자 81명에 대한 서훈 박탈을 의결하였다. 이에 따라 전두환은 1980년 수여받은 태극무공훈장을 비롯하여 10개의 훈장을 박탈당했다.
2006년 9월 26일 재산 상속에 대한 증여세가 80억원이 부과되자 그는 차남 전재용과 증여세 취소소송을 제기했다.
2007년 8월 29일 한나라당·이명박 등의 방문 시에는 자신이 대신 인질로 가는 편이 낫겠다는 발언을 했다. "아프가니스탄의 인질 납치극과 관련 자신은 이제 많이 살았다. 난 특수훈련도 받아서 인질 대신 아프가니스탄에서 생활하기도 낫지 않겠느냐"는 것이었다. 이에 일부 네티즌들의 비판이 있었고, 권영길은 전두환 덕분에 웃었다는 비평을 발표하기도 했다.
2006년 10월 22일, 10대 대통령 최규하가 사망하자 10월 23일 최규하의 빈소에 조문했다. 빈소에서 1979년 12.12 군사반란 및 최규하 전 대통령의 하야에 대한 질문이 쏟아졌지만, 전두환은 우회적인 답변만을 내놓으며 직접적인 입장표명을 피하였다. 최규하의 장례식이 국민장으로 결정되자 국민장 장의위원장으로 이름을 올렸고, 3일 뒤 열린 영결식에 참석해 헌화했다.

#### 이명박 정부 시절
2008년 2월 17대 대통령 이명박의 취임식에 초대됐고, 4월 17일 언론 인터뷰에서 "카메라 기자들이 내 사진은 꼭 비뚤어지게, 인상 나쁘게 찍는다", "젊은 사람들이 나에 대해 아직 감정이 안 좋다. 나한테 당해보지도 않고..." 등의 농담을 하여 구설수에 올랐다. 2008년 2월 25일 제17대 대통령 취임식에 참석하여 제17대 대통령 이명박에게 "이 대통령이 국민이 바라는 염원을 잘 파악해서 국정을 잘 이끌어갈 것을 기대하고 또 그렇게 해주리라 믿는다"며 독려했다.
5월 10일 아나운서 윤현진의 결혼식에 참석하기도 했다.
2008년 7월 22일 인사차 방문한 한나라당 대표 박희태 등 정치인들의 예방을 받고 회견했다. 회견 중 전 세계적으로 경제가 어려워지자 곡물을 하루에 두 끼 먹기 운동을 제안하기도 했다. 촛불 정국 등으로 이명박 정부에 대한 비난 여론이 형성되자 이 대통령이 취임 후 6개월도 되지 않았음을 들어 군에서도 불문율로 연대장 이상이 되면 100일은 봐주는 고사를 들어 대통령은 상당히 오래 봐줘야 하는 것 아니냐며 이명박을 변호하기도 했다. 정치권은 코미디 같은 제안이라 말했고, 그날 오후 진보신당은 논평을 내고 전두환의 제안을 헛된 개그라고 비판했다.
2009년 2월 18일에는 서울 명동성당에 마련된 김수환 추기경의 빈소를 찾았다가 구설수에 올랐다. 검은색 정장과 중절모 차림으로 경호원 10명을 대동하고, 김운회 주교의 안내를 받으며 시신이 안치된 유리관 쪽으로 갔고, 관 앞에서 합장하고 나서 그만 평소 자신의 습관대로 계속 뒷짐을 진 채 관을 주시했기 때문이다. 이렇게 끝난 조문 시간은 채 2분이 걸리지 않았다. 조문을 마치고 대성당 밖으로 나오자 김 추기경과의 인연에 대한 기자들의 질문 공세에 전두환은 "인연이 깊다"라며 김 추기경과의 개인적인 친분에 대해 언급만 했을 뿐 신군부에 저항했던 김 추기경의 민주화 행보에 대해서는 한 마디도 언급하지 않았다. 하지만, 기자들이 그에게 "30년 악연이라는데…….", "서운한 감정은 없느냐?", "김 추기경과 악연인 것 아니냐?"라고 질문하자 "개인적으로 찾아오라"라면서 일절 답을 하지 않았다.
5월 23일 16대 대통령 노무현이 투신 자살했을 때 전두환은 전립선 수술을 이유로 빈소에 불참했다. 전두환은 노무현의 투신 자살에 대해 "전직 대통령이란 분께서 꿋꿋하게 버티시지, 그렇게 가느냐. 조금만 더 버티지"라고 했다.
2009년 8월 14일 김대중 전 대통령을 병문안했다. 이희호 여사를 만나자마자 "얼마나 고생이 많으신가"라며 "자꾸 상태가 나빠지는 것 같아 휴가 중에 올라왔다"고 말했다. 이어 자신도 "이 병원에서 완쾌한 바 있다"면서 "의료진들이 워낙 저명한 분들이니 잘 하실 것"이라며 "틀림없이 완쾌해서 즐거운 마음으로 모시고 나갈 것"이라고 말했다. 그는 또 "김 전 대통령 집권 당시 전직 대통령들이 가장 행복했었다"면서 이명박 대통령에 대해 우회적으로 아쉬움을 표현했다. 이때 그는 "김 전 대통령 재임 기간 동안 10번 정도 청와대에 초대 받아 세상 돌아가는 얘기도 듣고 도움도 많이 받았다"며 "외국 방문 후에는 꼭 전직 부부를 청와대에 초청해 방문 성과를 설명해주며 만찬 및 선물도 섭섭지 않게 해주셨다"고 말했다. 이어 "이명박 대통령이 그런 것을 잘 알아서 전직 대통령의 의견도 들었으면 좋겠다"고 덧붙였다.
10월 19일 오전 11시경 부인 이순자 여사를 동반하고 전 안기부장 장세동, 전 감사원장 황영시, 전 국방장관 이기백 등 일행을 대동하고 함께 관광버스편으로 평화의 댐 관리사무소에 도착, 김명림 수자원공사 강원지부장과 정갑철 화천군수, 오정석 육군 제2군단장 등의 영접을 받고 환담을 하였다. 이후 평화의 종을 타종하는데 참석하고 댐 주위를 둘러보았다. 2010년 1월 18일 대통령 이명박으로부터 생일축하난을 받았다. 그 후 1672억 추징금 중 300만원을 납부하였다. 이번 미납액 일부 변제로 추징시효는 2013년 10월까지 연장됐다.

#### 박근혜 정부 시절
2013년 2월 25일 전두환 전 대통령은 박근혜 대통령의 취임식에 참석하였다. 김영삼 전 대통령과 옆에 앉아 담요를 YS 무릎에 덮어주던 모습이 화제를 불렀다.
박근혜 당시 대통령은 전두환 전 대통령의 재산을 환수할 수 있도록 이른바 '전두환 추징법'을 추진했고 국회에서 통과되었다. 전두환 추징법은 추징 시효를 3년에서 10년으로 연장하고, 불법 재산을 취득한 당사자뿐만 아니라 불법 재산에서 유래한 재산을 가진 제3자를 상대로 추징을 가능케 하는 내용을 담고 있다. 검찰에 의하여 일가의 수백여점의 미술품이 압수되었고, 해당 미술품들은 경매에 부쳐졌다. 경매는 2차례에 걸쳐 열렸고, 모든 작품이 100%로 완판되는 이례적인 기록을 세웠다.

#### 문재인 정부 시절
전두환 전 대통령은 3권의 회고록을 출판하려고 했으나, 2017년 8월 4일 법원은 제1권 <혼돈의 시대>에서 5·18 광주 민주화 운동에 대한 표현 33곳을 삭제하지 않으면 회고록을 출판하거나 판매, 배포하지 말라고 가처분 신청을 인용하였다. 채무자인 전두환 전 대통령과 출판사를 운영하는 아들 전재국 씨가 책이 서점에서 판매되지 않도록 조치를 취해야 하며, 이를 어길 경우엔 5.18 기념재단 등에 1회당 5백만 원을 지급해야 한다. 그 후 전두환 전 대통령 측이 2017년 10월 회고록 1권에 문제가 된 33개 부분을 검은색 잉크로 씌운 뒤 재출간하자, 5월 단체들은 2차 소송을 진행했다. 그 결과 2018년 5월 15일 광주지방법원은 다시 가처분 신청을 인용했다. 이때 1차 소송 당시 5·18과 관련된 33개 허위 사실 외에 36개 내용도 거짓 내용으로 추가 인정되었다.
이후 전두환 전 대통령은 5·18 민주화운동 당시 헬기 사격 사실을 증언한 고 조비오 신부의 명예를 훼손한 혐의로 불구속 기소되어 광주지방법원에서 형사재판을 받게 되었고, 전 전 대통령은 알츠하이머 투병 중이고 왕복 10시간이 걸리는 재판에 갈 수 없다며 불출석하였다. 2018년 8월 27일 열린 전두환 전 대통령의 공판에서 재판을 맡은 김호석 판사는 "2013년부터 알츠하이머를 앓고 있다는 이야기가 나왔는데 회고록은 2017년 4월에 발매됐다. 이것은 모순이 아니냐"고 지적했고, 변호인을 맡은 정주교 변호사는 "회고록 준비는 오래됐다"며 "2013년에 가족들이 이상 상태를 보고 병원에 가서 검진을 했고, (알츠하이머를) 확인했다"고 해명했다.
2019년 3월 11일, 전두환은 대통령 재직시절 이후 35년만에 조비오 신부의 명예훼손 혐의로 광주로 내려가 재판에 참석했다. 2020년 4월 27일에도 전두환은 또다시 광주로 내려가 재판에 참석했는데 이날 재판에서의 불성실한 태도로 맹비난을 받았다.

### 사망 및 조문논란
전두환은 2021년 11월 23일 오전 연희동 자택에서 쓰러져 사망하였다. 향년 91세. 전두환은 악성 혈액암인 다발성 골수종 확진 판정을 받고 투병중 연희동 자택에서 사망하였는데 그의 사망이후 국가장 추진 논란 및 여야 대선 후보간에 조문 논란이 일어나기도 했다.
2017년 작성한 회고록에서 화장 후 북녂이 보이는 고지에 백골로 남고 싶다는 문구를 남겼으며, 생전 별도의 유언을 남기지 않아 전두환의 유족들과 측근들은 이 문장을 실질적인 유언으로 취급하고 있었다. 1997년 재판을 통해 전직 대통령 예우를 박탈당해 국립현충원 안장 및 국가장은 불가능하다.
유서에서 화장후 북녘이 보이는 고지에 백골로 남고싶다는 의사를 밝혔다. 대구나 경남 합천은 검토 되고 있지 않고있고 본인이 생전 현충원은 가지 않겠다고 말했다고 한다.
결국 여야 지도부 4인과 대선 후보들 모두 조문을 하지 않기로 결정하였다. 윤석열 후보는 검토는 하였으나 취소한 것으로 밝혀졌다.
또한 전두환 사망으로 정부는 노태우와 달리 5.18 광주사태와 12.12 군사반란으로 국가장 및 현충원 안장 등 전직대통령의 예우가 박탈되어 전두환은 연세세브란스병원 장례식장에서 가족장으로 치러졌다. 유해는 고인의 유언에 따라 서울 서초구 원지동 서울추모공원에서 화장되어 유골은 서대문구 연희동 자택에 임시 안치되었다.

## 상훈
- 1968년 4월 4등 근무공로훈장
- 1971년 11월 월남 엽성무공훈장
- 1981년 5.16 재단 5.16 민족상
- 1980년 8월 무궁화 대훈장
- 대통령 표창, 공로 표창

서훈이 취소된 훈장
- 건국훈장 대한민국장(서훈취소/06.03.21)
- 태극무공훈장 (서훈 취소/06.03.21)[181][182][183]
- 화랑무공훈장(서훈취소/06.03.21)
- 충무무공훈장(서훈취소/06.03.21)
- 을지무공훈장(서훈취소/06.03.21)
- 보국훈장 국선장(서훈취소/06.03.21)
- 보국훈장 천수장(서훈취소/06.03.21)
- 보국훈장 삼일장(서훈취소/06.03.21)
- 수교훈장 광화대장 (서훈취소/06.03.21)

### 서훈 취소
2006년 국무회의에서 전두환, 노태우 두 전직 대통령 등 3년이상 형을 선고받은 176명의 서훈을 취소하고, 훈장 등을 환수키로 의결했다. 그러나 전두환·노태우 전 대통령 등을 비롯한 서훈 취소 대상자 절반 가까이가 훈장 반환 요구에 대해 반환 기한일까지 반환은커녕 사유서조차 내지 않았다. 이에 행자부 관계자는 "서훈 취소자의 경우 훈장 기록부 명단에서 이름을 삭제하고 이 사실을 관보 등을 통해 발표하는 것만으로도 훈장에 따른 영예가 모두 상실됐다고 볼 수 있다"며 "반환 의무 규정을 완화하는 방안을 검토 중"이라고 밝혔다. 그러나 전두환은 6년이 지난 현재도 취소된 훈장은 반납하지 않은 상태라고 한다. 이에 국회 행정안전위원회 소속 민주당 이석현 의원은 국무회의에 의결을 통해 환수키로 의결했지만 적극적으로 환수노력을 하지 않는 행안부를 비판했다.

## 저서
- 《전두환 회고록》 1권 2권 3권

## 논란과 의혹

### 삼청교육대 관련
정권 차원에서 삼청교육대를 운영하여 인권을 침해했다. 한편 1989년 12월 삼청교육대 피해자인 이택승 등으로부터 고소를 당한다. 삼청교육대 피해자 이택승 등은 1989년 12월 최규하, 전두환, 이희성, 김만기(당시 국보위 정화분과위원장) 등을 감금, 폭행 및 가혹행위, 살인 및 살인교사죄로 서울지검에 고소했다. 그러나 3년이 지난 뒤인 1992년 서울지검으로부터 공소권 없음 결정을 받았다.

### 비자금 조성과 추징금 미납
1994년 당시 총무처 장관인 서석재에 의해 전직 대통령 비자금 의혹이 제기됐다. 서석재의 전직 대통령 비자금 발언 파문 초기에 전두환은 새벽에 약수터를 오르며 웃음과 무응답으로 서석재의 발언을 일축했다. 그러나 1995년 민자당 국회의원 박계동이 국회 청문회에서 전두환 4천억, 노태우 4천억 비자금 조성을 폭로하자 전두환은 강하게 부인했다.
서석재, 박계동의 공식 폭로에 의해 국회에는 진상조사단 구성에 여야가 합의해서 국회 진상 조사단 및 검찰·경찰 합동 수사팀이 구성됐다. 수사 결과 전두환과 노태우는 5천억 원 이상의 비자금을 수뢰한 것으로 확인됐고, 5·18 광주 민주화 운동 진압 관련 문제와 12·12 군사 정변 주동 혐의로 재판에 회부된 뒤 사형을 선고받기도 했다. 그러나 1997년 12월 말 화합이라는 명목으로(당시 반DJ세력인 YS세력과 tk세력을 분열시키려는 의도가 있었다는 주장도 있다) 대통령 당선자 김대중의 주선으로 사형 형집행은 면죄되고 곧 풀려났다. 풀려난 후 복권됐다.
이후 전두환은 인터뷰에서 자신의 전 재산은 29만원이라고 하여 회자화되기도 했다. 2009년 전두환의 미추징 비자금은 정확히 얼마인지 확인되지 않고 있다.
2013년 기준 검찰이 전두환의 차명재산으로 의심되는 자녀 명의의 부동산 등 100억원가량의 자산을 찾아낸 것으로 알려져있다.

### 최규하 위협 문제
그가 최규하를 직접 위협했다는 설과 사람을 시켜서 압력을 가했다는 설이 있다. 전두환을 비롯한 신군부 세력이 김정렬에게 부탁하여 김정렬이 최규하 대통령에게 찾아가 하야를 종용했다는 의혹도 있다. 최규하 정부에서 국무총리를 맡았던 신현확 전 총리는 1995년 12월 16일 검찰 진술에서 "81년 김정렬씨에게 최대통령에게 하야를 적극 권유한 사실이 있다고 분명히 들었다"고 진술했다. 실제 김정렬씨는 최대통령이 설악산으로 하계 휴가를 떠나기 직전 청와대를 방문하여 그와 독대하였다.
전두환과 신군부가 직접 최규하에게 대통령직에서 물러가라고 압력을 행사했다는 의혹도 있다. 1980년 8월 16일 당시 최규하는 압력에 못 이겨 허수아비에 지나지 않았던 대통령직을 사임했다는 것이다.

### 지역감정 조장 의혹
일부에서는 광주폭력시위를 무마하기 위해 전두환 정부가 조장했다는 설도 있다. 또한 영남출신의 군인중심인 하나회가 조장했다는 설도 있다. 민주진영에서는 민주정의당 집권세력의 농간이라는 주장도 제기한다. 1992년 초원복집 사건으로 여당이 초래했다는 것이다. 그러나 김영삼은 "지역감정의 원인은 김대중이 제공했다"고 주장한다.
고위관료의 경우 5공화국에서는 지역간 격차가 더욱 심해쳐 영남출신이 43.6%로 늘어난 반면 호남출신은 9.6%에 불과했다. 제5공화국 시기 한국 50대 재벌 중에 영남출신 소유주가 23개인 반면, 호남출신 소유자는 4명에 불과했다. 85년 전북과 전남의 도시화율이 각각 43%와 40%인데 반해, 경북과 경남은 각각 57%와 75%로 큰 격차를 보였다. 도시화가 뒤진 호남지역은 지역개발이 낙후되고, 지역발전을 위한 경제활동 기반이 취약해 지역격차가 더욱 심화됐다. 그는 광주를 폭동이라 발언하여 문화적으로도 상당한 영향력을 행사하였다.

### 기념물 건립 논란
2008년 일해공원 건립을 놓고 5.18 관련 단체 및 부산, 경남의 시민단체들이 반발, 전사모, 보수단체 등과 충돌을 벌이기도 했다. 일해공원 반대투쟁위원회 등이 구성되어 활동했고, 일해공원 예정지 내에서 영화 '화려한 휴가' 등을 상영하는 등의 활동을 했으나 일해공원은 건립됐다.
2009년 5월, 전두환의 지지모임인 '전사모'는 전두환 기념 시설 건립을 추진했으나 2009년 6월에 5.18 광주 민주화 운동과 관련하여 5.18 단체들과 법정 공방을 벌이기도 했다. 전두환 기념관을 설립해야 한다는 전사모측의 주장과 범죄인 신분의 전두환의 상징물은 안 된다는 반대측의 주장이 팽팽하게 맞서는 중이다.

### 지방세 미납
전두환은 2003년 자택의 경호동 건물이 법원에 의해 강제 경매되면서 발생한 양도소득세 중 일부에 대해 2010년, 서대문세무서가 부과한 세금 3017만원을 미납하고 있다. 체납 금액은 장기간 체납으로 인해 4000여 만원으로 증가된 상태이며, 서울특별시청에 의해 고액, 상습 체납자 명단에 오를 예정이다.

## 사상과 신념

### 박흥주 대령 복권 노력
1987년 전두환은 박흥주의 유족에게 연금을 지급하라고 지시했다. 그런데 총무처와 국방부에서는 현행법을 고치지 못하는 이상 어렵다고 거절하기도 했다. 그는 평소 의리를 모르는 것은 인간이 아니라고 강조했다. 나중에 박흥주 대령에 대한 것을 다시 접하게 된 전두환은 박흥주의 충성심을 높이 평가하여 그의 복권을 여러번 시도했다.
재판 당시에도 현역 군인의 신분이었던 박흥주는 사후 연금을 받지 못했다. 박흥주의 딸이 대학에 들어갔을 때였다. 박흥주의 처는 국방부에 가서 연금청구를 했으나 현역군인으로서 금고 이상의 형을 선고받았을 땐 연금의 전부 또는 일부를 지급하지 않는다.(군인연금법 33조)는 급여제한 규정이 있어 불가능하다는 회신만 받았다. 87년 겨울 어느날 전두환 대통령은 안현태 경호실장을 불렀다. 전대통령은 "우리 나라 군인들 중에 박흥주 대령이 훌륭했었다고 알고 있다. 요즘 그 유족들이 어떻게 지내는지 알아보라"고 지시했다. 안현태 실장은 박흥주와 가깝게 지냈던 육사 동기생(18기)들을 찾아보았고 육군대학 시절 함께 공부했던 배모 사단장을 찾아냈다. 배 사단장은 수소문 끝에 박흥주의 지인 H모에게 연락을 했다.
박흥주의 측근인 H모의 증언에 의하면 "경기 안양 근처에 있는 자신의 사단을 방문해 달라고 해서 갔더니 배 사단장은 "각하의 지시로 박대령의 유가족을 도와야겠다"며 무엇이든 필요한 것이 있으면 얘기하라는 것이었다. 당시 박대령의 부인은 강남에서 조그만 분식점을 직접 운영하고 있었다. "경제적인 도움은 필요없다. 김재규가 연금이 나오는 등 실질적으로 예비역중장 신분이 회복된 상태인만큼 그의 명령을 충실히 따랐던 박대령도 명예를 회복시켜 달라"고 했다. 배사단장은 그렇게 보고하겠다고 했다.
그해 크리스마스 전날 배사단장은 자신의 부인과 함께 분식점으로 찾아왔다. 그는 "안실장을 통해 전두환 대통령에게 보고하였더니 즉석에서 'OK'라고 대답했었다. 그러나 안실장이 총무처와 국방부 등에 연금지급과 복권문제를 협의했으나 현행법을 고치지 않는 한 불가능하다는 답변이었다."며 몹시 서운해 했었다. 배 사단장은 청와대에서 보내준 것이라며 금일봉을 놓고 갔다. 전두환은 보훈처장이 자신의 부탁을 끝내 거절한 것을 서운해 하면서도 보훈처장은 자기 임무에 충실하였다며 경질하지 않았다. 예비역 중장인 김재규, 예비역 대령인 박선호와는 다르게 박흥주는 10.26 사태 이후 재판 당시 현역 대령 신분이었으므로 법의 적용을 받았다.

### 대북 특사 파견
그는 김대중 정부 시절 자신이 북조선에 특사로 다녀오게 해달라고 여러 번 요청하였다. 전두환은 재임기간 중 북한이 일으킨 아웅산 테러 사건(83년10월) 등 남북관계의 악재에도 불구하고 밀사교환을 통한 정상회담을 추진하고 남북이산가족 고향방문단 교환(85년)을 실현시킨 바 있다. 그는 이번에도 자신이 기여할 기회를 달라고 김대중 정부에 호소하였다.
1999년 5월 "우리 정부가 허락하고 북한이 받아준다면 북한의 이곳 저곳을 자유스럽게 방문해 북한 사람들을 만나보고 싶다"며 북한에 특사로 다녀올 의향이 있음을 밝혔다. 그는 1999년 5월부터 김대중에게 북한을 방문해 김정일(金正日)노동당 총비서와 면담하려 했던 것은 그가 정부의 대북특사 역할을 강력히 희망하고 있음을 보여준다. 전두환은 그동안에도 기자간담회 등을 통해 대북특사를 맡고 싶다는 뜻을 여러 차례 밝혔다. 그러나 시기적으로 적당하지 않다는 이유로 임동원에 의해 거절당했다.
전두환은 1999년 7월 당시 자신은 '남북 통일이라는 민족적 성업에 몸과 마음을 바치고 싶다'고 신념을 밝혔다. 1999년 7월 그는 김대중에게 자신이 대북 특사로 다녀오고 싶다고 다시 여러번 청와대에 건의하였다. 전두환은 당시 통일부 장관 임동원에게 "남북통일이라는 민족적 성업을 위해 몸과 마음을 바치려고 한다"며 "대통령 각하와 국무총리께 건의하고 북측과도 협의해 본인의 희망사항이 성사될 수 있도록 선처해 달라"고 요청했다. 이에 대해 '대북특사 역할을 통해 공식 활동을 재개하고 통일에 기여한 민족의 원로로 남고 싶어하는지도 모른다'는 시각도 있다.
전두환은 자신이 대통령으로 재임하던 85년 허담 노동당 비서와 장세동 당시 안기부장의 서울-평양 교차방문을 통해 김일성(金日成)주석과 남북문제에 대한 의견을 교환했다며 남북간에 다양한 비정규 대화선(對話線)을 가동할 것을 당시 국민의 정부에 제의하였다. 일각에서는 그가 지미 카터 前미국대통령과 비슷한 역할을 하고 싶어하는 것으로 보고 있다. 카터는 94년 6월 북핵 위기 때 김일성(金日成)과의 면담을 통해 북핵위기를 해소하고 그해 11월 제네바 북-미 합의의 길을 닦았다. 전두환은 자신도 지미 카터와 같은 역할을 할 수 있기를 희망했다. 그러나 끝내 거절당했다.

## 평가와 비판

### 인물평
그는 타고난 유들유들함과 비위로 위관급 장교 시절부터 철저한 '정치군인'의 면모를 드러냈다는 평이 있다. 이후 청와대 경호실 근무 경험으로 '정치군인'으로서 갖춰야 할 모든 자질을 다 갖추게 됐다고 보는 견해가 있다. 정승화는 전두환이 정치적 야망을 갖춘 인물이라고 평가했다. 전두환은 이후 대통령 박정희와의 잦은 교제를 통해 권모술수의 능력을 길러온 것으로 알려졌다. 그의 붙임성에 대해서는 자신도 인정하고 있다. 그런가 하면 이희호는 "전 대통령의 유명한 숫기와 입담을 나중에야 알았다. 사형을 시키려 했던 '수괴'의 안사람을 상대로 동네 복덕방 아저씨가 아주머니 대하듯 일상적으로 대했다"고 밝히기도 했다. 조국통일민주주의전선 중앙위원회는 전두환을 가리켜 '전두환 역도 또한 미국이 오래전부터 손때묻혀 키운 친미분자'라고 평가했다. 전두환 당시 야당인사이자 14대 대통령이었던 김영삼은 그가 "뻔뻔하고 염치없는 사람"이라고 평가했다. 국회의원을 지낸 박찬종은 전두환에게 국정파탄의 책임이 있다고 비판하고, 이순신 장군의 동상 앞에 석고대죄할 것을 촉구하기도 했다. 좌파나 민중의 믿음과 다른 발언들을 많이 남겼다. 김재규를 망상이라 비웃거나 박정희를 로마 귀족들처럼 분열시켜 지배하라를 추구한 인물로 평하기도 했다.

### 긍정적 평가
- 1979년 박정희 피살 후 경제회생에 노력을 기울여 일명 '한강의 기적'이라 불리는 헌정 사상 최고의 호황을 맞이했다.[206]
- 1986년 아시안 게임(1981년 11월 26일), 1988년 하계 올림픽(1981년 9월 30일)을 성공적으로 유치한 점 등이 긍정적으로 평가되고 있다.[207]
- 2009년 9월 납북자가족모임과 라이트코리아 등 보수단체회원들은 서울 세종로 통일부 앞에서 시위를 하며 임진강 참사 사고 이후 전두환이 북한의 수공계획을 미리 간파하고 평화의 댐을 만든 것이라고 주장했다.[208]
- 자신의 임기기간 동안 경제기획원이 관치를 펼쳐, 전임 박정희 정권에 비해 임기동안 평균 물가상승률을 6.1%으로 안정시켰다는 평가를 받기도 한다.[209][210]
- 과외 과열로 인해 계층간 위화감이 심각해진다고 보고 국가보위비상대책위원회의 7·30교육개혁조치에 따라 대학졸업정원제와 함께 교육정상화와 과열과외해소라는 이유로 과외금지조치를 실시했다. 학교밖에서의 과외수업은 일체 금지하고 미인가된 교습자와 과외를 한 학부모는 명단을 공개하여 세무조사를 실시하고, 직장인인 경우에는 면직처분을 내렸으며[211], 과외를 받은 학생은 적발된 경우 입시자격을 박탈하고 형사입건하였다.[212]
- 전두환은 대중의 정치적 관심을 무마하기 위한 수단으로 야구(1982년 창설)와 축구(1983년 창설)의 프로리그를 만들었다. 이를 통해 1988년 하계 올림픽으로만 해당하는 한국 스포츠 발전에 기여했다는 평가가 존재한다.[213]

### 부정적 평가
- 하나회라는 군내 사조직을 이용해, 1979년의 12.12 군사 반란과 1980년 5.17 쿠데타 및 5·18 민주화운동 유혈 진압을 통해 불법적으로 집권했기 때문에 정권의 정통성이 없다는 것이 대표적인 비판이다. 5.18 사건 검찰 수사 결과에 따르면 전두환은 계획적인 집권 시나리오에 따라 직무상 관련이 없는 보안사 참모들에게 지시해 입안케 한 다음 이러한 조치를 실행했다.[214] 전두환의 집권 과정 중에 행해진 조치들에는 인권 유린, 헌정 파괴라는 비판이 뒤따른다.
- 12·12 군사 혁명이 일어나고 3주가 더 지난 시점에 군인 전두환 보안사령관은 중앙정보부 부장에 임명되어 2개의 정보기관의 기관장을 겸임하게 된다.[215] 당시 신현확 부총리는 민간인으로 중앙정보부 부장을 임명해서 군 정보 분야에 전두환씨의 보안사와 양립 시켜서, 2개의 정보기관으로 정보를 복수로 통제하는 것이 더 좋다고 보았다.[215]
- 신군부의 집권 과정과 제5공화국 시절에 언론의 자유가 크게 훼손됐다는 비판이 있다. 실제로 전두환은 언론인, 언론사를 회유하기 위해 보안사를 통해 K공작계획을 비롯한 수 차례 언론 공작을 했으며, 대통령 재임 시절 언론인 대량 해직, 언론 강제 통폐합 조치에 관여했다.[37] 전두환 정부의 문화공보부는 매일 보도 지침을 편집국에 보내서 여론을 조종했다. 제5공화국 정부는 외국 잡지나 신문을 한국에 들여오는 과정에서 군 관계자들이 배포 전 모든 자료를 검열했다. 5.18 민주화운동에 대한 기사나 전두환을 비판하는 기사 등 마음에 들지 않는 기사가 있을 때는 배포 전 지면에서 빠졌다.[216]
- 국가안전기획부, 경찰청 대공분실, 보안사 등을 통해 김근태, 박종철, 권인숙 등의 반체제 인사와 학생운동가를 고문하여 인권 유린을 자행하고, 민주주의를 탄압했다는 비판이 있다.
- 전두환 정권 동안 여러차례 권력형 비리 사건이 발생했다. 전두환 대통령의 처삼촌으로 당시 광업진흥공사 사장이었던 이규광의 처제였던 장영자와, 육사 2기 출신으로 중앙정보부 차장과 유정희 국회의원을 역임했던 그의 남편인 이철희가 건설업체에 접근하여 현금을 제공하는 대신 그 몇 배에 달하는 어음을 받아 이를 사채시장에 할인함으로써 거액의 자금을 조성했던 장영자ㆍ이철희사건이 발생했다. 1983년에 발생한 명성그룹사건과 영동진흥개발사건도 대표적인 사례였다.[217] 새마을본부 중앙회장이었던 동생 전경환은 공금 76억여 원을 횡령한 혐의 등으로 구속됐으며 골프장 허가를 미끼로 거액을 챙긴 사촌동생 전순환과 노량진 수산시장 영업권 불법인수와 관련된 친형 전기환, 그리고 공금을 횡령한 처남 이창석 등이 전두환의 재임기간 중 저질러진 친인척의 비리로 비판의 대상이 됐다.[218]
- 연평균 지가상승률이 이승만 21.6%, 박정희 33.1%, 전두환 14.9%, 노태우 17.7%, 김영삼 -1.2%, 김대중 -0.6%, 노무현 4.5%에다가 국민의 정부와 참여정부때는 생산소득에 대한 불로소득 비율이 거의 미미한데 비해 이승만 때에 43%, 전두환은 67.9%, 노태우는 거의 100%, 박정희는 무려 248.8%에 달했으며 부동산 시장의 불안정을 보이고 있다. 이는 경제의 기강이 무너졌다는 것과 동시에 제5공화국 시절의 경제 치적은 실제로 경제가 좋은 것이 아니라 부동산 거품경제로 인한 착시현상이라는 견해도 있다.[219]
- 국제그룹 해체에 대한 비판도 있다. 전두환 정권에 밉보여 '부실기업 정리'라는 미명 아래 희생됐다는 분석이 업계에서는 정설로 돼 있다. 양정모 전 국제그룹 회장이 정치자금 헌납을 거부하고 대통령이 주재하는 모임에 늦게 나타나거나 1985년 총선에 비협조적이었던 것이 '괘씸죄'에 걸렸고, 결국 그룹 해체로 이어졌다는 분석이다. 이후 양정모 회장은 정부를 상대로 국제그룹 해체가 부당하다며 위헌소송을 벌여 1993년 승소판결을 얻어내기도 했다.[220]
- 전두환 정권은 3S 정책 실시에 대한 비판도 있다. 3S 정책은 섹스(sex), 스크린(screen), 스포츠(sports)의 머릿글자를 딴 것으로 독재정권이 국민의 정치적 관심을 다른 데로 돌리기 위해 즐겨 쓴다는 정책이다. 올림픽 유치를 지시 한 이유, GNP 2천 달러도 안 되는 개발도상국에서 프로 야구를 출범시킨 배경이 있다. 이에 대해 정치적 목적을 위해 치밀하게 기획됐다는 비판이 있다.[221]
- 1996년 전두환은 포괄적 뇌물죄로 추징금 2200억원을 선고받고, 600여억원을 납부하여 추징금이 1600여억원가량 남아있던 중 2010년 10월 14일 300만원만 납부했다. 이에 대해 추징금 시효를 연장하기 위한 꼼수라는 비판이 제기됐다. 전두환의 추징금 시효는 2010년까지이며, 납부하지 않을 경우 재산이 가압류된다. 하지만 추징금중 일부를 납부할 경우 3년간 시효가 연장되어 재산 가압류를 당하지 않기 때문이다.[222] 전두환 일가가 약 1700만 달러 이상의 비자금을 조성, 미국 캘리포니아에서 와인 생산 농장(와이너리)을 운영하고 있다는 의혹도 제기 된 바 있다.[223] 전두환은 지인들과 무주리조트 등에서 골프를 치는 모습들이 목격되는 등 호화로운 생활을 하는 모습이 포착되기도 했으나, 전두환은 남은 돈이 없다고 주장하고 있다.[224]
- 과외금지조치가 당초 취지와 달리 음성적인 불법비밀과외가 번성하여 일부 특권층 자제만이 혜택을 누렸고, 과외비 폭등의 원인이 되었다는 비판이 있다.[225]

## 가족 관계

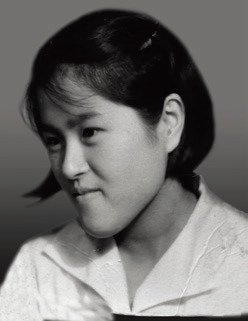
부인 이순자

그의 재임시절 형 전기환이 노량진 수산시장을 인수하고, 동생 전경환이 새마을운동 중앙본부 회장을 지내며 이권을 챙기는 등 비리를 저질러 퇴임 후 물의를 일으켰다. 사촌 전순환(全淳煥)은 기업인으로서 골프장 허가를 미끼로 수뢰한 혐의를 받아 구속되기도 했고, 사촌 전우환(全禹煥)은 고향에서 정미소를 운영하다가 갑자기 양곡가공협회장이 되었으며, 새서울용역 감사가 되었다. 그러나 각종 인허가 청탁 개입, 수뢰 혐의로 구속됐다.
부인 이순자의 사이에 세 아들 재국, 재용, 재만과 딸 효선을 두었다. 첫째 재국은 출판 업체 시공사의 대표이다. 둘째 재용은 탤런트 박상아와 결혼했고, 셋째 재만은 이윤혜와 결혼했다. 이윤혜는 한국제분 사장이었던 운산그룹(동아원) 회장 이희상의 장녀이다. 최근 미국 나파밸리의 포도밭에서 출시한 두 종류의 동아원 와인이 G20정상회담의 만찬주로 사용되어서 화제가 됐다. 장녀 효선은 서경대학교 교양과정부 조교수(교양영어 담당)이다.
|                  |                  |                  |                  |                  |                  |  |  |  |  |                       |                       |                       |                       |                       |                       |  |  |  |  | 전상우 (全相禹) 1893~1967 | 전상우 (全相禹) 1893~1967 | 전상우 (全相禹) 1893~1967 | 전상우 (全相禹) 1893~1967 | 전상우 (全相禹) 1893~1967 | 전상우 (全相禹) 1893~1967 |  |  | 김점문 (金點文) 1898~1978 | 김점문 (金點文) 1898~1978 | 김점문 (金點文) 1898~1978 | 김점문 (金點文) 1898~1978 | 김점문 (金點文) 1898~1978 | 김점문 (金點文) 1898~1978 |                           |                           |  |  |                       |                       |                       |                       |                       |                       |  |  |  |  |                           |                           |                           |                           |                           |                           |
|                  |                  |                  |                  |                  |                  |  |  |  |  |                       |                       |                       |                       |                       |                       |  |  |  |  | 전상우 (全相禹) 1893~1967 | 전상우 (全相禹) 1893~1967 | 전상우 (全相禹) 1893~1967 | 전상우 (全相禹) 1893~1967 | 전상우 (全相禹) 1893~1967 | 전상우 (全相禹) 1893~1967 |  |  | 김점문 (金點文) 1898~1978 | 김점문 (金點文) 1898~1978 | 김점문 (金點文) 1898~1978 | 김점문 (金點文) 1898~1978 | 김점문 (金點文) 1898~1978 | 김점문 (金點文) 1898~1978 |                           |                           |  |  |                       |                       |                       |                       |                       |                       |  |  |  |  |                           |                           |                           |                           |                           |                           |
|                  |                  |                  |                  |                  |                  |  |  |  |  |                       |                       |                       |                       |                       |                       |  |  |  |  |                           |                           |                           |                           |                           |                           |  |  |                           |                           |                           |                           |                           |                           |                           |                           |  |  |                       |                       |                       |                       |                       |                       |  |  |  |  |                           |                           |                           |                           |                           |                           |
|                  |                  |                  |                  |                  |                  |  |  |  |  |                       |                       |                       |                       |                       |                       |  |  |  |  |                           |                           |                           |                           |                           |                           |  |  |                           |                           |                           |                           |                           |                           |                           |                           |  |  |                       |                       |                       |                       |                       |                       |  |  |  |  |                           |                           |                           |                           |                           |                           |
| 전열환 1915~1925 | 전열환 1915~1925 | 전열환 1915~1925 | 전열환 1915~1925 | 전열환 1915~1925 | 전열환 1915~1925 |  |  |  |  | 전규곤 1916~1916      | 전규곤 1916~1916      | 전규곤 1916~1916      | 전규곤 1916~1916      | 전규곤 1916~1916      | 전규곤 1916~1916      |  |  |  |  | 전기환 (全基煥) 1929~2019 | 전기환 (全基煥) 1929~2019 | 전기환 (全基煥) 1929~2019 | 전기환 (全基煥) 1929~2019 | 전기환 (全基煥) 1929~2019 | 전기환 (全基煥) 1929~2019 |  |  |                           |                           | 전두환 (全斗煥) 1931~2021 | 전두환 (全斗煥) 1931~2021 | 전두환 (全斗煥) 1931~2021 | 전두환 (全斗煥) 1931~2021 | 전두환 (全斗煥) 1931~2021 | 전두환 (全斗煥) 1931~2021 |  |  | 이순자 (李順子) 1939~ | 이순자 (李順子) 1939~ | 이순자 (李順子) 1939~ | 이순자 (李順子) 1939~ | 이순자 (李順子) 1939~ | 이순자 (李順子) 1939~ |  |  |  |  | 전경환 (全敬煥) 1942~2021 | 전경환 (全敬煥) 1942~2021 | 전경환 (全敬煥) 1942~2021 | 전경환 (全敬煥) 1942~2021 | 전경환 (全敬煥) 1942~2021 | 전경환 (全敬煥) 1942~2021 |
| 전열환 1915~1925 | 전열환 1915~1925 | 전열환 1915~1925 | 전열환 1915~1925 | 전열환 1915~1925 | 전열환 1915~1925 |  |  |  |  | 전규곤 1916~1916      | 전규곤 1916~1916      | 전규곤 1916~1916      | 전규곤 1916~1916      | 전규곤 1916~1916      | 전규곤 1916~1916      |  |  |  |  | 전기환 (全基煥) 1929~2019 | 전기환 (全基煥) 1929~2019 | 전기환 (全基煥) 1929~2019 | 전기환 (全基煥) 1929~2019 | 전기환 (全基煥) 1929~2019 | 전기환 (全基煥) 1929~2019 |  |  |                           |                           | 전두환 (全斗煥) 1931~2021 | 전두환 (全斗煥) 1931~2021 | 전두환 (全斗煥) 1931~2021 | 전두환 (全斗煥) 1931~2021 | 전두환 (全斗煥) 1931~2021 | 전두환 (全斗煥) 1931~2021 |  |  | 이순자 (李順子) 1939~ | 이순자 (李順子) 1939~ | 이순자 (李順子) 1939~ | 이순자 (李順子) 1939~ | 이순자 (李順子) 1939~ | 이순자 (李順子) 1939~ |  |  |  |  | 전경환 (全敬煥) 1942~2021 | 전경환 (全敬煥) 1942~2021 | 전경환 (全敬煥) 1942~2021 | 전경환 (全敬煥) 1942~2021 | 전경환 (全敬煥) 1942~2021 | 전경환 (全敬煥) 1942~2021 |
|                  |                  |                  |                  |                  |                  |  |  |  |  |                       |                       |                       |                       |                       |                       |  |  |  |  |                           |                           |                           |                           |                           |                           |  |  |                           |                           |                           |                           |                           |                           |                           |                           |  |  |                       |                       |                       |                       |                       |                       |  |  |  |  |                           |                           |                           |                           |                           |                           |
|                  |                  |                  |                  |                  |                  |  |  |  |  |                       |                       |                       |                       |                       |                       |  |  |  |  |                           |                           |                           |                           |                           |                           |  |  |                           |                           |                           |                           |                           |                           |                           |                           |  |  |                       |                       |                       |                       |                       |                       |  |  |  |  |                           |                           |                           |                           |                           |                           |
|                  |                  |                  |                  |                  |                  |  |  |  |  | 전재국 (全宰國) 1959~ | 전재국 (全宰國) 1959~ | 전재국 (全宰國) 1959~ | 전재국 (全宰國) 1959~ | 전재국 (全宰國) 1959~ | 전재국 (全宰國) 1959~ |  |  |  |  | 전재용 (全在庸) 1964~     | 전재용 (全在庸) 1964~     | 전재용 (全在庸) 1964~     | 전재용 (全在庸) 1964~     | 전재용 (全在庸) 1964~     | 전재용 (全在庸) 1964~     |  |  | 박상아 (朴相兒) 1972~     | 박상아 (朴相兒) 1972~     | 박상아 (朴相兒) 1972~     | 박상아 (朴相兒) 1972~     | 박상아 (朴相兒) 1972~     | 박상아 (朴相兒) 1972~     |                           |                           |  |  | 전재만 (全在晩) 1971~ | 전재만 (全在晩) 1971~ | 전재만 (全在晩) 1971~ | 전재만 (全在晩) 1971~ | 전재만 (全在晩) 1971~ | 전재만 (全在晩) 1971~ |  |  |  |  | 전효선 (全孝善) 1962~     | 전효선 (全孝善) 1962~     | 전효선 (全孝善) 1962~     | 전효선 (全孝善) 1962~     | 전효선 (全孝善) 1962~     | 전효선 (全孝善) 1962~     |
|                  |                  |                  |                  |                  |                  |  |  |  |  | 전재국 (全宰國) 1959~ | 전재국 (全宰國) 1959~ | 전재국 (全宰國) 1959~ | 전재국 (全宰國) 1959~ | 전재국 (全宰國) 1959~ | 전재국 (全宰國) 1959~ |  |  |  |  | 전재용 (全在庸) 1964~     | 전재용 (全在庸) 1964~     | 전재용 (全在庸) 1964~     | 전재용 (全在庸) 1964~     | 전재용 (全在庸) 1964~     | 전재용 (全在庸) 1964~     |  |  | 박상아 (朴相兒) 1972~     | 박상아 (朴相兒) 1972~     | 박상아 (朴相兒) 1972~     | 박상아 (朴相兒) 1972~     | 박상아 (朴相兒) 1972~     | 박상아 (朴相兒) 1972~     |                           |                           |  |  | 전재만 (全在晩) 1971~ | 전재만 (全在晩) 1971~ | 전재만 (全在晩) 1971~ | 전재만 (全在晩) 1971~ | 전재만 (全在晩) 1971~ | 전재만 (全在晩) 1971~ |  |  |  |  | 전효선 (全孝善) 1962~     | 전효선 (全孝善) 1962~     | 전효선 (全孝善) 1962~     | 전효선 (全孝善) 1962~     | 전효선 (全孝善) 1962~     | 전효선 (全孝善) 1962~     |

- 할아버지: 전영수(全永洙, 1867년~1936년)[226]
- 아버지: 전상우(全相禹, 1893년 1월 9일~1967년 3월 2일)
- 어머니: 김점문(金點文, 1898년~1978년[226] 4월 10일)
  - 형: 전열환(요절)
  - 형: 전규곤(요절)[227]
  - 누나: 전홍렬(全鴻烈, 1918~?)
  - 누나: 전명렬(全命烈, 1922~)
  - 누나: 전선학(全善學, 1928~)
  - 형: 전기환(全基煥, 1929년~2019년, 경찰 출신으로[228] 1988년 서울지방검찰청 특수부 검사 홍준표에 의해 비리 혐의로 구속됐다.[229])
  - 형수: 최수자(崔秀子, 1931년~)
    - 조카 딸: 전용희(1955년~)
    - 조카 사위: 오세철(?~)
    - 조카 아들: 전승규(全承奎, 1958년~)
    - 조카 며느리: 강석인(?~)
      - 조카 손녀: 전지혜(全智惠, 1984년~)

    - 조카 아들: 전종규(1962년~)
    - 조카 며느리: 배우경(?~)
    - 조카 딸: 전명희(?~)

  - 여동생: 전학렬(1934~)
  - 여동생: 전점학(全點學, 1935년~)
  - 동생: 전석환(1937~?, 요절)
  - 동생: 전경환(全敬煥, 1942년 10월 20일~2021년 10월 21일, 기업인, 새마을운동중앙회 회장 역임)
  - 제수: 손춘지(孫春枝, 1944년~)
    - 조카 아들: 전창규(全昌圭, 1965년~)
    - 조카 며느리이인애(1968년~)
    - 조카 딸: 전유정(1967년~)
    - 조카 딸: 전유신(1970년~)
- 배우자: 이순자(李順子, 1939년 3월 24일~, 본관은 성주)
  - 아들: 전재국(全在國, 1959년 10월 26일~, 기업인, 시공사 대표 역임)
  - 며느리: 정도경(鄭都瓊, 1961년 5월 30일~) - 정준석(鄭俊錫)의 딸
    - 손녀: 전수현(1985년 12월 19일~)
    - 손자: 전우석(1988년 7월 28일~)

  - 딸: 전효선(全孝善), 1962년 3월 19일~, 미국에서 변호사로 활동, 1985년 윤상현과 결혼했으나 2004년 9월 이혼했다. 현재 서경대학교 교양과정부 조교수(교양영어 담당).[230])
  - 사위: 윤상현(尹相鉉, 1962년~), 2004년 9월 전효선과 이혼
    - 외손녀: 윤서연(1988년~)
    - 외손녀: 윤정연(1991년~)

  - 아들: 전재용(全在庸, 1964년 9월 22일~, 본명은 전재용(全載容)[231])
  - 며느리: 박경아, 포스코 그룹 회장 박태준의 넷째 딸, 1992년 이혼[232]
  - 며느리: 최정애, 공무원 최성대의 딸 1992년 결혼, 2006년 이혼[233]
    - 손자: 전우성
    - 손자: 전우원

  - 며느리: 탤런트 박상아(朴相兒, 1972년~)
    - 손녀: 전가현
    - 손녀: 전혜현

  - 아들: 전재만[234](全在滿, 1971년 4월 10일~, 외교관)
  - 며느리: 이윤혜(李倫慧, 동아원(운산)그룹 이희상 회장의 장녀)
    - 손자: 1명
    - 손녀: 1명
- 작은아버지: 전상기
  - 사촌 형: 전순환(全淳煥, 1922년~)
  - 사촌 형: 전창환(?~)
    - 오촌조카아들: 전석규(?~)
    - 오촌조카아들: 전승규(?~)
    - 오촌조카이들: 전응규(?~)

  - 사촌 형: 전재환(1927년~)
- 작은아버지: 전상희(1908년~1984년)
  - 사촌 동생: 전우환(全禹煥, 1933년~)

- 장인: 이규동(李圭東, 1911년 11월 7일~2001년 9월 11일)
- 장모: 우봉인 이봉년(李鳳年, 1911년~1991년)
  - 처남: 이창석(李昌錫, 1951년 1월 11일~)
  - 처남댁: 홍정녀(洪貞女, 1952년~)
    - 처조카 아들: 이원근(1980년 11월 24일~)

## 학력
- 1944년 희도소학교 졸업
- 1950년 대구공업고등학교 졸업
- 1955년 육군사관학교 11기 졸업
- 1960년 미국 육군특수전학교 졸업
- 1965년 육군대학 졸업

### 비학위 수료
- 1959년 미국 노스캐롤라이나 주 포트 브래그 특수전학교 및 심리전학교 수료
- 1960년 미국 조지아 주 포트베닝 레인저 스쿨 수료
- 1960년 미국 육군보병학교 유격 훈련 교관 과정 수료

### 명예 박사 학위
- 1984년 페퍼다인 대학교 정치학 명예박사

## 경력
- 1955.2. 육군 보병 소위 임관, 제25보병사단 소대장
- 1956. 중위 진급
- 1957.10. 육군보병학교 교육연대 교육장교, 구대장
- 1958. 대위 진급
- 1959.4. 육군고급부관학교 군사영어반 수료
- 1959.5. 육군 공수특전단 본부 배속
- 1960.12. 제1공수특전단 제1특전대대 작전과장
- 1961.4. 대한민국 육군본부 특전감실 기획과장 직무대리
- 1961.5. 예비장교훈련단 준비위원, 서울대학교 문리과대학 ROTC 교관
- 1961.5. 군사혁명위원회 의장 비서관
- 1961.7. 국가재건최고회의 의장 민원비서관
- 1961.11. 중앙정보부 제2국 정보과장, 소령 진급
- 1961.12. 중앙정보부 제1국 인사과장
- 1963.1. 중령 진급, 중앙정보부 총무국 인사과장
- 1963.9. 대한민국 육군본부 인사참모부 배속
- 1966.8. 제1공수특전단 부단장
- 1967.8. 수도경비사령부 제30대대 대대장
- 1969.12. 대령 진급, 육군참모총장 수석부관
- 1970.12. 제9보병사단 제29보병연대장, 베트남 전쟁 참전
- 1971.11. 제1공수특전단장
- 1972.9. 제1공수특전여단장 직무대리
- 1973.1. 준장 진급, 제1공수특전여단장
- 1976.6. 대통령경호실 보안차장보 겸 작전차장보
- 1977.2. 소장 진급
- 1978.1. 제1보병사단장
- 1979.3. 국군보안사령관
- 1979.10. 계엄사령부 합동수사본부장
- 1980.3. 중장 진급
- 1980.4.14.~1980.7.17. 중앙정보부장 서리
- 1980.5. 국가보위비상대책위원회 상임위원장
- 1980.6. 대장 진급
- 1980.8. 예비역 대장 전역
- 1980년 8월 27일: 제11대 대한민국 대통령 당선
- 1980.8.27.~1981.2.24. 제11대 대한민국 대통령
- 1981.1.~1987.8. 민주정의당 총재
- 1981년 2월 25일: 제12대 대한민국 대통령 당선
- 1981.2.25.~1988.2.24. 제12대 대한민국 대통령
- 1987.8.~1988.11. 민주정의당 명예총재
- 1988.2.25.~1988.11.23. 국가원로자문회의 의장
- 1988.11. 민주정의당 탈당
- 1992.10. 안중근의사 여순순국유적 성역화사업추진위원회 고문
- 1999.6.~2002.10. 백범 김구 기념사업회 백범기념관 건립위원회 고문

## 자택
전두환의 자택은 서울특별시 서대문구 연희동에 위치해있다. 정식 주소는 서울특별시 서대문구 연희로27나길 11-14이다.
전두환은 육군제9사단 29연대 연대장으로 임관한 1970년부터 연희동에서 거주하였다. 연희동으로 이사오고 6년 뒤인 1976년 대통령경호실 작전차장보로 임관됐고, 3년 뒤인 1979년 국군보안사령관으로 임명되었다. 1980년 8월 군사반란을 통해 대통령에 취임한 뒤에는 청와대에서 생활하였다. 1986년부터 기존 연희동 사저를 개보수하였고, 임기가 끝난 뒤 보수가 완료된 연희동 자택으로 돌아가 사망할 때까지 여생을 보냈다.
전두환이 거주하고 있는 연희동 자택의 규모는 대지 816.5m(약 247평)에 연먼적 238m(약 72평)에 달한다. 퇴임 직전인 1987년 전두환은 인근 땅을 매입하여 본채 및 별채 3개를 추가로 세웠고, 이 과정에서 국비 10억원이 들었다. 1988년 5공 청문회가 시작되자 전두환은 백담사로 떠나기 직전 가진 기자회견에서 연희동 자택을 국가에 헌납하겠다고 공헌했으나, 백담사로 떠난 뒤 이 약속은 흐지부지되었고 전두환은 백담사에서 유배생활을 끝낸 뒤 다시 연희동 자택에 돌아와 거주하였다. 또한 1995년 12월 자신에 대한 구속영장이 발부되자 전두환은 연희동 자택의 골목 앞에서 성명문을 발표하고 합천으로 떠났다. 이를 '골목 성명' 이라고도 부른다. 합천으로 내려간 전두환은 수사 협조를 거부하며 버텼으나, 결국 다음 날 새벽 체포영장을 받고 출동한 수사관들에 의해 압송되어 안양교도소에 수감되었다.
2003년 검찰은 추징금 징수를 위해 연희동 자택의 별채를 공매했으나, 처남 이창석 씨가 51억원에 낙찰받은 뒤 셋째 며느리에게 소유권을 넘겨주면서 다시 전두환 일가의 소유가 됐다. 2013년 소위 '전두환 추징법' 관련 논란으로 검찰에 출두한 아들 전재국은 기자회견을 통해 연희동 자택을 추징금으로 자진 납부하겠다고 발표했으나, 전두환이 사망할 때까지도 연희동 자택은 압류되어 추징되지 못했다.
한편 전두환의 연희동 자택에 대한 많은 일력의 경찰 경비로 인한 논란이 있었다. 연희동 자택 앞에는 경호동 3채가 위치하여 있으며, 사저 앞 골목에 대한 자유로운 통행을 통제하고 있었다. 전두환은 1997년 대법원 판결로 전직 대통령으로서의 예우를 박탈당했으나, 경호 혜택은 유지되기에 1998년부터 경찰에서 경호를 맡아왔다. 한편 2012년 1월, 박원순은 전두환 사저 인근에 설치된 경호동을 폐쇄할 것을 검토하였다.

## 군 복무 경력
| 소위            | 중위           | 대위           | 소령            | 중령           | 대령            | 준장           | 소장           | 중장           | 대장           |
| --------------- | -------------- | -------------- | --------------- | -------------- | --------------- | -------------- | -------------- | -------------- | -------------- |
| 1955년 2월 28일 | 1956년 3월 2일 | 1958년 3월 2일 | 1961년 11월 1일 | 1963년 1월 1일 | 1969년 11월 1일 | 1973년 1월 1일 | 1977년 2월 1일 | 1980년 3월 1일 | 1980년 8월 5일 |

## 기타
- 닮은 연예인(박용식)에 대한 탄압도 간혹 회자되곤 한다. 또한 제5공화국 기간 중에는 대머리, 주걱턱 등은 영화계나 드라마계에서 금칙어가 됐다.

- 2002년 8월 이주일의 빈소에서는 개인적인 친분을 과시하기도 했다. "이주일 씨가 아들이 사망한 뒤 박종환 감독과 함께 우리 집에 찾아와 함께 술을 한 적이 있다"는 것이다.[145] 2008년 4월에는 팬클럽인 전사모에 의해 전두환 기념관이 설립되려다가[238] 무산되기도 했다.

- 그는 대한민국 건국 이래 단 셋 뿐인 정치 경력이 아예 없는 대통령 중 한 명이다. 나머지 두 명은 박정희와 윤석열이며 박정희, 전두환 둘 다 장성급 장교에서 바로 대통령이 되었고, 윤석열은 검찰총장에서 바로 대통령이 되었다. 박정희, 전두환, 윤석열 이외의 모든 대한민국 대통령은 국회의원 또는 장관이나 서울특별시장 등 정치 경력이 있다.

### 유행어
- 1980년 이후 9시 뉴스의 첫 기사로 전두환 대통령의 일정이 보도되어 땡전 뉴스라는 유행어가 파생되기도 했다.
- 1995년 재판정에서 "왜 나만 갖고 그래!"라고 푸념한 것이 화제가 되어 한동안 유행했다.
- 2003년 4월 28일 법정 회견에서 "29만 원 밖에 없다."고 하여 이 발언이 한동안 유행했다.[239][240][241] 한편 2004년 11월 서울서부지검 형사5부는 29일 전두환 명의의 추가 부동산 존재사실이 새롭게 밝혀진 것과 관련, 전두환이 허위로 재산명시를 함으로써 민사집행법 위반여부를 검토했고,[242] 일류국가시민운동본부 등 시민단체들은 2005년 7월, 전두환을 법정 허위 진술죄로 검찰에 고발하였다가,[243] 허위사실 명시는 무혐의 처리가 되었다.[244][245]
- 2008년 4월 방송 인터뷰에서 겪어보지도 않고 나를 미워한다 라고 하여 화제가 되기도 했다. 같은 해 4월의 국회의원 총선거 투표 후 인터뷰에서 그는 "우리나라도 대단히 좋은 나라가 됐다."며 "누가 대통령이 되겠다고 하더라도 헌법을 개정해서 장기집권하겠다고 할 사람은(없을 것)… 그렇게 나오는 사람은 간덩이가 큰 사람"이라고 말했다.[246] 또한 "기자들이 내 사진은 꼭 비뚤어지게 찍는단 말이야. 인상 나쁘게... 젊은 사람들은 나에게 감정이 안 좋은가 봐. 나한테 당해보지도 않고..."라고 한 발언이 화제가 되기도 했다.[246][247][248]
- 2009년 8월, 전두환은 한때 "김대중 대통령 시절에 전직 대통령들이 제일 행복했다."는 발언을 하여 화제가 되기도 했다.[249][250]
- 전두환은 친인척이 추징금을 대납해야 한다는 지적이 나오면 "겨우 먹고 살만한 정도라 가족이 추징금을 대납할 수 없다."고 대답했다.[251]
- 전두환의 재판 때 전두환이 같이 재판을 받는 노태우에게 "자네 구치소에서 계란 프라이 주나?"라고 하자, 노태우는 "안 준다."라고 답하였고, 전두환은 "우리도 안 줘."라고 대답했다.[252]
- 5·18 광주 민주화 운동에 관한 한 언론사와의 인터뷰에서 "광주는 어~그거는 총기를 들고 일어난 하나의 폭동이야. 그러니까 계엄군이니까 계엄군이 진압하지 않을 수가 없잖아."라고 망언한데 대해 일베저장소나 디시인사이드 등지에서는 한동안 5.18을 비하할 의도로 그의 말투가 패러디되곤 한다.

### 종교
어떤 사람은 전두환이 고등학생이었을때 천주교 신앙을 가졌다고 이야기하고 있다. 그런데 천주교 신앙을 가졌던 김대중,노무현,박근혜,문재인 그리고 윤석열 대통령이 언제, 누구한테 세례를 받았는지 알 수 있는것과 달리 전두환은 언제 누구한테 세례를 받았는지 알 수 있는 정보가 일절없다.
대통령 재임시에 전두환은 어느 정치인과 마찬가지로 종교계 인사들과 두루 친분을 가졌다. 정치적으로 대립되는 관계를 가졌던 김수환 추기경과도 청와대에서 여러번 만남을 가진 적이 있었다. 미국의 유력인사와 친분이 있는 김장환 목사와는 매우 좋은 관계를 가졌으며, 신군부 시절부터 보수 개신교는 전두환의 든든한 지원자 역할을 하였다. 국보위 위원장이었던 전두환을 초청하여 조찬기도회를 가진 일은 전두환과 보수 개신교 사이의 유착을 드러낸 것이었다.
전두환이 자신의 신앙을 드러낸 것은 백담사 생활을 하였을 때였다. https://www.youtube.com/watch?v=_lPlTHS3SK0 전두환은 1988년 11월 23일 오후 3시 20분, 안현태 전 경호실장 등 수행원과 백담사에 도착. 그 후 25개월 동안 전두환은 백담사에 머무르며, 백담사 생활을 한 지 1년 후 전두환은 찾아온 신도들과 대화하면서 "몇 사람 손봐주고 싶었던 마음을 극복했다"고 불교신앙고백을 했다고 한다. 또 주지에게 "모든 일이 내게서 비롯됐다고 생각하니 남을 탓하거나 미워할 수가 없습니다. 백담사에 와서 새로운 인생을 살게 됐으니 나는 복있는 사람이죠"라고 말했다고도 한다.
전두환이 제12대 대통령 취임식을 했던 1980년 9월 10일 직후인 10월 27일에 10·27 법난을 일으키며 집권 신군부 세력이 불교계를 탄압한 일이 있는데, 그 사건을 일으킨 동기는 명확하게 밝혀지지는 않고 있다. 그러나 신군부를 반대했던 조계종 총무원장 월주가 전두환 지지 성명에 반대하고 5·18 광주 민주화 운동 현장을 방문하여 성금을 전달하는 등 신군부에 밉보인 것이 원인이라는 해석이 있다.

전두환 지시하에 이단정화 운동으로 옛날 이단 기독교 종파였던 장막성전교가 무너졌다는 주장이 있는데 이는 장막성전교의 뒤를 이어 나온 신천지예수교 증거장막성전과 이곳에서 나오는 신문인 천지일보에서 주로 주장하는 내용이며 실제로는 그런 명령은 존재하지 않았다

## 일화
- 학창시절 공부를 엄청나게 못했다. 그의 육군사관학교 생도 시절 성적을 보면 이게 과연 장교로서 가져야 할 지적수준인가 라는 게 의심될 정도로 공부를 엄청나게 못했다. 육군사관학교에 입교한 200명의 생도 중 200등으로 입학 성적은 꼴등이었으며 그가 육군사관학교에 입학할 당시인 1951년은 아직 한국전쟁이 끝나지 않았던 시점인 탓에 생도들이 계속 퇴교를 하는데도 불구하고 120등 안에 들어본 적이 단 한 번도 없었을 만큼 기가 막히게 공부를 못했다. 그래서 전두환은 항상 퇴교 위기에 몰렸으며 교관들 조차 전두환이 언제 퇴교할 건지 시기를 논하기도 했다. 하지만 전두환은 거의 꼴찌에 가까운 성적이었지만 계속 살아남았고 육사 11기 생도들은 200명 중 156명이 소위로 임관했는데 그 중 126등을 했다.
- 그는 대통령 재임 중 민족문화 장려정책에 따라 국풍 21을 주도하고, 독립기념관의 건립을 추진한다. 독립기념관 건립 후에는 김구의 차남 김신을 관장으로 선임했다. 박정희 집권 말기인 1977년부터 문교부를 출입하던 이유립 등의 역사가들을 계속 문교부 등에 초빙하여 공무원들을 상대로 국사강연을 실시했다. 한편 전두환은 고조되는 반일감정에 대해 극일(克日)정신을 주장하며 실력으로 일본을 이길 것을 강조하였다.
- 대통령 후보 시절 7년 단임제를 주장했는데, 재선 이후 1987년 7년 단임제를 이행하고 퇴진하였다. 재출마를 시도하려 했다는 주장과 재출마를 단념하고 노태우를 차기 주자로 결정하였다는 주장이 엇갈린다. 한편 전두환은 후임자는 문민 통치자여야 된다며 1984년 경 국무총리 출신 노신영 등을 후계자로 낙점, 정치수업을 하려다가 신군부와 하나회 출신 군부 인사들의 반발로 취소하고 노태우를 선택하게 된 것이라고 한다. 그가 후계자로 잠정 낙점했던 인물은 노신영, 노태우, 정호용, 장세동, 박희도 등이 있다.
- 한편 전두환은 2009년 8월 14일 김대중의 병문안 중 기자회견에서 '김대중 대통령 때 가장 행복했다.'고 발언하여 화제가 되기도 했다.[258][259][260]

### 돌
전두환의 별명은 '돌' 또는 '똘'이다. 그의 머리가 유난히 빛나는 것에 대한 비꼼의 의미도 담겨 있다. 정치권 일각에서는 역대 대통령들을 말할 때 우스개 삼아 '이, 윤, 박, 최, 돌, 물, 깡'이라 부른다 한다. 이승만, 윤보선, 박정희, 최규하 대통령까지는 성을 그대로 부르지만 그 다음부터는 별명이다. 즉 '전두환 = 돌', '노태우 = 물', '김영삼 = 깡'이다.
당시 세간에선 그를 '무식한 돌머리'라고 했었다. 육군사관학교를 졸업하고 미국 유학을 다녀왔지만 그는 영어를 잘 못했고, 학식도 짧았다. 일설에는 그래서 미국에 간 그가 IQ측정기에 머리를 집어넣었더니 "돌 넣고 장난하지 마시오."라는 경고음이 나왔다는 식의 우스갯소리가 널리 유행했다. 당시 시중에 '돌머리' 유머가 돌면서 전두환의 '머리 나쁨'은 사실인 것처럼 유포되었지만, 당시 일선에서 뛰었던 한 언론인은 그 풍문을 부인하면서 실제로 "전두환은 머리가 좋은 사람이었다. 특히 직관력이 뛰어나고 기억력이 좋았다"고 증언했다.

### 땡전 뉴스
1980년 이후 각 방송사의 오후 9시 뉴스 시작 때 "...땡! 전두환 대통령은..." 이렇게 시작하는 것을 두고 '땡'과 전두환의 '전'을 따서 만든 이름이 땡전 뉴스이다. 전두환 대통령 집권 당시 뉴스는 전두환 내외의 소식이나 전두환 내외 관련 행사를 가장 먼저 보도한데서 유래한 것이다. 심지어 대한항공 007편 격추 사건이 있었던 1983년 9월 1일, 소련군이 비행기를 격추시켜 250여명이 사망한 중대사고였음에도 불구하고 그날의 뉴스 시작에도 "오늘 전두환 대통령은"과 "한편 이순자 여사는"이었다고 한다. 덕분에 전두환 대통령의 호는 '일해'였으나 전두환의 호가 '오늘'이라는 우스갯소리가 있을 정도였다. 그리고 이순자 여사의 호가 '한편'이라는 우스갯소리도 돌았다.

### 취향
그는 술을 좋아했다. 그러나 2007년에 공식적으로 술을 줄였다고 미디어에서 밝혔다. 2007년 1월 5일 인사차 방문한 당시 대통령 후보자 이명박과의 1시간 공개 면담에서 "주량이 3분의 1로 줄었다. 나이 드니까 도리 없어."라며 절주 의사를 공식적으로 밝히기도 했다. '운동은 뭘 하시느냐?'고 묻는 이 시장에게 "나이 들면 골프가 가장 좋아, 그런데 주변에 한 사람 두 사람 골프치는 사람이 없어져, 세상 떠나고 아프고."라면서 적적함을 표현하기도 했다. 애연가이기도 했던 전두환은 1987년 자신의 퇴임식 등 공식 석상에서도 흡연을 하기도 했다.
역대 대통령의 식단을 보면 전두환만 유난히 고기가 많다. 축구 골키퍼 출신이라서 운동을 해야 했고 그에 따라 영양섭취를 많이 하는 것이 습관이 되었기 때문이다.

### 노태우와의 관계
전두환과 노태우는 육군사관학교 동기이며, 생도 시절부터 친분을 쌓고 1960년대 군 내 사조직 하나회를 결성하였다. 1979년 12월 12일 군사반란을 일으키고 이듬 해인 1980년 5.17 내란을 통해 전두환이 대통령으로 취임하면서 노태우는 수경사령관 자리에 올랐다. 이 후 1985년, 제12대 총선으로 국회에 입성한 노태우는 민주정의당의 총재직을 맡으며 전두환 정부의 2인자로서 입지를 다졌다. 전두환은 자신의 후임으로 노태우를 지목하였고, 통일주체국민회의 간선 선거를 통해 노태우에게 권력을 이양할 계획이었으나 1987년 6월 항쟁으로 민주화 열기가 높아지며 이들의 계획은 차질을 빚었다. 결국 노태우는 전두환에게 먼저 직선제 제안을 하였으며, 노태우가 6.29 선언을 발표하며 직선제 개헌이 이루어졌다. 노태우는 제13대 대통령 선거 유세 기간동안 '보통사람' 슬로건을 내세우며 군부정권의 이미지를 탈피하고자 노력하였고 결국 제13대 대통령에 당선되었다. 전두환은 직선제 개헌안을 담은 7차 개헌을 발표할 당시 국가원로자문회의에 관한 법안을 신설, 자신의 퇴임 이후에도 노태우를 통해 권력을 지속적으로 행사할 계획을 품었고 개헌 작업을 모두 끝내놓은 뒤 대통령직에서 퇴임했다.
그러나 노태우는 정권 출범부터 전두환 정권과의 단절을 시사하며 전두환의 동생 전경환을 구속하는가 하면, 제5공화국에 대한 청산 작업의 일환으로 5공 청문회를 개시하여 하나회 인사들을 비롯한 전두환 정권의 핵심 인물들을 줄줄이 국회에 소환시켰다. 결국 전두환은 국가원로자문회의직을 사퇴하고 1988년 11월 대국민 사과성명과 함께 백담사로 피신하였고, 1989년 12월 31일 5공 청문회 마지막 회기에 국회의사당의 증언대에 오르게 되었다. 노태우 정부의 5공 청산 계획을 계기로 전두환과 노태우의 관계는 크게 악화되었으며, 훗날 전두환은 2003년 SBS 《뉴스추적》과의 인터뷰에서 "정치라는 건 더러운 것이다. 그 사람(노태우)이 대통령 되기 전까지 제일 친한 친구였지만 그 사람이 대통령이 되고 나서 나를 제일 해쳤다. 그 사람 입장에서는 섭섭하게 있었는지 모르겠다. 난 잘해줬다고 생각했다" 며 노태우와의 불편해진 관계에 대한 언급을 하기도 하였다.
1993년 문민정부가 출범하고 2년 뒤, 전노 두 사람은 역사바로세우기 정책의 일환으로 나란히 사법처리되었다. 민주자유당 박계동 의원의 비자금 폭로를 시작으로 수사가 전개되었고, 노태우는 1995년 11월 먼저 서울구치소에 구속 수감되었다. 전두환은 12월 2일 사저 앞에서 골목 성명을 발표하고 합천으로 내려갔으나, 다음 날 새벽 영장을 받고 출동한 형사들에 의해 압송되어 안양구치소에 수감되었다. 두 사람은 이듬 해인 1996년 열린 재판에서 피고인으로 나란히 한 법정에 서게 되었는데, 이 때 두 사람이 선고를 앞두고 함께 손을 잡고 있는 모습이 카메라에 잡혀 큰 화제가 되기도 하였다. 전두환은 대법원에서 무기징역, 노태우는 징역 22년 6개월을 선고받았다. 그리고 1997년 12월, 김영삼 대통령과 김대중 대통령 당선자의 합의에 따른 특별사면으로 두 사람 모두 석방되었다.
특별사면 이후 전두환과 노태우는 같은 동에 거주함에도 불구, 일절의 교류를 하지 않은 채 지내왔다. 다만 공식석상에서는 함께 모습을 여러차례 들어낸 바 있는데, 국민의 정부 시절 열린 전직 대통령 초청 만찬에는 모두 함께 참석하였다. 또한 박정희 전 대통령의 20주기 추도식에도 함께 참석하였으며 백범 김구기념관 건립위원회에 고문으로 함께 이름을 올려 건립식에도 참석하였다. 2003년 노무현 전 대통령의 취임식에도 두 사람이 함께 참석하였다. 그리고 2004년 1월 15일 노무현이 주최한 전직 대통령 초청 만찬에 두 사람이 함께 모습을 들어낸 것을 마지막으로, 사망 전까지 두 사람은 공식석상에 함께 모습을 들어내지 않았다. 이는 2000년대 중반부터 노태우의 건강이 악화되어 대외활동이 불가능해졌기 때문이다.
2004년을 끝으로 10여년간 왕래조차 하지 않던 두 사람은, 2014년 전두환이 노태우의 자택으로 병문안을 가면서 극적으로 만남이 이루어졌다. 당시 만남에는 민정기 전 비서관이 함께 배석하였으며, 전두환은 노태우에게 "이 사람아, 나를 알아보겠는가?" 라며 짧게 질문을 했고 노태우는 눈을 깜빡이는 것으로 의사소통을 대신했다.

## 방송 출연
- MBC 《TV특집대담 - 전두환 국보위 상임위원장》(1980년 8월 11일)
- KBS, MBC 《전두환 대통령 하계기자회견》(1987년 8월 20일)
- SBS 《뉴스추적 - 대통령,성공할 수 없나-전직 대통령이 증언하는 과거,현재,그리고 미래》(2003년 2월 19일)
- YTN 《돌발영상》(2003년 7월 18일)
- YTN 《돌발영상》(2004년 1월 15일)
- YTN 《돌발영상》(2004년 8월 10일)
- YTN 《돌발영상》(2006년 10월 24일)
- YTN 《돌발영상》(2007년 1월 3일)
- YTN 《돌발영상》(2007년 8월 29일)
- YTN 《YTN 뉴스》(2008년 4월 11일)
- JTBC 《JTBC 뉴스룸》(2012년 3월 21일)

## 문화에 나타난 전두환

### 문학
- 백무현, 《만화 전두환》, 전두환에 대한 비판적인 소설 겸 만화
- 《황강(黃江)에서 북악(北岳)까지》, 전두환 전기

### 사이버 공간
- 일베저장소에서는 그를 ‘땅크성님’, ’엔젤두환’ 등으로 부른다.

## 전두환이 등장한 작품

### 드라마
- 박용식 - 1991년 MBC 《땅》
- 박용식 - 1993년 MBC 《제3공화국》
- 박용식 - 1995년 MBC 《제4공화국》
- 정종준 - 1995년 SBS 《코리아 게이트》
- 전운 - 1996년 MBC 《화려한 휴가》[264]
- 장광 - 1998년 SBS 《삼김시대》
- 이덕화 - 2005년 MBC 《제5공화국》
- 염동헌 - 2012년 MBC 《빛과 그림자》 - 각색한 인물 '정장군'
- 윤동환 - 2013년 MBN 《대한민국 정치비사》
- 윤길,오원준 - 2013년 Jtbc 《민주를 위해서 목숨을...》
- 장광 - 2013년 tvN 《응답하라 1994》
- 장광 - 2015년 tvN 《응답하라 1988》

### 라디오
- 노민 - 1995년 KBS 라디오 《그때 그 사건》
- 신성호 - 1995년 MBC 라디오 《격동 30년》

### 기타
- 김길호 - 1989년 영화 《서울 무지개》(영화에서는 실명을 언급하지 않고 "어른"이라는 표현으로 나온다.)
- 정종철 - 2005년 KBS2 개그콘서트 (봉숭아학당에서 옥장군으로 연기함)
- 임범[265] - 2005년 영화 《그때 그 사람들》
- 이의선[266] - 2006년 영화 《홀리데이》
- 이강영 - 2009년(국립현대미술관 홍보물)
- 장광 - 2012년 영화 《26년》 (영화에서는 실명을 언급하지 않고 "그 사람"이라는 표현으로 나온다.)[267][268][269][270][271]
- 서현우 - 2020년 영화 《남산의 부장들》[272]
- 손성호 - 2022년 영화 《헌트》[273]
- 백현진 - 2022년 영화 《서울대작전》[274]
- 황정민 - 2023년 영화 《서울의 봄》[275]
- 유재명 - 2024년 영화 《행복의 나라》[276]

## 같이 보기
| - 12·12 군사 반란 - 1980년 언론통폐합 - 5·18 광주 민주화 운동 - 아웅산 묘역 폭탄테러사건 - 전사모 - 5공청문회 - 5공청산 - K공작계획 - 국풍81 - 김대중 - 김영삼 - 김오랑 - 김종필 - 김홍업 - 김재익 - 녹화사업 - 노태우 - 땡전 뉴스 - 민주공화당 - 민주자유당 - 민주정의당 | - 박정희 - 박철언 - 박태준 - 박희도 - 백담사 - 부림 사건 - 삼청교육대 - 서정화 - 신현확 - 역사학도 - 유학성 - 윤필용 - 이규광 - 이규동 - 이순자 - 이진희 - 이학성 - 제4공화국 - 제5공화국 - 제5공화국 (드라마) - 제6공화국 | - 장기오 - 장세동 - 장영자 - 장태완 - 전경환 - 전기환 - 정병주 - 정승화 - 정호용 - 장태완 - 서정화 - 주영복 - 최규하 - 최규하 정부 - 최세창 - 이춘성 - 하나회 - 허문도 - 허삼수 - 허화평 - 환단고기 - 황영시 | - 대한민국 제11대 대통령 선거 - 대한민국 제12대 대통령 선거 - 대한민국의 국가정보원장 - 대한민국의 국가정보원 차장 |

## 역대 선거 결과
|  | 99.37% |

|  | 90.11% |

## 소속 정당
| 소속 정당 | 소속 정당  | 소속 기간 | 비고                |
| --------- | ---------- | --------- | ------------------- |
|           | 무소속     | 1980~1981 | 정계 입문           |
|           | 민주정의당 | 1981~1988 | 창당                |
|           | 무소속     | 1988~2021 | 탈당 정계 은퇴 사망 |

## 참고 문헌
- 천금성, 《황강(黃江)에서 북악(北岳)까지》- 전두환 일대기
- 이장규, 《경제는 당신이 대통령이야 (전두환시대 경제비사)》 (올림, 2008)
- 서상원, 《정부패러다임적 정책결정과정 분석:전두환 노태우 김영삼 정부의 비교》 (한국학술정보, 2007)
- 강준만, 《한국현대사산책:1980년대편 1》 (강준만, 인물과 사상사, 2006)
- 강준만, 《한국현대사산책:1980년대편 2》 (강준만, 인물과 사상사, 2006)
- 강준만, 《한국현대사산책:1980년대편 3》 (강준만, 인물과 사상사, 2006)
- 강준만, 《한국현대사산책:1990년대편 1》 (강준만, 인물과 사상사, 2006)
- 강준만, 《한국현대사산책:1990년대편 2》 (강준만, 인물과 사상사, 2006)
- 남덕우 외, 《80년대 경제개혁과 김재익 수석》 (삼성경제연구소, 2006)
- 박상하, 《그때 그 사람들 (전두환의 제5공화국) (박상하, 학영사, 2005)
- 역사의 언덕에서 4 (미완성의 민주화) (강원용, 한길사, 2003)
- 한상범, 전두환체제의 나팔수들 (이철호 역, 패스앤패스, 2004)
- 방경일, 전두환 리더십 노태우 처세술 (방경일, 너와나미디어, 2002)
- 노신영 회고록 (노신영 저 , 고려서적 , 2000)
- 김성환, 전두환 육성증언-김성환 (조선일보사, 1992)
- 박종렬, 노태우 전두환 (도서출판 인본, 1992)
- 윤치영, 동산회고록:윤치영의 20세기 (윤치영, 삼성출판사, 1991)
- 서진모, 전두환.이순자 부부에게 보낸편지 (서진모, 대웅출판사, 1988)
- 박경우, 전두환 이순자 구속처벌투쟁 평가 (박경우, 세계출판사, 1989)
- 고항민, 《전두환 왕국》 (청사출판사, 1988)
- 이사달, 《전두환 참회록》 (청음사, 1988)
- 천금성, 《군, 단결 1000시간:천금성 도큐멘트 워크》 (민조사, 1988)
- 암파편집부, 전두환시대 1~6:제5공화국정치비사제2부(중원강좌 17) (암파편집부 저, 황인 역, 중원문화사, 1988)
- 조갑제, 《군부:전두환,총구에서 나온 권력의 심층해부》 (조선일보사, 1988)
- 정음사, 《언제나 국민과 함께:내외 얼론에 비친 전두환대통령의 1500일》 (정음사 편집부, 1985)
- 황성모 외, 민족사의 새지평-전두환대통령의 통치이념 (경향신문사, 1983)